# キラッとプリ☆チャン
『キラッとプリ☆チャン』は、タカラトミーアーツとシンソフィアの共同開発により2018年4月19日から2022年2月28日まで稼働していたアーケードゲーム。また、このゲームを原作として2018年4月8日から2021年5月30日まで放送されていたテレビアニメ。

## 概要
『プリティーリズム』『プリパラ』に続くプリティーシリーズの第3弾。タカラトミーアーツではアーケードゲーム『プリティーリズム』の稼働開始から10周年に当たる2020年に向けた新プロジェクトとして『プリティーリズム』『プリパラ』のクロスオーバー企画『プリティーオールフレンズ』を発表しており、本作はそれに続く新プロジェクトの第2弾とされている。
過去のシリーズ作品で踏襲されて来た発表時期のトレンドを採り入れる手法は本作にも受け継がれており、本作のテーマは「動画サイト」と「自分発信」とされる。
2018年4月よりテレビアニメとアーケードゲームが開始し、様々なメディアミックスが展開された。2021年5月にアニメが、2022年2月にゲームがそれぞれ展開を終了し、2021年10月よりシリーズ第4弾『ワッチャプリマジ!』に引き継がれた。

### 5周年企画
プロジェクト開始から5周年を迎えた2023年には5周年企画が始動。当時稼働していた『ワッチャプリマジ!スタジオ』とのコラボに加え、同年3月26日にはアニメ版の後日談となるVRミュージカル「キラッとプリ☆チャン みんなのいいねで何かがうまれる!? キラッとバーチャルライブ!」が上演・配信された。
さらに同公演のラストで更なる続編としてVRミュージカル『バーチャルミュージカル!? ハイスクール! キラッとプリ☆チャン』が2024年に上演・配信されることが発表された。

## ストーリー
ストーリーはアニメ版の情報に基づく。

### 1stシーズン
誰でもチャンネルを開設して自分流のパフォーマンスを発信できる動画サイト「プリ☆チャン」が舞台。多くの女の子たちは、テレビやPC、スマートフォンを通じて視聴され、国民的エンターテインメントとなっている「プリ☆チャン」でトップアイドルになる夢を抱いている。
思わぬ出来事から「プリ☆チャン」でアイドルデビューしてしまったきらりヶ丘中学校1年生の桃山みらいと萌黄えもは、同級生の青葉りんかをマネージャーに迎え、同じ中学の人気プリ☆チャンアイドル赤城あんなに勝つことを目標に悪戦苦闘を繰り広げる。やがてりんかがプリ☆チャンデビューしてみらい・えもと共にMiracle☆Kirattsを結成し、あんなも、親友の緑川さらと紫藤めると共にMeltic StArを再結成、2つのチームは度重なる対決で切磋琢磨することとなる。
そんな中、高い実力を持つ人気プリ☆チャンアイドル、白鳥アンジュが突然引退を宣言する。Miracle☆Kirattsはアンジュの引退を阻止するためアンジュとの対決に臨むが、アンジュとその親友、七星あいらの高い実力を前に苦戦を強いられる。しかし、Meltic StArと組んでMiracle StArを組んだことで形勢が逆転、Miracle StArが勝利をおさめ、アンジュの引退阻止に成功する。

### 2ndシーズン
PrismStoneの隣に突如として出店した人気店舗DearCrownに乗り込んだMiracle☆Kirattsの3人は、新たなライバルとなるDearCrown所属のプリ☆チャンアイドル金森まりあと黒川すずに出会う。それと同時に、伝説のダイヤモンドコーデをかけたデザイナーズ10主催の大会「ジュエルコレクション」への出場権をめぐる、バーチャルプリ☆チャンアイドルだいあが主催する「ジュエルオーディション」の開催が決まった。
Miracle☆Kirattsはジュエルオーディションに参加することを決め、後に海外から帰国したMeltic StArも合流。そしてお互いの対照的な性格を克服したまりあとすずの2人も新たなユニットRing  Marryを結成。みらいたち8人は全員がジュエルアイドルになることができた。
だが、すべてはデザイナーズ10の一人でだいあの生みの親でありジュエルオーディションの影の主催者虹ノ咲だいあの友達作りのためだったことが明かされる。しかし、帰宅後みらいたちが宥めたことで自信を取り戻した虹ノ咲はジュエルアイドルとなり、Miracle☆Kiratts、Meltic StAr、Ring Marryの8人全員とアンジュ、虹ノ咲の10人のジュエルアイドルが揃った。ところがそれとほぼ同時にだいあは原因不明の変貌を遂げてしまう。
そして、ついに迎えたジュエルコレクション。ジュエルアイドルのライブの力によってダイヤモンドコーデが完成し、みらいがダイヤモンドアイドルに選ばれるが、次の瞬間だいあが暴走し世界中のプリ☆チャンが停止してしまう。みらいはダイヤモンドコーデの力を使って虹ノ咲とともにだいあを正気に戻しプリ☆チャンを復旧させたが、今度はバグッCHUの攻撃でプリ☆チャン衛星がキラ宿に落下しはじめる。だいあは変貌していたときの罪滅ぼしのためにこの危機に立ち向かい、みらいたちのライブで奇跡的に復活したダイヤモンドコーデの力でバグッCHUを浄化。かくしてプリ☆チャンとキラ宿は救われたが、だいあは力尽き、マスコットキャラクターのような姿に転生した。
ジュエルコレクション終了後、Ring Marryとなるはニューヨークへ、虹ノ咲だいあはミラノへ旅立っていった。

### 3rdシーズン

#### プリ☆チャンランド編
キラ宿に新たにプリ☆チャンランドがオープンし、Miracle☆Kirattsはそこで開催されるプリンセスカップへの出場を決意する。同時に本気でMiracle☆Kirattsをライバルとして意識したMeltic StArも出場し、さらに帰国したRing Marryもプリンセスカップに出場することになった。さらにそれぞれのユニットのマスコットであるキラッCHU、メルパン、ラビリィの3匹も、正式なアイドルユニット、GO!GO!MASCOTSとしてデビューした。そしてアリス・ペペロンチーノも両親を探すべくデビューし、カガヤキコーポレーション社長の輝イブもデビューした、そんな最中、イブのマスコットであるルルナが、密かにとある計画を実行しようとしていた。
そして、ルルナはプリ☆チャンランドから人々を一人残らず追い出し、イブを呼び戻した上で、彼女にその計画を明かす。それは、マスコットによる全人類の支配。キラ宿のプリ☆チャンランドは新世界のごく一部に過ぎない。全世界をプリ☆チャンランド化し、マスコットがすべてを支配し管理する世の中を作れば、未来はきっと明るいはずだ。今までイブのライブを許さなかったのは、かつて自分の邪魔をしたアリスのマスコット・ソルルが記憶を取り戻すのを防ぐため。そして、アリス・ペペロンチーノはあくまで芸名、本当の名はイブの双子の姉・輝アリス。
ルルナの企みにイブは怒りが爆発。ルルナと決別し、助けに入ったアリスとMiracle☆Kirattsとともに立ち向かう。記憶を取り戻したソルルのもとで再出発を誓った輝アリスと輝イブ、姉妹のライブの力でついにルルナを倒し、世界とプリ☆チャンランドを救うことに成功した。騒動後は、アリスとイブでペアユニット、ALIVEを結成した。その後、アンジュの指名により虹ノ咲だいあとマスコットのだいあがW Daiaとしてプリンセスに選ばれ、アンジュによってクイーンズグランプリの開催が宣言された。

#### クイーンズグランプリ編〜最終決戦
ついに真のトッププリ☆チャンアイドルが決まる時が来た。この大会に優勝しキャッスルイルミナージュコーデを手にした者が、イルミナージュクイーンとなる。レインボースカイエリアのプリンセス・Miracle☆Kiratts、メロディーファンタジーエリアのプリンセス・Meltic StAr、オーシャンマーメイドエリアのプリンセス・Ring Marry、サンシャインサーカスエリアのプリンセス・ALIVE、そしてムーンライトマジックエリアのプリンセスとして新たなる力を引っさげて帰ってきたW Daia。以上5チームによる決戦が始まった。
アイドルたちへのいいねが集まり、ついにキャッスルイルミナージュコーデが目を覚ます。イルミナージュクイーンに選ばれたのはMiracle☆Kirattsだった。Meltic StArも潔く負けを認め、いよいよ最高のパレードが始まる…と思った次の瞬間、完全復活を果たしたルルナがソルルとともにプリ☆チャンランドに異変を起こす。そして、ルルナはありとあらゆるアイドルたちに厳しいルールを定め、従わぬ者を弾圧。キラッCHUをはじめルルナに反発するマスコットたちは卵に閉じ込められてしまった。ALIVEはマスコットたちの救出を試みたが、救出できたのはキラッCHUだけ、そしてイヤリングも砕けてしまう。しかし、イルミナージュライブによってMiracle☆Kirattsはルルナが待つプリ☆チャンキャッスルへとたどり着く。ルルナは暴挙の限りを尽くしてMiracle☆Kirattsを追い詰めるが、みらいたちとキラッCHUの絆は決して切れない。そのライブの力はイルミナージュライブすらも超えるものとなり、マスコットたちを救い、ルルナの心の壁を打ち破り、プリ☆チャンランドを元通りにした。そして、ルルナは改心しALIVEと和解した。
しかし、今度は宇宙から真の脅威が迫る。それは、ソルルが警戒していたありとあらゆるバグの集合体、バグホール。その影響でプリ☆チャンランドも破壊され始める。原初のマスコットであるソルルとルルナの力でも、バグホールは止められない。もう地球滅亡も秒読み段階というところで、だいあとめが兄ぃはみらいたちをキャッスルごと宇宙へ送る。そして、全プリンセス、全マスコット、そしてプリ☆チャンを愛する全ての人間の力が一つになり、ついにバグホールを消滅させることに成功した。しかし、それはソルルとルルナとの別れの時でもあった。ソルルとルルナは、地球をバグから守るため結界に生まれ変わることを決意、みらいたちに別れを告げた。その後、無事、プリ☆チャンアイドルたちによるパレードが始まるのであった。
世界を救ったMiracle☆Kirattsは、ついに高校生となった。すでにプリ☆チャンランドは世界中に拡大し、デザイナーズも今やデザイナーズ99と呼ばれるまでに成長していた。そして、Prism Stoneは月面にまで進出した。いよいよプリ☆チャンに、新たな歴史が始まろうとしている。
いつになってもみらいたちの信念は変わらない。「やってみなくちゃわからない、わからなかったらやってみよう」。

## 登場人物
以下の説明は基本的にアニメ版のストーリーに基づく。ゲーム版とアニメ版で声優は共通。

### 主要人物
この節では、アーケードゲーム版で使用可能なキャラクターを「主要人物」として扱う。
ジュエルコーデを持つキャラクターの苗字には色名が入っており、各々のイメージカラーと一致する。

#### Prism Stone（プリズムストーン）
1stシーズンより登場するプリ☆チャンアイドル。

##### Miracle StAr（ミラクル☆スター）
Miracle StAr の6人はきらりヶ丘中1年生で、みらいとえもは1年2組、Miracle Kirattsは2ndシーズンではきらりヶ丘中2年2組、3rdシーズンは3年2組。2ndシーズンでもMiracle KirattsとMeltic StArが共同配信する時にはMiracle StArを名乗る。

###### Miracle☆Kiratts（ミラクル☆キラッツ）
3人組ユニット。略して「キラッツ」。当初はアイドル2人とマネージャー1人の構成だったが、第15話でマネージャーを務めていたりんかがアイドルデビューした。最終回では高校生となり、都立きらりケ丘高等学校に進学している。
桃山 みらい（ももやま みらい）
声 - 林鼓子
【血液型 - B型 / 誕生日 - 7月12日（デコレーションケーキの日） / 身長 - 150cm / 好きな食べ物 - ケーキ、うなぎ / 属性 - ラブリー / 使用ブランド - Sweet Honey（スイートハニー）】
本作の主人公。一人称は「私」で「キラッと☆」が口癖。好奇心は強いが決断力が弱く、幼馴染みのえもに振り回され気味なところがある。特技は他人を観察し、本人が気付いていない長所を見出すことと、見た者を誰しも笑わせる「キラースマイル」（変顔のこと。顔は毎回斜め後ろ姿など見えない構図で隠れており、光のエフェクトが顔の部分から出ている）。また、特技ではないものの、よく描いているヘタウマなイラスト「みらキャラ」はそこそこ人気がある模様で、彼女が描いたキラッCHUがマスコットキャラクターとなった。
2ndシーズンではまりあからかわいい向上委員会の副部長に指名されている。第54話で初のジュエルチャンスを経験。続く第55話ではMiracle☆Kirattsの代表として再びジュエルチャンスに導かれ、ジュエルアイドルに選ばれた証である自分色が覚醒。「ときめきのジュエルコーデ」が完成し最初のジュエルアイドルとなった。第64話のだいあフェスでは1対1の歌合戦でめるに勝利し新ブランド・ミルキーレインボーのだいあシューズを手に入れるが、第70話の第2回ではRing Marryの2人に、第3回はさらに敗れている。第3回では4番目にライブをしたが、省略されている。
第60話であいらからデザインパレットをプレゼントされた後、めが姉ぇから直々にPrismStoneの番組配信で使用するユニフォームコーデの新調を依頼され、アイディアが浮かばなかったもののプリチャン配信講座での交流を通じて、後押ししたいという想いをテーマに完成させる。第68話ではまりあのうさ耳ヘアアクセを嫌がっていたすずのためにまりあが考案したジャンピンラビッツコーデをすず専用仕様にアレンジし、まりあとすずをジュエルアイドルに導いた。
ジュエルコレクションでは激戦の末、ダイヤモンドアイドルに選ばれた。
ゲームでは稼働当初から使用可能。
萌黄 えも（もえぎ えも）
声 - 久保田未夢
【血液型 - O型 / 誕生日 - 9月9日（ポップコーンの日） / 身長 - 150cm / 好きな食べ物 - ポップコーン / 属性 - ポップ / 使用ブランド - Girl's Yell（ガールズエール）】
みらいの同級生で幼馴染みの女子中学生。一人称は「あたし」か「私」。「えもい」が口癖で名前は逆から読んでも同じ。みらいとは3歳の頃からの付き合いである。
チアリーディング部に所属しており、引っ込み思案なみらいとは対照的に明るくテンションが高く行動的だが、頭を使うのが大の苦手で計画性の無さで失敗することもある。特に英語や歴史が苦手で頻繁に「バーチャル」を「ばーちゃん」、「デリカシー」を「テレパシー」などと言い間違えたり、平成の前は江戸時代だと間違えたりしている他、極度の怖がりでもある。絵が下手という面もある。
また、同級生のあんなからはよく憎まれ口を叩かれるため、敵愾心を燃やしている。その勢いでみらいと共に、ある日の放課後プリズムストーンショップを訪れる。そこで出会った赤井めが姉ぇからプリチャンの簡単な説明を受けた後、唐突に配信準備を始められたために自信を無くし、泣いてしまうが、めが姉ぇの「やってみなくちゃ分からない」の一言を受け、みらいが彼女を励ましたことにより勇気が湧き、共にプリチャンデビューを果たした。すぐに調子に乗るところがあり、応援時、春太の秘密をばらそうとしたり、大会で連続優勝したのですぐにトップになると思い込んで自信過剰になる反面、メンタルが弱い部分があり、春太と喧嘩して収録に集中できなかったり、アイドルとして復活したあんなたちのライブを見て意気消沈したりしている。他にも幼い頃から猫に好かれやすく大量の猫に付きまとわれたことから当初は猫が苦手だったがミケ（マイク）との交流で克服した。スペシャル大会では、持ち歌「スキスキセンサー」の「やってみた」で披露する技「ポンポンスカイハイドリーム」が1番人気だったことが判明した。第71話では自らの新曲を完成させ、第75話ではその新曲の力でめが姉ぇを説得し、プリズムストーンを閉店の危機から救った。
第87話でジュエルチャンスを起こすが自分色は目覚めなかった。これについて本人は「今回はこれで満足」と気にしていなかったがこの態度があんなの逆鱗に触れ、一方的に絶交させられてしまった。続く第88話ではエリちゃんの妨害によってあんな共々みらい一行と引き離される。その目的は荒療治であり、無人島生活さながらの極限状態になってしまう。この経験によって、救出された後は、元のケンカするほど仲が良い関係となった。そして新曲披露時には息があっていたことに虹ノ咲のパクトが反応。あんなとの2人同時ジュエルチャンスになり、自分色に目覚め正式に「勇気」のジュエルコーデを手に入れる。
ゲームでは稼働当初から使用可能。
青葉 りんか（あおば りんか）
声 - 厚木那奈美
【血液型 - A型 / 誕生日 - 1月25日（美容記念日〈メイクの日〉） / 身長 - 153cm / 好きな食べ物 - アップルパイ / 属性 - クール / 使用ブランド - Secret♥️Alice（シークレットアリス）】
みらいとえもの同級生で、学年トップクラスの成績を誇る優等生。一人称は「私」。後述するユヅルは実兄。「プリ☆チャン」に詳しく、右も左もわからないままデビューしてしまったみらいとえものマネージャーを引き受けることになった。アニメではライブの時を除いて眼鏡をかけている。
自身もプリチャンキャストは所持しているもののお兄ちゃん子だった故に過去に兄妹間の問題（ユヅルの項を参照）があり、アイドルとして出演することは固辞していたが、第15話で真相を知り、ついにアイドルになることを決意。その後は積極的に番組に参加するようになり、性格も明るくなった。
また、デビュー以前にも一度だけ謎のカリスマメイクアーティスト「リーン・カー」として出ており、スイーツフェスにも黒衣として出ていた。
第59話で「優しさ」を司る2人目のジュエルアイドルに選ばれる。
珍しい動物に詳しくスイーツフェスではキラッCHUの友達として出したり、番組として幻の怪獣「キラゴン」を探そうとしたりしている。なお、自身が発案した強面のキャラクター「シルクちゃん」を可愛いと思うなど、可愛さのセンスはズレている模様。また、吊り橋が苦手という一面もある。
第64話では外科医の母と取り違えられたのが原因でだいあフェスエントリーに間に合わず、第70話から参戦。この時はRing Marryの2人に敗れる。第3回はさらに敗れているが、ライブは省略。
ヒントを考えるときや行き詰まったときなどによく公園のブランコに乗る。
ゲームではシーズン1第3弾より使用可能。

###### Meltic StAr（メルティックスター）
元々は3人組だったが、紫藤めるが一時的に脱退。それ以後はライブ活動を休止していたが、第9話でデュオとしてのライブ活動を再開し、第24話でめるが復帰する。中学校ではMiracle☆Kirattsとは別のクラス。幼稚園年長の時に結成された。英字表記の大文字が各メンバーの名前の頭文字になっている。撮影は六本木エリカがテレビ用のカメラで行っている。第51話で海外へ修行の旅へ出たが、第61話で帰国する。3rdシーズンではカガヤキコーポレーションと手を組んで本気でイルミナージュクイーンの座を手にすることを目指している。
3rdシーズンでは3人ともきらりヶ丘中3年1組となった。最終回ではMiracle☆Kirattsとは別の高校に進学した。
赤城 あんな（あかぎ あんな）
声 - 芹澤優
【血液型 - O型 / 誕生日 - 7月6日（ピアノの日） / 身長 - 147cm / 好きな飲み物 - 紅茶 / 属性 - ラブリー / 使用ブランド - Dolly Waltz（ドーリーワルツ）】
「プリ☆チャン」の人気アイドル。一人称は「わたくし」で、お嬢様口調。えもによるとフォロワー数は10万人ほどらしく、セレブなお嬢様で本人はエレガントに振る舞っているが、素の性格は子どもっぽくわがままで、騙されやすい。しばしば他者の活躍に触発され、それを上回ろうとして過剰に暴走している。よくみらいたちに高飛車な態度を取ってはえもと衝突するが一方で陰でみらいたちを応援したり、意気消沈するえもに一喝を入れたりと憎からずも想っている節が度々見られる。Miracle☆Kirattsのメンバーに対して名前で呼ぶことは少なく、特にえもに対しては「黄色いの」など、あだ名のみで呼ぶことが多い。
威張る時には「空前絶後」や「超絶怒涛」などの言葉を多用することがある。
主にバラエティチャンネル「あんなのセレブリティ○○」で活動しているが、本人はライブ活動再開に向けて厳しいレッスンを重ねているなど、普段の振る舞いとは裏腹にかなりの努力家である。めるのメンバー脱退以後はライブ活動を休止していたが、さらやアンジュの後押しもあって第9話でデュオでのライブ活動再開を決意する。第23話でめるとの再会を果たすが、めるが無断でチームを脱退したという事情もあり、当初は戸惑いながらも冷たい態度で接することしかできなかった。しかし第24話の体育祭でめると対決した際にめるがチーム脱退に至った真実を知り、めると和解した。
第86話では年に一度の赤城家大感謝祭に合わせ、この最高の機会に新曲を披露し同時にジュエルアイドルにもなってしまおうという計画を実行。両親が滝行による風邪で寝込む中他者を拒んで1人で全ての準備をこなすがライブの練習中に起こしたミスを放置したまま本番を迎え、最終的にジュエルチャンスに至るもジュエルコーデは白いままで計画は失敗に終わり、失意の底に堕ちて町を彷徨い続く第87話でえもに発見される。その後成り行きで萌黄家で一夜を過ごしたことで元気を取り戻しえもとの関係も改善しかけたかに見えたが、その後えもがライブのジュエルチャンスで自分色に目覚めなかったにもかかわらず気にする素振りを見せなかった様子を見て、彼女のプリ☆チャンに対する姿勢に対し激しい怒りを露わにし、一方的に絶交を宣言してしまう。
第88話で、エリちゃんの策略でえも共々目的地の島の反対側に漂着し、これがきっかけで元のケンカするほど仲が良い関係に戻った。助けられたのち2人で新曲を披露する羽目になるが、その時には一時的ではあったが完全に息が合っており、ジュエルチャンス。正式に「正義」を司るジュエルアイドルに選ばれた。
3rdシーズンでは、プリンセスカップに出場するにあたり、これまでプリ☆チャンの中心的存在であったみらいをライバルと定め、彼女を超えるという目標を明かしている。
ゲームではシーズン1第2弾より使用可能。
緑川 さら（みどりかわ さら）
声 - 若井友希
【血液型 - O型 / 誕生日 - 6月9日（ロックの日） / 身長 - 163cm / 好きな食べ物 - ステーキ / 属性 - クール / 使用ブランド - Romance Beat（ロマンスビート）】
あんなの親友で（幼少期からの付き合いで、薔薇のような存在のあんなに対し、自身は葉っぱのように寄り添うと宣言していた）、常にあんなと行動を共にしており、暴走しがちの彼女をよく諌めている。一人称は「ボク」で、クールでボーイッシュな性格。ギターを携えている場面が多いことから女子からは王子様キャラとして人気が高く、本人もそれを意識する一方で、可愛いぬいぐるみや動物に弱いという女の子らしい一面もあり、シーズン2ではかわいい向上委員会の配信もチェックしている。ウサカフェイナバの常連客であり、第91話までで50回も来店している。しかしさらの可愛いもの好きな面を知っているのはみらいとおしゃまトリックスのみで、あんなとめるはおろか、家族もその事実を知らない。器用で手芸などもできる。即興で曲を作ってソロで歌うこともある。普段は蝶型のエレキギターを所持しているが、「赤城アニマルパーク」や初めてチームの持ち歌「COMETIC SILHOUETTE」を演奏した時はアコースティックギター、南国リゾートではウクレレを弾いている。自室はロック部屋とラブリー部屋に分割されており、ロック部屋には未使用のエレキギターやロックに関連する雑誌が置いてある。一方でラブリー部屋にはあんなやコットンを始め、様々なぬいぐるみが散乱しているが、あんなやめると通話するときはモフモフ好きの秘密がバレないようにロック部屋に移動して通話しており訪問者は絶対に入れない。
めるが3年間離脱している間もめるとの連絡はとっていた。
第73話では化粧品のCM撮影を行い、一度は乱入してきたかわいい向上委員会の妨害を受け失敗するがやり直しの撮影で無事成功。その模様はMiracle StArチャンネルで合同配信され、その後のライブではジュエルチャンスが発動。「情熱」のジュエルコーデを一発で手に入れ6人目のジュエルアイドルに選ばれる。だいあフェスへは第3回より初出場して優勝を果たし、だいあコーデの最後の一つ、ミルキーレインボー だいあワンピを手に入れる。
第143話のモフふわファニーデーでは、素性を隠すためハクッCHOの手によって女性風の仮装することとなった。その時にあんなと行動を共にした際は、さらのいとこ『緑川らさこ』と名乗っていた。
ゲームではシーズン1第2弾より使用可能。
紫藤 める（しどう める）
声 - 森嶋優花
【血液型 - AB型 / 誕生日 - 4月23日（英語デー） / 好きな食べ物 - ドーナツ / 属性 - クール / 使用ブランド - Universe Queen（ユニバースクイーン）】
第22話のED前で海外留学から帰国したプリ☆チャンアイドル。一人称は「めるめる」で英語を交えて話すのが特徴で他人にも独特なあだ名をつける。日本では他の5人と同じ中学1年生だが、後述のように一億人に一人と称されるほどの秀才で、アメリカでは飛び級制度が存在するため、大学にも通っている。また、デラックス科学研究所にも重要な研究員として所属していた。なお、両親は現在もアメリカ在住で宇宙ステーションで働いている ため、第145話まであんなの家に居候していた。
過去にあんな・さらと活動していた際に、あんなのための流れ星を探すため、真実を告げずにMeltic StArを脱退。このためあんなから冷たい態度を見せられたが、体育祭での勝負を通じてあんなに真実を告げ和解、Meltic StArに復帰した。
超が付くほどマイペースで天然な性格だが大学であらゆることを勉強し、NASAに入るほどの天才で機械にも強い。
度々Miracle☆Kirattsのクラスに遊びにいく癖があり、あんなとさらに迷惑をかけているが基本的に良い子で憎めない人物なため、信頼されている。
第63話で「知識」のジュエルコーデを手に入れ3人目のジュエルアイドルとなる。初となる1回のジュエルチャンスで自分色にした人物だが、だいあフェスでは第1回はみらい、第2回はRing Marryの2人、第3回はさらに敗れ、成果を収めることはできなかった。
第146話より両親が計画しているプリチャン・グランド・ユニバース・プロジェクト（PGUP）に参加するため宇宙に移住したが、これ以降は宇宙から直接あんなたちのもとに通い続けている。
ゲームではシーズン1第4弾より使用可能。

##### iL'ange（アイランジュ）
白鳥 アンジュ（しらとり アンジュ）
声 - 三森すずこ
【血液型 - A型 / 誕生日 - 11月11日（宝石の日） / 属性 - プレミアム / 使用ブランド - Precious muse（プレシャスミューズ）】
世界一のフォロワー数 と圧倒的な実力を誇るトッププリ☆チャンアイドル。Miracle☆Kirattsの大先輩にあたる。一人称は「私」。デザイナーズ7のあいらとは親友である。
1stシーズンではみらいたちの行く先に度々現れており、ハンバーガーを大量に食したり、神出鬼没だったり、第1話でみらいとえもに初めて会った際はサングラスの男性2人に連行されるなど、その素性は暫く謎に包まれていたが、第12話でスペシャル大会にゲスト審査員として出演した際、その正体が上記の通り作中でフォロワー数が世界一のトッププリ☆チャンアイドルであることが明かされ、彼女の登場とともに夜空には白鳥の星が浮かぶほどのオーラを見せつけた。
Miracle☆KirattsとMeltic StArについては、結成時からサングラスをかけ素性を隠して視察している。Miracle☆Kirattsの3人には「キラキラのお姉さん」と呼ばれる。後述の引退表明の折、真意を探りに訪れた両グループの前で自ら素性を明かしている。
具体的な年齢については「秘密」とされているが、きらりヶ丘中卒業生で、中学生時にあいらの勧めでアイドルデビューした。
自らの夢（トッププリ☆チャンアイドル）を叶えた時点で既に引退を決意しており、みらいたちが自身の後継者にあたるトッププリチャンアイドルになれると確信したため、第45話で突然引退を発表。後に親友のあいらと同じデザイナーズ7になりたいと思っていることが判明した。そして第50話の最終決戦であいらと共にMiracle☆Kirattsを追い詰めたが、Meltic StArの乱入によって誕生したMiracle StArに敗れ、これを期に引退を撤回した。
以後は自分を見つめ直すため世界中を旅していたが、道中の路上ライブで世界中の人々の笑顔を見ていくうちに悔しさも消え、同時にコーデの歌も聴こえるようになったことで、みらいたちに感謝の気持ちを伝えるため帰国を決意した。そして第78話で白いジュエルパクトを所有し、後述のフェニックス仮面として再登場。続く第79話のフェニックス杯決勝戦で正体を明かし、最終予選を勝ち上がったMiracle☆Kirattsを圧倒する。同時に「希望」を司るジュエルコーデも手に入れ7人目のジュエルアイドルに選ばれた。なお、1stシーズンとステージの演出が少し変わっている。
2ndシーズンでは、みらい、虹ノ咲、あいらと同様にデザインパレットを所有していることが判明した。ナビゲーションキャラおよび3rdシーズンにおけるマスコットはハクッCHO（後述）。また、Ring Marryの何もかもを知り尽くしている他、虹ノ咲のことを「だいあちゃん」と呼ぶ。
第3回だいあフェスではオープニングセレモニーとしてジュエルコーデを使ってのライブを披露したが本人はだいあフェスにエントリーはしておらず、ライブ後ヘリコプターで退場した。
3rdシーズンでは第142話で台詞なしで登場。イブのお店を宣伝して来客数を増やすのに一役買った。第144話で正式にデザイナーズに加入して再登場。Wだいあを新たなムーンライトマジックエリアのプリンセスに指名したうえで、イルミナージュクイーンを決める最終決戦クイーンズグランプリの開催を宣言した。第147話では久々のライブを披露した（自身のジュエルコーデを使用）。
ゲームではシーズン1第4弾に期間限定で登場。続く第5弾より常駐となった。
フェニックス仮面（フェニックスかめん）
アンジュが2ndシーズンでの再登場の際に変装していた姿。キラ宿全体を真っ赤なフェニックス色に染め上げるためプリズムストーンやディアクラウンを含む建物たちを瞬く間にフェニックスや炎のようなデザインに変えてまわる謎の女性として登場した。自己主張が強く、事あるごとに肩書きを変えて名乗る。
翼のような深紅のマントとフェニックスを模した仮面をつけており、ベルトのバックルには「A」 と書かれている。人間離れした身体能力を持つ。言葉遣いも男性的に変わっているが、時々ボロが出てしまう 。
しかし、本人曰く一連の騒動を巻き起こしたことはほんのいたずら心に過ぎず、真の目的はジュエルオーディションに参加するアイドルの実力を確かめることであり、対決により最強のアイドルを見極めるために「フェニックス杯」の開催を宣言する。
正体発覚後（第80、86話）はこの姿の時もアンジュとして登場するようになった。
七星 あいら（ななほし あいら）
声 - 阿澄佳奈
【属性 - ラブリー / 使用ブランド - Sweet Honey、Precious muse】
Sweet Honeyをデザインするデザイナーズ7の一人で、めが姉ぇが「スーパーウルトラミラクルファンタスティックアメイジングパーフェクトギガンティックサイコーサイコーマジですごいデザイナー」と尊敬する凄腕のデザイナー。第13話のラストでアンジュからMiracle☆KirattsとMeltic StArの存在を聞かされる。
かつては現在のアンジュとほぼ同等の実力を持つトッププリ☆チャンアイドルとして活躍していたが、デザイナーへの転身を考えていた際に出会った白鳥アンジュにインスピレーションを受け、彼女のデビュー時の衣装であった「ピュアホワイトコーデ」を考案、彼女のアイドルデビューを後押しした。以来アンジュとは親友同士となっている。
アンジュに引退の真意を聞いた後、彼女に協力する形で「iL'ange」を結成し、一時的にアイドル活動を再開した。
2ndシーズンでは自身も所有しているデザインパレットをみらいにプレゼントしている。
『プリティーリズム・オーロラドリーム』の主人公・春音あいらと同名。監督の博史池畠は「春音あいらとは別人なのか、あるいは苗字が変わった同一人物なのか考えてもらうのは自由」であるとして二者の関係を明らかにしていないが、劇中では第118話で春音あいらとは別人であることが判明した。
ゲームではシーズン1第6弾より使用可能。ジュエルコレクションチャンネル第14話では色違いのアンジュのジュエルコーデを着用している。

#### Dear Crown（ディアクラウン）

##### Ring Marry（リングマリィ）
2ndシーズンより登場するDear Crown所属のプリ☆チャンアイドル。まりあとすずの2人は、Dear Crownの店長である幸瀬なるの手引きによって初対面したと、第63話によって語られている。第68話で正式にチームが結成され、同時になるによってRing Marryと名付けられた。第102話でブロードウェイからスカウトを受けたため、ニューヨークへ旅立つ。第114話で休演期間を利用してすずの兄ユースケの結婚式に参加するために一時帰国したが、第116話でブロードウェイからイルミナージュクイーンを目指すことを条件にプリンセスカップへ出場することを認められたため、引き続きキラ宿に残ることになる。クイーンズグランプリ終了後は再びニューヨークに戻り、ブロードウェイで活動を継続する。
金森 まりあ（かなもり まりあ）
声 - 茜屋日海夏
【血液型-O型/ 誕生日 - 5月9日（アイスクリームの日） / 属性 - ラブリー / 好きな食べ物 - アイスクリーム / 使用ブランド - Cutie Happiness（キューティーハピネス）】
きらりヶ丘中2年2組（みらいたちのクラスメイト）ですずの先輩。一人称は「まりあ」 で、「かわいい」が口癖。敬語口調で話す。2ndシーズンにてきらりヶ丘中に転入してきた。
「かわいい向上委員会」の委員長であり、人懐っこく可愛いものが大好きでたとえ青葉りんかがかわいいと思う物や明らかに可愛いとは思えないものだろうと何にでも「かわいい」と反応し、「可愛いシール」を貼り付ける。しかし、その性格ゆえかわいさのためなら我を忘れて暴走してしまうことすらある。動画配信ではかわいいものを見つけたり、かわいいを広めて行くものが多く、可愛い動画で子供からお年寄りまで人気がある。
一方で、いくらかわいいものでもそれをめぐって争うことは「かわいくないもの」と認識しており、その光景を目にしてしまうととたんに悲観的になってしまう。「かわいいは世界を救う」と自負しており、本来はかわいいが何かが原因でかわいくなくなってしまっている状況を見ると解決のために動き出す性格でもある。
第67話ですずと2人同時にジュエルチャンスに導かれたことに興奮し、勢いあまってすずに自分とお揃いのうさ耳ヘアアクセを押し付ける無理強いをしてしまう。続く第68話で変装したえもを利用して配信で様々な嘘をつくが、その後考えを改めたすずが公会堂でブロードウェイのダンスショーに旅立つための契約を辞退すると告げている所に空中ブランコで現れ、これまでの自分が間違っていたことを謝罪。2人でグループを組む決意を固め、再び2人同時にジュエルチャンスのステージに立ち「幸せ」のジュエルコーデを完成させる。
第2回だいあフェスではすずと同率首位になり、影の主催者だった虹ノ咲の判断で2人とも優勝・ジュエルチャンスとなりだいあヘアアクセを手に入れる。さらに第72話で4度目のジュエルチャンスに導かれる。第3回だいあフェスでは宿敵のさらに敗北し自暴自棄になったすずを宥める。
第2回だいあフェス以降ジュエルコレクションはユニットで出場すると勘違いしていたため、第94話でソロでの出場であると知った際は落ち込み、その後だいあの口車にのせられジュエルコレクションを辞退しようとしたためすずと一時仲違いになった。その後Meltic StArとめが姉ぇの説得とすずの必死のダンスを見て、仲間の本当の意味を知り、和解した。
ゲームではシーズン2（ジュエル）第1弾より使用可能。
黒川 すず（くろかわ すず）
声 - 徳井青空
【血液型-B型/誕生日 - 12月6日（ダンスの日） / 属性 - クール / 好きな食べ物 - モナカ / 使用ブランド -DANCE&STREET（ダンスアンドストリート）】
きらりヶ丘中の生徒でまりあの後輩。一人称は「すず」 で、ボーイッシュな外見をしている。めるには「スージー」と呼ばれている。
3歳からバレエ・ヒップホップ・ジャズを習っており、「プリ☆チャンカップ」など数々のダンスコンテストで優勝している実力派で、海外でも知名度がある。3人兄妹 の末っ子で、特に長男であるマイケル黒川のかっこよさに憧れている。次男のユースケについては、怠け者であることに頭を悩ませていたが、第85話で次男にも生きる道があったことを知った。本人曰く、最大のライバルは同じくかっこいい系のさら。泳ぎが苦手であったが、第72話でまりあたちと特訓したことで克服した。
人懐っこいまりあに対しては苦手意識を持ちことあるごとに合同配信を避けていたが、ふとした配信の約束をきっかけにその課題としてブレイクダンスの習得をまりあに提示。約束をあきらめさせる目的で提示したが、懸命に努力するまりあの姿を見てその前向きさに気付き、少し打ち解けている。それでも未だにまりあ率いるかわいい向上委員会の暴走を制止することができずにいる。
「かわいい」と言われることをひどく嫌がっており、かつて大会に出場した時審査員や観客から「かわいかった」と賞賛されて逆に深く傷つきそのショックで歌えなくなった過去があり それ以来無口で暗い性格になってしまった。その後第65話でMiracle☆Kirattsの番組に参加したのをきっかけにトラウマを乗り越え、歌う勇気を取り戻し再びステージに上がることになるが、それでもまりあや「かわいい」に対する恐怖心は残っていた。しかし最終的には考えを改め、ブロードウェイ行きの契約書に巨大なウサギの落書きをして契約を辞退。駆けつけてきたまりあに一緒にグループを組みたいと告白し、2度目の同時ジュエルチャンスを成功させて「純真」を司るジュエルアイドルとなり、まりあと和解し自分本来の明るさを取り戻した。
第2回だいあフェスではまりあと同率首位になり、虹ノ咲の判断で3回目の同時ジュエルチャンスに導かれだいあヘアアクセを受け取った。また、第72話で4度目のジュエルチャンスを経験する。
第82話の第3回だいあフェスでは因縁のさらと真っ向勝負を繰り広げるが敗北。自暴自棄になって舞台袖で涙を流し、まりあに宥められる。また、同話からまりあの言いたいことがわかるようになり始める。第85話でさらに勝つ方法を模索していた際に次男の生きる道を知ったことがきっかけで、自分にも自分らしいカッコ良さがあることを知ることに繋がった。
第94話でまりあがジュエルコレクションの参加資格を勘違いしていたことからまりあと喧嘩してしまうが、Miracle☆Kirattsの仲介により、まりあと和解した。
ゲームではシーズン2（ジュエル）第3弾より使用可能。

#### W Daia（ダブルだいあ）
2ndシーズンに登場した、バーチャルプリ☆チャンアイドルおよびその関係者。3rdシーズンでは第117話で揃って再登場。その後、第144話でアンジュの手引きにより、イブに代わるムーンライトマジックエリアのプリンセスとして、ユニットを組んで帰国する。ユニット名はクイーンズグランプリが開催された第148話で判明。
だいあ
声 - 佐々木李子
【属性 - ポップ / 使用ブランド - Milky Rainbow（ミルキーレインボー）】
虹ノ咲だいあが幼い頃大好きだった絵本「ジュエルの国のお姫様」の主人公をモチーフに作り自分の名前をつけたデザインパレットのナビキャラの少女。2ndシーズンにおいて「ジュエルオーディション」の司会者、そして表向きの主催者として活動していた。一人称は「だいあ」 で「〜だもん」が口癖。1stシーズンの第51話で先行登場し、2ndシーズンより本格的に登場。2ndシーズンではアバンタイトル内で前回のあらすじやその日に放送される内容の解説も行っている。劇中のジュエルチャンスの際にも登場する（複数人の場合は分身する）。
デザイナーズ10の新ブランド・ミルキーレインボーが製作した専用の「ミルキーレインボー だいあコーデ」を着用しており、だいあフェス優勝者にはこれとお揃いのコーデパーツを与えている。
基本的に自身のチャンネル配信で姿を現すが、ジュエルパクトを通じて目の前に現れることもある。ジュエルオーディション開催の折り、ジュエルパクトを配布している。第70話で、虹ノ咲だいあと2人でだいあフェスを進行していたことが判明した。
第77話から虹ノ咲が遠隔で歌い、バーチャルのだいあがステージに立つという手法 でライブを披露するようになり、その後第89話で虹ノ咲が自立し正式にデビューしてからはコーデチェンジした虹ノ咲の姿としても登場する。
第92話のジュエルチャンスから後述の黒いだいあが登場。第101話のバグッCHUとの戦いで力尽き消滅。その直後、小型のナビキャラに転生した。
ゲーム版では2019年9月29日から同年10月14日までの期間限定で使用可能 。ジュエル5弾以降は後述の虹ノ咲だいあとして、外見や音声などはそのまま常駐となった。
黒いだいあ
黒いコーデと紫の髪の姿になり、口調はギャルのように変化し、語尾も「〜だよん」となっただいあ。アイドルたちにイタズラを仕掛ける、ジュエルコレクションのレギュレーションにショックを受けたまりあを唆す、みらいたちのジュエルコーデを奪うなど性格も一変している。そして第99話のジュエルコレクションでみらいがダイヤモンドアイドルに選ばれた際にみらいと虹ノ咲の絆が深まった様子を見て、ついに激昂し、黒いオーラの中に閉じこもってしまう。この影響で全てのプリ☆チャンの機能が停止してしまうが、第100話で虹ノ咲とみらいの説得を受けて、元の姿に戻った。
ナビキャラは本来デザインパレットを使って夢を実現するアイドルを応援するプログラムに過ぎず、虹ノ咲の思いと「本当に力になりたい」というだいあの気持ちがリンクして完全なる心を持ったナビキャラ・だいあが生まれた。しかし、虹ノ咲に現実の友達ができたことで自分を必要としなくなったことを本来は祝福すべきにもかかわらず悲しい気持ちが生じたことを理解できず、それを機に心を持ったことに戸惑いが生じ、黒いだいあが誕生してしまった。
3rdシーズンでは虹ノ咲のアイドルマスコットとして登場。言葉遣いは相変わらずだが、悪い心はなくなった。虹ノ咲が新たに生み出した銀色と青色のダイヤモンドコーデを使用する。また、バーチャル世界の中であれば常にアイドルマスコットの姿を保つことが可能である。
ゲーム版では2020年2月6日から使用可能。通常色のだいあと同時に使用することができる。
虹ノ咲 だいあ（にじのさき だいあ）
声 - 佐々木李子
【血液型 - A型 / 誕生日 - 4月22日（ダイヤモンド原石の日） / 属性 - ポップ / 使用ブランド - Milky Rainbow】
ミルキーレインボーのデザイナー。きらりヶ丘中2年2組（みらいたちのクラスメイト）。カバンに羊毛フェルトで出来たキラッCHUの人形を付けている。一人称は「私」だが後述の変身中は「だいあ」が加わる。
普段は茶髪で目が前髪に隠れているが、ライブの時などはバーチャルプリ☆チャンアイドルのだいあと瓜二つの姿に変身し、隠れていた目も露になるほか、語尾にも時折「だもん」がつく。その理由は本人曰く、だいあは自分のアイドルの理想だから。
幼い頃は毎日図書館に通い詰めて大量の絵本を読んでいたほどの読書家で、幼稚園の時から絵本の影響で衣装の裁縫も得意としている。現在も書店の「キラ宿堂」を手伝うことがある。
人見知りであったため、幼稚園の時はみらいとえもと同じ幼稚園に通っていたが、一人で衣装の絵を描いていたため面識が無く、中学校1年生の時もみらいたちとは別のクラスであったため面識は薄かった。その後、第53話で通学路で落としたジュエルパクトをみらいが拾い届けてくれたことが切っ掛けでみらいと仲良くなり、行動を共にするようになった。なお、第99話で克服するまで下の名前で呼ばれることが苦手であった。
自室には、複数の大型連結モニターやスピーカーを備え付けたパソコンが置かれており、複数のプリ☆チャン動画を視聴したり動画を視聴しながら仕事をすることが可能。また、デザインパレットを所有しており 、バーチャルのだいあはこのデザインパレットのナビキャラとして作ったもので、図らずも2ndシーズン終盤の一連の騒動を引き起こした元凶とも言える（黒いだいあ、バーチャルの世界の項目なども参照）。
第2回だいあフェスでは自室でバーチャルプリ☆チャンアイドルのだいあと連絡を取り合い、いいねを示す花火がほぼ同じ大きさのまりあとすずは同点優勝だという最終判断を下す。第77話ではだいあにサプライズデビュー配信の予定を組まれ、弱音を吐いた末に泣いてしまう。しかしだいあの説得によって迷いから抜け出し、だいあの姿を借りて自らは自宅で歌うという手法を使いサプライズデビュー配信をなんとか成功させた。
その正体は先述の通りデザイナーズ10の一員、そしてジュエルオーディションならびにだいあフェスの真の主催者かつダイヤモンドコーデを含む全てのジュエルコーデの製作者であり、幼い頃大好きだった絵本「ジュエルの国のお姫様」のように自分が作ったコーデをプレゼントして友達を作りたいという考えからジュエルオーディションやだいあフェス、ひいてはジュエルコレクションを発案し、それらを開催するためにデザイナーズ10を利用していた。第89話にてジュエルオーディションの実態や自分が黒幕だったことなどをだいあと共にみらいたちに明かし、その場を後にする。しかし、自宅に先回りしていたみらいたちに説得されて自信を取り戻し、躊躇いながらも1人のアイドルとして自らステージに立ち、最後は自分がジュエルチャンスに導かれて「友情」のジュエルアイドルとなった。
第90話からはロングヘアだった髪型がだいあと同じ形のツインテールに変わり、制服以外も着るようになった。同話以降もデザイナーズ10の仕事よりもみらいたちとの交流を優先しており、第99話でついに「だいあ」と呼ばれるのを受け入れるまでになった。
第102話でデザイナー活動を本格化させるべくミラノへ留学した。留学中にはみらいの父にも出会っている 。
第144話で、アンジュの手引きによりムーンライトマジックエリアの新たなプリンセスとして帰国。イルミナージュコーデの代わりとして、新たに製作した金色とピンクのダイヤモンドコーデを使用する。人見知りは完全に克服しており、初対面のゆいやらぁらとも会話できるようになっているほか、変身後は語尾の「だもん」を使いこなせるようになるなど様々な面で成長した姿を見せている。
ゲーム版ではシーズン2（ジュエル）第5弾より使用可能。音声はジュエル4弾のだいあ期間限定登場時のものがそのまま使われている。

#### プリ☆チャンランド関係者
3rdシーズンで新たに登場するアイドル。アリスとイブは2ndシーズンの第102話で先行して登場している。

##### ALIVE（アライブ）
アリスとイブの姉妹によるユニット。姉妹と判明した第141話で初めてペアでのライブを披露し、続く第142話でユニット名を公表した。
アリス・ペペロンチーノ / 輝 アリス（かがやき アリス）
声 - ファイルーズあい
【誕生日 - 11月5日 / 属性 - ナチュラル / 使用ブランド - Fun Fun Trunk】
3rdシーズンよりプリ☆チャンランドのキャストとして登場。第104話よりきらりヶ丘中3年2組（みらいたちのクラスメイト）となった。芸名の「ペペロンチーノ」は、サーカス団所属時に好物のペペロンチーノから名付けた。明るい性格で、赤ん坊の時にソルルと共にサーカス団に保護されて以降、サーカス団に所属していたため、平気な顔で学校の窓を伝って移動するなどの恐るべき身体能力の持ち主である。
日本にいると思われる両親を探すためにミラノからキラ宿へ来た。移動販売車「ペペロンチーノ号」で生計を立てながら生活をしている。また、世界中の笑顔を撮影するために、常にカメラを持ち歩いている。
両親に会うことに不安を感じていた故にプリ☆チャンの活動を含めて目立つ行動を控えていたが、第125話でみらいママの励ましを受けて、プリ☆チャンデビューする決意を固め、第126話でアイドルデビューした。
その正体は、カガヤキコーポレーションの前社長の娘にしてイブの双子の姉であり、本名は輝アリス。ソルルの口からすべてが語られ、ルルナの全人類支配の野望を止めるためイブと組んでライブを披露し、ルルナを倒した。続く第142話で、両親と再会した。最終話では、ルルナの代わりに社長業も行うようになっている。
ゲーム版では、プリたま2弾から「レッツ☆パシャリングワールド」での登場を経て、プリたま4弾（2020年12月3日以降）より正式に使用可能となった。
輝 イブ（かがやき イブ）
声 - 指出毬亜
【誕生日 - 11月5日（いいたまごの日） / 属性 - セレブ / 使用ブランド - Moonlight Magic、Fun Fun Trunk】
プリ☆チャンランドの総責任者でカガヤキコーポレーションの社長。赤城財閥と組みプリンセスカップを開催する。寡黙で仕事には真面目に取り組む一方、提携先の相手であるはずのあんなの名前を忘れていたり、めるやさらをあんなと誤認する、プリ☆チャンランドに初めて行く際「わーい」とはしゃぐ、アリス・ペペロンチーノやソルルのライブを目を輝かせながら見るなど、天然な性格で子供っぽいところがある。一人称は127話までは「わたし」で128話からは「わたくし」と言うようになった。また、口調も127話までは女性語が中心だったが129話からは敬語を中心に使うようになる。
好きな食べ物は卵料理であることが129話にて判明。他にも屋外で昼食を食べる際、生卵を食べる際に「まずはこれからよね」といって数ある料理の中から真っ先にそれを選んでいたほど。また、理由は不明だがよく両手に卵を持っている描写がある。なお、129話では学校には通っておらず、ルルナから勉強を教わっているため、第129話でみらいたちと友達になるまで、友達は存在していなかったことがわかった。
アリスたちとの出会いをきっかけに、徐々にアイドルに憧れるようになった。129話では初めてライブを見ることになり、目を輝かせながら喜んでいた。第134話で、正式にアイドルデビューを果たした。
第136話で、プリ☆チャンランドが彼女のアイディアをもとに誕生した施設であることが明かされた。第137話でルルナに囚われたが、プリ☆チャンファンタジーを介してみらいたちに救助された。ルルナがライブデビューに反対している事情もあるため、アリスの助言でルルナのもとを離れることになり、第138話以降はペペロンチーノ号でアリスと共に生活している。第140話で閉鎖されたプリ☆チャンランドを救うため、自らの意思でルルナのもとに向かうが、そこで聞いたルルナの全人類をマスコットの支配下に置くという野望に怒り、「今の楽しくないプリ☆チャンランドもルルナも嫌い」と言い放ち袂を分かつ。そしてアリスのイルミナージュコーデの色違いを着てすべてを知ったアリスとともにかつての「二人の子守歌」（「アドリブ・デスティニー」）を歌い、ライブの力でルルナを倒す。この一件により、ムーンライトマジックエリアのプリンセスの座を降りることとなった。
第142話では両親からの提案で、アリスと社長業とペペロンチーノ号の仕事を交換。苦戦しながらもみらいたちの協力により仕事を成功させた。また、最終話ではアリスに代わりサーカスに挑戦していた。
ゲーム版では、シーズン3（プリたま）第5弾から使用可能。

##### ドリーミーライスエリア関係者
激川 ゆい（げきかわ ゆい）
声 - 伊達朱里紗
第121話のラストで初登場し、第122話でプリ☆チャンランドに初めて訪れた新米プリ☆チャンアイドルで、『米俵ちゃんねる』を配信している。まりあの親戚でもある。外見は『アイドルタイムプリパラ』の主人公・夢川ゆい（ゆめかわ ゆい）とほぼ同一であるが、妄想癖がほとんどなくなっている他、プリ☆チャンの外でも外見が変わらない。米を愛する心が人一倍強いせいか、殺虫剤を撒き散らしながらミステリーサークルを作ったルルナに「田んぼを汚すな」と怒っていた。
口癖は「やる気！ 元気！ カンゲキ！」で、オリジナル同様台詞内に「ユメ」を交えて会話する。興奮すると見せる虹色の目「ゲキ目」が特徴で、彼女のライブを見た者はすべてゲキ目になってしまう。喋る炊飯器『タッキー・ライス2』（声 - 三宅健太）を連れていて、中には『プリパラ』のマスコット・クマにそっくりなマスコット「らぁら」が入っている。
ルルナが大会の刺激策として提案し、それを聞き入れためが兄ぃによってプリ☆チャンランドへ招聘された。プリ☆チャンランド内のドリーミーライスエリアを拠点にしている（なお、ドリーミーライスエリアはプリ☆チャンランドで唯一ルルナによる計画の影響を受けなかった場所である）。第123話ではライブでバグッCHUを追いかけるルルナの気を引きおしゃまトリックスを逃がすなどの活躍をした。
ルルナの失脚後、第145話でカガヤキコーポレーションの監査とドリーミーライスエリアの存廃を巡って小競り合いを起こした末立ち退きを命じられ、タッキーも機能停止して絶望してしまったが、らぁらと虹ノ咲によって立ち直る。その後らぁらがアイドルマスコットとなり、2人でライブを行いドリーミーライスエリアを守った。
ゲーム版では2020年10月29日から使用可能。

### マスコット
3rdシーズンに登場しアイドルと共にプリンセスカップを戦うマスコット。詳細は後述。
ゲーム版では、シーズン3（プリたまシリーズ）で順次登場。対応するマスコットをアイドルマスコットまで育てると使用可能となるアンロックキャラクター。解禁できなかった場合、次の弾で自動的に解禁される。使用ブランドは一部を除き、すべてLittle Princess Egg。
下記のマスコット以外にも、第3回マスコット認定試験でGOGO!MASCOTSと一緒に試験を受けた白髪のアイドルマスコット を筆頭に、各アイドルグループにそれぞれマスコットが存在している。

#### GOGO!MASCOTS（ゴーゴー!マスコッツ）
3rdシーズンでメインで登場する3匹のマスコットのグループ。スーパーアイドルフェスティバルへの出場が危ぶまれたみらいたちの代理として出演するため、第124話で正式に結成された。ユニット名はアリスが名付けた。この3人のソロ曲は同じ曲（「キラッとプリ☆チャンランド」）である。
アニメ版では、第104話からアバンタイトルに登場するなど、2ndシーズンのだいあに相当する役割も担う。
キラッCHU（キラッチュ）
声 - 林鼓子（1stシーズン、2ndシーズン）、山下七海（3rdシーズン）
【誕生日 - 10月10日 / 属性 - ラブリー】
Miracle☆Kirattsのマスコット。モチーフはネズミ。みらいがデザインした「みらキャラ」のひとつとして生まれた。一人称は「キラッCHU」で、口癖は「〜ッチュ」。
当初からみらいの自宅のケーキ店の包装袋や広告などに描かれており、2ndシーズンではデザインパレットに内蔵されているナビゲーションキャラとして登場し、第66話からは虹ノ咲の操作によって喋るようになり、同時に立体ホログラムでも登場するようになった。これにより、だいあの暴走で八方塞がりになったみらいたちを救っている。
3rdシーズンではプリたまGOに引越し、Miracle☆Kirattsと共にプリンセスカップを戦う。第105話でプリティーマスコットに成長し、第107話で初めてプリチケを手に入れ、アイドルデビューした。アイドルマスコット時は尻尾がハート型にカールする。
性格は明るく人懐っこいが、おっちょこちょいな面も多い。困難な出来事に直面してもめげずに進む前向きさを持つ。同じくデザインパレットで生み出されたマスコットであるだいあとは仲が良い描写もある。
ゲーム版では、シーズン3（プリたま）第1弾から使用可能。「レインボースカイイルミナージュコーデ」を手に入れると解禁される。ゲーム版に登場するキャラクターとしては唯一名前にアルファベットが用いられている。
メルパン
声 - 大森日雅
【誕生日 - 8月8日 / 属性 - クール】
Meltic StArの敏腕マネージャーを自称するマスコット。モチーフはパンダ 。一人称は「メルパン」で、語尾は「〜パン」。イブから渡されたプリたまGOから出現した。口癖として「パンパカパーン」と言うことがあるが、その意味は一定していない。
仕切りたがりで高飛車な性格に見えるが、Meltic StArのことを大事に思っている。Miracle☆KirattsとキラッCHUをライバル視しているが、一方でキラッCHUの相談に乗ったり、度々キラッCHUのもとに遊びに来たりすることもある。基本的に高所恐怖症であるが、スカイダイビングは平気なようである。
第105話でプリティーマスコットに成長し、第111話でアイドルデビューをした。
ゲーム版では、シーズン3（プリたま）第2弾から使用可能。「メロディーファンタジーイルミナージュコーデ」を手に入れると解禁される。
ラビリィ
声 - 田中美海
【誕生日 - 3月3日（うさぎの日） / 属性 - ポップ】
Ring Marryのマスコット。モチーフはウサギ。一人称は「ラビリィ」で、語尾は「〜ラビ」。「ビビっと」を「ラビビっと」、「ビックリ」を「ラビックリ」などと発する。英語も得意。
Prism Stoneの玄関前で生まれたため、当初はどのグループのマスコットにもなっておらず、単独で主人を探し続けていた。このためかプリ☆チャンランドには詳しくなっている。
第115話でルルナより最終通告を受けるが、偶然出会ったRing Marryとのご主人探しによって絆を深め、期限の夕方ぎりぎりのところでRing Marryにスカウトされ、正式に彼女たちのマスコットとなった。第116話でプリティーマスコットに成長し、第120話でアイドルデビューした。
ゲーム版では、シーズン3（プリたま）第3弾から使用可能。「オーシャンマーメイドイルミナージュコーデ」を手に入れると解禁される。

#### ALIVEのマスコット
いずれも3rdシーズンの15年前にバーチャル世界からカガヤキコーポレーションのプリたまGOに転送され、初めて人間界にやって来た猫型のマスコット。第152話のラストで地球をバグから守るため、アリスとイブに別れを告げて結界になった。
ソルル
声 - 斎賀みつき
【誕生日 - 2月22日（猫の日） / 属性 - ナチュラル】
アリスのパートナーを務める喋る白猫。ペペロンチーノ号の運転も務めている。性別不詳だが、一人称は「僕」であり、少年のような口調で語尾はない。人間と友達になるためにバーチャル世界からやって来て、アリスの生まれた直後に、彼女のパートナーになった。
ルルナによると、とある記憶を失っているらしい 。第124話より、キラッCHUらの前に現れたり彼女たちを監視したりしていた謎の中性的な少年として人間体が登場。第127話以降、人間体が登場する予兆として度々猛烈な睡魔に襲われるようになった。なお、当のソルルは人間になれることを知らず「僕は人間の姿にはなれない」とかたくなに主張していた。
かつて、極端な考えを持つルルナに抵抗したためにルルナと戦うことになり、その時に転落しそうになった幼い輝アリスを保護したが、これによってサーカス団のトラックの中にあるキリンの上に落下しそのショックで記憶喪失となりアリスと共にどこかへ消えた。そして、アリスはアリス・ペペロンチーノと名乗り、保護された先のサーカス団で活動することとなる。その後、完全に記憶を取り戻したことでアリスにその正体と己の過去を明かし、イブに裏切られて「私がいなくなったらイブはプリンセスでもアイドルでもなくなる」と脅すルルナに対し、「僕はアリスとイブの両方のマスコットになる」と誓った。記憶を取り戻してからは睡魔に襲われることもなくなった。
第149話以降は暴走したルルナに従うフリをして、プリ☆チャンアイドルたちの想いにかけ、ルルナの暴走を止めるきっかけを作った。
ゲーム版では、シーズン3（プリたま）第4弾から使用可能。プリティーマスコットになっても見た目はプチマスコットのまま進行する。「サンシャインサーカスイルミナージュコーデ」を手に入れると解禁される。
ルルナ
声 - 山村響
【誕生日 - 2月22日（猫の日） / 属性 - セレブ】
イブのパートナー。ソルルとは対照的に黒猫である。一人称は「私」。人間の姿に変身でき、変身中は言葉遣いが変わる。どちらの姿も語尾はない。人間界を管理する役目のためバーチャル世界からやって来ており、自らをマスコットの結構そこそこ偉い人と名乗っており、キラッCHUたちマスコットを纏める役目も担っている。人間の姿のままプリたまGOの中に入ることや プリ☆チャンランドの外に出ることもできる。イブの生まれた直後に、彼女のパートナーになった。
密かにとある計画を進めており、ソルルがアリスとのライブに関わることで記憶が戻ることや、アリスとイブが交流することで、計画の脅威になることを警戒している。アリスがプリ☆チャンランドに来たことでソルルの存在を察知、同時にソルルがとある記憶が失っていることも見抜いていた。イブには社長の仕事に専念してもらいたいが故に彼女のプリ☆チャンデビューに反対していたが、イブがムーンライトマジックエリアのプリンセスカップで優勝した際は、抵抗こそしていたもののマスコットの本能には逆らえず、ソルルに突き飛ばされてイルミナージュライブを始めることとなる。第136話では、プリ☆チャンに憧れるイブの本当の気持ちに応えるためにライブを披露したが、イブを認めるまでには至らず、イブを自ら作り出した塔に幽閉してしまう。後にプリ☆チャンファンタジーを介してイブを救いに来たみらいたちと対峙、一度はライブで追い詰めたものの、アリスが用意したアイテムで形勢逆転され、イブを奪還された。しかし、それでも心を入れ替えることは無く、第139話でプリ☆チャンランドからみらいたちを追い出し、第140話でイブを連れ戻している。
彼女の真の野望は、幼少期のイブが描いた夢とマスコットこそ優秀という歪んだ思想に基づき、マスコットがすべてを支配する世界を創造して全人類をその支配下に置き、何も考えず幸せに生きられるようにすることで、それこそがイブの思い描いた夢が実現する場所だったらしい。しかし、自分の正体を知ったアリスと裏切ったイブの姉妹のライブの力により、体が小さくなる形で成敗された。
以降は全ての権限を失い、プリ☆チャンランド内をただ彷徨う身となっていたが、第149話のラストで完全復活。自らの目的を今度こそ達成させるために「自身により管理された失敗の無いプリ☆チャンを築き上げる」として改めて完全にプリ☆チャンを支配するため、プリ☆チャンランドを禍々しい景色に変え、自ら決めたルールを「ルルナルール」としてありとあらゆるプリ☆チャンアイドルたちにそれに従うことを強要、これに異議を唱えたGOGO!MASCOTSやだいあなどは卵に閉じ込められた。さらにこの影響でパレードも中断してしまった。その後、ルルナの説得に城に乗り込んだMiracle☆Kirattsおよび、ALIVEのライブで復活したキラッCHUと対峙し、キラッCHUをプチマスコットに退化させるまでに追い詰めるが、Miracle☆KirattsとキラッCHUの強い友情によりキラッCHUが復活させられ、さらに彼女たちのライブに心を動かされたことで自分の行いを反省し、イブに謝罪した。
ゲーム版ではシーズン3（プリたま）第5弾から使用可能。ソルル同様、プリティーマスコットも見た目はプチマスコットのまま。「ムーンライトマジックイルミナージュコーデ」を手に入れると解禁される。プレイヤーに対しては比較的優しい態度で接する。

#### その他のマスコット
だいあ
声 - 佐々木李子
虹ノ咲だいあのマスコット。プリティーマスコットは第101話で転生した、だいあを小さくしたような姿、アイドルマスコットは黒いだいあ。詳細は当該項目参照。
ハクッCHO（ハクッチョ）
声 - 三森すずこ
2ndシーズンより登場しているアンジュのマスコット。白鳥をモチーフとしており、一人称は「私」で、語尾は「〜でスワン」。
実はデザイナーズ13のLittle Princess Eggのデザイナーで、3rdシーズンの第143話でアイドルマスコットの姿で登場し（容姿はアンジュとかなり似ている）、さらに女性らしさが強い仮装を施した。ゲーム版には登場しない。
らぁら
声 - 茜屋日海夏
激川ゆいのマスコット。普段はタッキー・ライス2の中に入っている。暴走しがちなゆいを支える存在であり、ゆいの友人でもある。口癖は「かしクマ」。基本的に語尾を付けないが、第138話のみ語尾に「クマ」を付けていた。
プチマスコットは『プリパラ』に登場したクマと同じ姿だが、声や性格は『プリパラ』の真中らぁらと同一。プリティーマスコットは『プリパラ』のらぁらの現実世界の姿のデフォルメ、アイドルマスコット姿はらぁらのアイドル姿となっている。
ゲーム版では2021年4月4日より登場。他のマスコットとは違い、解禁が必要な隠しキャラではない。
バグッチュ
声 - 楠木ともり
プリ☆チャン内のバーチャルの世界に存在するバグのマスコット。モチーフはキラッCHUと同様ネズミで、2ndシーズン終盤ではプリ☆チャン衛星をキラ宿に落下させようとしたが、みらいたちの活躍で浄化された。
その後、残党の一匹がルルナに追われながらバグを食べて生活していたところをおしゃまトリックスに拾われ、彼女たちとの交流を通して絆を深めたのをきっかけにルルナから「毎日プリ☆チャンランドで発生するバグを処分する」ことを条件に一緒にいることを認められ、正式に彼女たちのマスコットとなった。その後、バグの食べ過ぎで体調を崩してしまうが、おしゃまトリックスのライブによって回復したのを経て、プリティーマスコットへの成長を果たした（外見は一本角の鬼のような姿である）。最終話でアイドルマスコットへの成長を果たした。他のマスコットとは異なり、成長後も含めて「バグバグ」としか話すことができない。
ゲーム版には登場しない。

### ライバル

#### おしゃまトリックス
イタズラ動画配信で一部に人気の小悪魔系プリチャンアイドル。Miracle☆KirattsやMeltic StArよりも年下の小学生で、ひかりのクラスメイト。元々ひかりとの仲は悪いが回を追うごとに一緒に行動する機会が増え、ひかりから招待状を貰ったり、お店のお手伝いをしたり、一緒にアイドルデビューの特訓をしたりするなど憎めない一面も見せるようになる。ハロウィンの日に結成した。好きな食べ物はお菓子。
初登場時はめるがかつて所属していたデラックス科学研究所から、めるを呼び戻すためMeltic StArの活動を妨害するよう依頼を受けてイタズラを行ったが、失敗している。以降は自発的にMeltic StArばかりかMiracle☆Kiratts、さらには他の人間たちに対しても悪戯を行っているが、毎回失敗に終わっている。しかし、根っから悪い奴という訳ではないようでMiracle☆Kirattsに応援の色紙を渡したり、応援に駆けつけている。歌やパフォーマンスについては非常に音痴である。一度、喧嘩して解散したことがあるがみらいたちによって和解して再結成した。3rdシーズンでは、マスコットが存在していないことが判明。その後、第123話でプリたまGOを求めてごみコンテナを漁っていたときに偶然見つけた1匹のバグッCHUの残党を拾い、巻き込まれたひかり共々ルルナに追い掛け回された末そのバグッCHUをマスコットとして迎え入れることに成功した。同時に偶然箱に入っていたプリたまGOを拾い、正式にプリ☆チャンランドのアイドルに仲間入りを果たした。第132話でバグの食べ過ぎで体調不良を起こしたバグッCHUを救うため、ソルルの助言およびひかりとの特訓を経て、アイドルデビューを果たした。それ以降は迷惑をかけるほどの悪行はしなくなり、プリ☆チャンファンタジーでもみらいたちの味方になっている。最終話では中学生となっている。
めるやえもからは「おじゃまトリックス」と間違われることがある。
歩堂 デヴィ（ふどう デヴィ）
声 - 山北早紀
小悪魔のような衣装を着ている。一人称は「デビー」もしくは「あたし」で「い・た・ず・ら」などと一字ずつ話すことがある。ほとんどのいたずらや悪巧みは彼女が担当している。変装もこなす。
明日香 ルゥ（あすか ルゥ）
声 - 澁谷梓希
魔女のような衣装を着ている。デヴィのいたずらを手伝っている。デヴィに比べ、子供っぽい部分があり、時々「ルゥ」と語尾を付けて間延びした口調で話す。

#### アイスモナカきなこ味（アイスモナカきなこあじ）
2ndシーズンより登場する少女3人組のプリ☆チャンアイドル。いずれもひかりと同じ小学校の生徒である。当初はきなことあいすの2人で活動していたが、第66話でもなかを加えた3人でグループを結成する。第102話で活動の様子が登場した。
きなこ
声 - 高木美佑
第58話で初めてPrism Stoneを訪れた際にユヅルの勧誘に驚いて逃げ出しそうになったが、りんかの励ましによって、後日友人のあいすと共にPrism Stoneを訪れ、正式にプリ☆チャンデビューを果たす。アイス屋を切り盛りする祖母がいる。
あいす
声 - 奥野香耶
きなこの友人。第58話できなこに誘われる形でプリ☆チャンデビューする。返答の際には「あい」と言う。
もなか
声 - 永野愛理
第66話から登場。ジャージを好むボーイッシュな容姿で、一人称は「俺」。
おしゃれに自身が無かったためきなことあいすのチーム結成の誘いを断っていたが、Miracle☆Kirattsの計らいでおしゃれの楽しさを覚え、チームに加入する。

#### その他のライバル
台詞なしで観客として登場する回も多い。2ndシーズン以降は台詞なしの場合が多い。3rdシーズンではほとんどのチームにマスコットがついている描写がある。
マリー＆ミズリー
声 - 山田唯菜（ミズリー）
【血液型 - A型（マリー）、AB型（ミズリー） / 誕生日 - 7月4日（マリー）、12月12日（ミズリー） / 身長 - 148cm（マリー）、160cm（ミズリー） / 好きな食べ物 - カニカマ（マリー）、パクチー（ミズリー）】
クオ＆バディス
【血液型 - B型（クオ）、B型（バディス） / 誕生日 - 9月23日（クオ）、3月23日（バディス） / 身長 - 175cm（クオ）、174cm（バディス） / 好きな食べ物 - イクラ（クオ）、ワカメ（バディス）】
でたとこ勝負（でたとこしょうぶ）
声 - 久野美咲
メガネをかけた三つ子。計算力が高く「であ〜る」が口癖。スペシャル大会ではデータを活かしてみらいたちを追いつめた。その後は彼女たちにライバルの情報を教えるなど彼女たちを応援している。3人の名前は、丸メガネをかけているのが「でこ」、四角いメガネをかけているのが「たかこ」三角のメガネをかけているのが「とーこ」。
ナルシスター
声 - 松田利冴（仙水リコ）、松田颯水（仙水リン）
仙水リコ、仙水リンの双子グループ。以前Universe Queen（ユニバースクイーン）のモデルを務めたこともある実力者。姉妹仲も良く妹のリンは姉のリコを敬愛している。
オレンジガールズ
声 - 山田麻莉奈、楠木ともり、和多田美咲
髪の色も含め、黄色（金髪）・オレンジを中心に彩られた3人グループ。姿・体格こそ大人っぽいが、めるのように英語を交えて話すのが特徴。三人の本名は不明。
アローズ
声 - 浦田わたる（三枝 タカヤ）、天月（花倉 アユミ）
イケメン男子のプリチャンアイドル。男子の中ではかなりの実力と人気を持つが毎回しょうもないことで喧嘩し、その度に解散しては再結成を繰り返している。リーダーはタカヤで、かつてはユヅルもアローズに所属していた。チーム名はタカヤたちが幼少期に雨宿りの後に見た塔と虹が弓（アロー）に見えたことから。
えもはアローズ、特にアユミのファンであるが、当のアユミはりんかにしか心を許していない。
3rdシーズンではユヅルに頼まれてDear Crownの手伝いをしている描写があるが、相変わらず喧嘩している。
リドラーズ
声 - 荒浪和沙（エドワルダ）
クイズが得意なユニット。3人メンバーであるが実質エドワルダ一人で活躍している。ウィンタースペシャルの再予選のクイズ大会ではMiracle Kirattsを圧倒するが、最終問題でジェシカ・トロワの質問に上手く回答できず敗北した。
かんあきチャンネル（Kan & Aki's CHANNEL）
声 - かんな、あきら
超大人気番組として知られているコンビユニット。ミラクル☆キラッツが出演するファッションショーに、特別ゲスト枠で登場している。
実在のキッズYouTuberであり、プリ☆チャン宣伝大使でもある。

### デザイナーズ7（デザイナーズセブン）→デザイナーズ10（デザイナーズテン）→デザイナーズ13（デザイナーズサーティーン）
7人（2ndシーズンでは新たに3人追加され10人、3rdシーズンは新たに3人追加され13人）の有名デザイナー集団。デザイナーズ10時点での全てのメンバーが判明したのは第90話。虹ノ咲以外の9人には共通して苗字に数が、またデザイナーズ10の新メンバーには名前のどこかに宝石の名前が含まれている。
七星 あいら（ななほし あいら）
上記を参照。
虹ノ咲 だいあ（にじのさき だいあ）
上記を参照。
ハクッCHO（ハクッチョ）
上記を参照。
一色 カレン（いっしき カレン）
声 - 釘宮理恵
マジカル・レーンの異名を持つ美人マジシャンでシークレットアリスのデザイナーでもある。自称、スマイルハンター。りんかのアイドルデビューを応援したり、一方的にプロジェクトを進めようとするジェシカ・トロワに逆らいアンジュの引退を撤回できずに落ち込んでいるMiracle Kirattsを励ましたりと、良きお姉さん的な存在。口癖は「（手品の）種と（自分の）体重は秘密」。
2ndシーズンでは虹ノ咲のデザインパレットの贈り主であることが明かされた。
ミッキー二階堂（ミッキーにかいどう）
声 - 興津和幸
デザイナーズ7の男性アイドルで、ユニバースクイーンのデザイナー。
第25話で極秘来日したが、サプライズを考えている最中にカラスに襲われ、その拍子で木にぶつかり記憶喪失となっていた（この際、リーゼントヘアがストレートヘアに変わっている）。その後以前からの知り合いだっためるに助けられて記憶を取り戻す。記憶を失った時は一人称は「僕」で物静かであったが本来は一人称は「俺」でハイテンションな性格。
ジェシカ・トロワ
声 - 松野太紀
デザイナーズ7のトップ的存在でプレシャスミューズのデザイナー。アンジュの引退宣言時、「トッププリ☆チャンアイドルであるアンジュが引退するということはプリ☆チャンから象徴が消えるということ、即ちプリ☆チャンが終わるということだ」と間違った解釈をしておりそれを利用して「あるプロジェクト」を実行しようと計画していたが、最終的にその計画は頓挫した。
2ndシーズンでは改心したようだが、アンジュはデザイナーとして後を継ぐことを断り続けている。
六本木 エリカ（ろっぽんぎ エリカ） / エリちゃん
声 - 堀江由衣
ドーリーワルツのデザイナーであり、赤城家に雇われているメイド。デザイナーとして活動するときは中国人のような服装をしており、巨大な筆を持っている。
あんなが幼い頃からずっと行動を共にし、世話をしている。Meltic StArの活動では、撮影や車輌・航空機・船舶の操縦など、裏方・支援全般を担当している。メイドの姿のときは眼鏡をかけている。表情はほとんど変えない。
ほとんど喋らないが、第88話で初めて喋った。
四谷 ミカ（よつや ミカ）
声 - 麦穂あんな
ガールズエールのデザイナー。
五月女 レオン（さおとめ レオン）
声 - 土田玲央
ロマンスビートのデザイナー。
ギリアン・アハト・パーズ
声 - 速水奨
ダンス&ストリートのデザイナー。ラップの達人。
第九原 サファイア（だいくはら サファイア）
キューティーハピネスのデザイナー。常に犬を連れており、一切喋らない。孫にゆかり（後述）がいる。

### 関係者
赤井 めが姉ぇ（あかい めがねぇ）
声 - 伊藤かな恵
過去のシリーズから引き続き登場。一人称は「私」。PrismStoneの店長を務めている。本人によると「めが姉ぇ」は愛称らしい。今作では普通の人間として出ており、ユヅルを叱ったり、スイーツによだれを垂らすなど感情豊か。
PrismStoneの店長として繁盛するための企画を考える経営者としての面も強く出されており、競合店舗のDear Crownが隣に出店してからは焦りを感じ、Dear Crown（およびその店長のなる）を第75話まで一方的にライバル視していた。第75話で一度挫折してPrismStoneを閉店しようとするが、なるの説得とえものエールを受けて自信を取り戻し、なると和解し、PrismStoneの閉店も撤回した。ジュエルコレクションを控えた第91話以降はなるを再びライバル視しているが、来なければ来ないで気にしたりもしている。
店長としての日課は、ライブ関係のスケジュールチェックから書類確認、メール返信・手配、各部店内の補充から園内清掃、初来客の案内、他店舗視察、その他多角経営中である動物園の管理など、大体の雑務も含めた業務を一人でこなせる手腕を持つ。
ゲーム版ではナビゲートキャラクターとして登場する。
青葉 ユヅル（あおば ユヅル）
声 - 豊永利行、徳井青空（幼少期）
りんかの兄。一人称は「僕」。2ndシーズンまではPrismStoneでカメラマンとして働いていたが、第102話でなるの後任としてDear Crownキラ宿店の店長になった。PrismStone時代は上司のめが姉ぇに対して頭が上がらず、彼女の企画に巻き込まれることもしばしばであったなど、幸運には恵まれない。りんかと同じで情報収集能力に長けているが、のんびりして頼りない性格で、稀に誤解を招く言動で騒動を引き起こしてしまうこともある。カメラマンとしての腕は非常に高く、同じく写真撮影を得意とするアリスからも高く評価されている。
10歳の頃、後述する仲間のタカヤ、アユミら がプリチャンキャストを買ってもらったことを理由に自分も買ってもらおうと親にお願いしたが、反対された。それ以降、手作りのプリチャンキャストでりんかと一緒にプリチャンごっこをして遊んでいた。中学生になり、親にプリチャンキャストを買ってもらうと、その後はタカヤ、アユミの3人と「アローズ」という3人組ユニットとしてプリチャンデビュー。しかし遊んでくれなくなったことへの不満をりんかに吐露された。その頃、アイドルとしての活動よりも「アイドルをいかに魅力的に撮るか」という撮影の道に惹かれており、「撮影の勉強をしたい！」とめが姉ぇに申し入れPrismStoneで働くことになり一時はプリチャンから身を引いた。「自分のワガママのせいでお兄ちゃんがプリチャンをやめた」と悩んでいるりんかに自分が撮影に惹かれていることもあり、プリチャンをやめたのはりんかのせいではないことを伝え、りんかのプリチャンアイドルとしての活動を後押ししている。
ゲーム版では写真撮影などの場面で登場する。
幸瀬 なる（しあわせ なる）
声 - 加藤英美里
Dear Crownの店長で、かつてはPrism Stone所属の人気プリ☆チャンアイドルであった。めが姉ぇ同様に、店長業務を一人で切り盛りする。「ジュエルの国のお姫様」の著者でもある。第63話のラストで正式に初登場した。誕生日は3月3日。
Prism Stone時代に店長のめが姉ぇに憧れて、自分もめが姉ぇのような店長になりたいと考え、Dear Crownを開業した経緯がある。まりあとすずの2人を「Dear Crownの一押しアイドル」として引き合わせた。身長は大人としてはかなり低く、かわいい向上委員会の暴走に加担するなど、子供っぽい一面もある。第91話でPrism Stoneのアイドルたちの夢に感銘したのを受けて、自身の著作である「ジュエルの国のお姫様」の続編「ジュエルのゆめのおひめさま」を発表し、同時に久々にライブを披露した。
第102話でDear Crownのニューヨーク支店の店長に転属した。第116話で一時帰国し、すずの兄ユースケの結婚式に参加した。第139話から第141話まででも、ニューヨークのエンターテイメントをプリ☆チャンランドに届けるために帰国している。その際は英語交じりの会話となっていた。また、ライスエリアの米を気に入ったのか、第144話でも米を現地購入するため一時帰国しており、同時にゲキ目も使い始めた。
『プリティーリズム・レインボーライブ』の主人公・彩瀬なると同名で、口癖も彼女と同様「ハピなる」。なお、第118話で登場した彩瀬なるとは別人である。
ゲーム版ではジュエル4弾より「ニコチケをゲット！」のナビゲートキャラクターとして登場。また、ジュエル6弾からはプレイヤーキャラクターとしても登場。チャンネルランクはアンジュと同じで、なかよしポイント15以上で彼女の専用技「100%ピュアピュアアロー」が使用可能になる。
めが兄ぃ（めがにぃ）
声 - 諏訪部順一
プリ☆チャンランドのキャストマスター。第102話で先行して登場し、3rdシーズンより本格的に登場。実はPrizmStoneの店舗をサポートする眼鏡型のマスコットで、みらいたちがデビューした時点で既に活動しており、プリ☆チャンランド完成時に人間の姿でカガヤキコーポレーションに出向していた。また、一度眼鏡の姿に戻っても、振れば元の人間の姿に戻れる。
プリ☆チャンランドのイベントの案内や、ステージイベントの司会進行を務める。話によってはとんでもないところから現れることもある。「ルールですから」が口癖。
ゲーム版では、シーズン3（プリたま）第3弾から「プリ☆チャンストア」のナビゲートキャラクターとして登場。
コンクリ 糸満（コンクリ いとまん）
声 - 小清水亜美
カガヤキコーポレーション海外支部より経営改善のための監査。

### 親族・家族
台詞なしで観客として登場する回も多い。
桃山 ひかり（ももやま ひかり）
声 - 楠木ともり
みらいの妹で小学生。一人称は「わたし」。しっかり者でよく姉をからかうが、疲れて寝てしまうなど年相応の一面もある。頼りない姉を応援したり助けたりしている。第132話では、アイドルデビューを目指すおしゃまトリックスに特訓を課した。最終話では中学生になり、Miracle☆Kirattsにおしゃまトリックスに加入することを勧められた。
みらいママ
声 - 浅野真澄
みらいとひかりの母親。一人称は「私」。温厚な性格であるが怒ると非常に怖い（みらいとひかり曰く、鬼のようなキラースマイルを見せる）。ケーキ屋・パティスリーラペーシュの店主を務めるパティシエールで、食べ物を粗末にする行為を決して許さない。過去にはデスメタルバンドを組んでいた模様。
ホイップさん
声 - 不明
作中では最終話で判明するが、みらいとひかりの父。
彼が通り過ぎると、その近くの人に幸運がもたらされる都市伝説が存在する。クレープが好き。1stシーズンではひかりが描いた似顔絵しか顔の情報がなかったが、第117話で（目が隠れている状態ではあるが）初めて顔が描かれた。ひかりによると、行ったきりあまり家に帰ってこないらしいが、みらいママはほとんど気にしていない模様。
第50話ではみらいママの端末を通じてみらいたちを応援する。第117話ではみらいの誕生日プレゼントを選びにミラノを訪れ、そこで虹ノ咲だいあと知り合ったことが判明した。
萌黄 春太（もえぎ しゅんた）
声 - こいぬ
えもの弟で小学生。一人称は「俺」。思春期らしく、姉えもがいつも応援してくれることを羞恥の余り（えもの応援にも少し問題あったが）一度は拒絶するものの、その後行われた野球の試合で最後にピンチに立たされ万事休すかと思われたが、えもの熱い声援によって逆転勝利を収めた。それ以降は、彼女の応援したい気持ちを素直に受け入れつつも、控えめにやるよう頼み、和解した。その後姉とは相変わらずケンカをすることも多いものの、ひかりのように呆れつつ姉をからかいながらもチームメイトたちと姉の応援をしている模様。暗い所が苦手だったが、るいと恐怖の海底探検のイベントに参加したことで克服した。
えもパパ
声 - 財満健太
えもと春太の父親。顔にとても特徴があり、自身の息で強力な風を起こす特技も持つ。えもママとの交際当時はやせていたが、現在は恰幅のいい体格となっている。
えもママ
声 - 松嵜麗
えもと春太の母親。
萌黄 マーサ（もえぎ マーサ）
声 - 平野文
えもと春太の祖母で、西洋人。若い頃はプリチャンアイドルだった。プリチャンのシステムを開発した浦島時子（うらしま ときこ、声 - 日髙のり子） とは大学時代からの親友。
萌黄 夏門（もえぎ かもん）
声 - 大塚芳忠
えもと春太の祖父。趣味は大型バイクでのツーリングであり、一るいの祖父とはツーリング仲間だった。
青葉 ユヅル（あおば ユヅル）
上記を参照。
青葉 ケンザブロウ（あおば ケンザブロウ）
声 - 千葉繁
りんかとユヅルの父親。とても厳格な性格で、ユヅルには中学生までプリチャンキャストを買い与えることはなく、動画投稿には反対していたが、一方でデビューしたりんかのライブやジュンコが登場した配信番組を見損ねて取り乱すなど、娘や妻を猫かわいがりするほどの親馬鹿であり愛妻家である。
青葉 ジュンコ（あおば ジュンコ）
声 - 井上喜久子
りんかとユヅルの母親。2人の子供を持っているとは思えないほど若く、顔はりんかにほぼそっくりで、瞳や髪、肌の色合い・髪型が左右対称と眼鏡の大きさや度数しか違わない。真面目なりんかとは異なり、明るくお茶目な性格で適当に作った料理が美味しく出来るといった才能があるが、歌は非常に音痴で本人は自覚していない。普段は病院で夜勤で働いている。
赤城 アラシ（あかぎ アラシ）
声 - たかはし智秋
あんなの母親。赤城グループ会長。娘と同様強気な性格で、娘に対しては厳しい。若い頃はみらいママと同じくデスメタルバンドを組んでいた模様。
赤城 杏太郎（あかぎ あんたろう）
声 - 龍田直樹
あんなの父親。赤城グループ社長。気が弱く、妻のアラシには頭が上がらない。娘に対しては甘い。
緑川 一平（みどりかわ いっぺい）
声 - 麻生智久
さらと太郎の父親。画家。娘のさらをモデルに描くほどの親馬鹿で彼女の魅力を描こうと必死である。
緑川 かの子（みどりかわ かのこ）
声 - 宍戸留美
さらと太郎の母親。さらと同じくギタリスト。歌いながら話す癖がある。
緑川 太郎（みどりかわ たろう）
声 - 不明
さらの弟。まだ幼いが、乳歯から永久歯に生え変わる途中の年齢が確認できる。父のように芸術家を目指しており、遊びに来ためると仲良くなった。「ばくはちゅ」が口癖。
めるの両親
声 - 森田順平（父）、上坂すみれ（母）
めるの両親。アメリカ在住で宇宙ステーションで働いている。両親ともにロシア語を織り交ぜた喋り方をすることがある。
2ndシーズンにて宇宙服姿でめるの活躍を見守るシーンで登場。顔は明かされておらず、台詞も発していなかったが、第146話で正式に初登場した。
全宇宙をプリ☆チャンで繋ぐプリチャン・グランド・ユニバース・プロジェクト（PGUP）を計画しており、娘のめるにも協力を要請した。
まりあママ
声 - 三宅麻理恵
まりあの母親。アーモンド型の髪型が特徴であるが、結婚時からまりあが幼少期の頃までは、まりあと瓜二つの髪型であった。
まりあパパ
声 - 乃村健次
まりあの父親。料理が得意。
まりあの姉
声 - 竹内恵美子、星乃葉月、佳穂成美
まりあの姉。3人いる。
マイケル黒川（マイケルくろかわ）
声 - 石谷春貴
すずの兄。アメリカで有名なダンスシンガー。マイケル黒川は芸名で、本名は黒川マサト。すずからはマー兄ちゃんと呼ばれている。
第116話ではユースケの結婚を聞いてアメリカから駆けつけたが、騒ぎすぎてりんかに退場させられた。
黒川 ユースケ（くろかわ ユースケ）
声 - 落合福嗣
すずの下の兄。肥満体型で、欠伸の声が非常に大きい。
昔は痩せ型のイケメンでダンスも上手であったが、ダンスをやめた後はニートのような生活を送っていた、と思われていたが、実はもう一つの得意分野である料理を活かして料理教室の先生になっていた。これはユースケ自身が「兄の真似をしても兄のようになれない」「自分には自分の道があるんじゃないか」と考えたためである。なお、ダンスの実力については現在も衰えていない。
第116話で料理教室で知り合った婚田アナ（こんだ アナ、声 - 牧野由依）と結婚した。続く第117話ではみらいにケーキをプレゼントしたいえもの特訓にアナ共々付き合った。
虹ノ咲だいあの祖母
声 - 前田愛
虹ノ咲だいあの祖母。海外転勤中の両親に代わって虹ノ咲だいあの面倒を見ている。
虹ノ咲だいあの両親
声 - 置鮎龍太郎（父）、前田愛（母）
虹ノ咲だいあの両親。現在は海外各国を転々としている。
アリスとイブの両親
声 - 坪井智浩（父）、柚木涼香（母）
アリスとイブの両親で、カガヤキコーポレーションの前社長にあたる。父親はライオンのような髪型で、母親は髪の上に月型のシニヨンを乗せた髪型である。
第141話の回想で初登場した。アリスが行方不明になって以降彼女を見つけるため世界中を回っていたが、第142話で帰還し、アリスとの再会を果たした。なお、アリスやイブのアイドルデビュー時は深海2万メートルにいたため、駆け付けられなかった。

### その他の主要キャラクター
新柿このみ、栗原たまき、芋崎ほくと
声 - 佳穂成美（このみ）、天海由梨奈（たまき）、福緒唯（ほくと）
きらりヶ丘中の生徒でみらいのクラスメイト。2ndシーズンでも2年2組としてみらいたちのクラスメイトとなった。プリチャン番組配信は特にしていないが、3人1組でハンバーガーショップでプリ☆チャン配信を見ていることが多い。第59話にて、幼いころ自分たちを思わせるようなキャラクターが登場する絵本を通じて仲良くなったことが語られた。
キャラクターの由来は、「桃栗三年柿八年」の「桃」を「芋」に差し替えたもの。また、当初はこのみ、たまき2人のみの予定であったが、絵面が良い3人組に変更したため、ほくとが追加された。
ほくとはだぼだぼな服を着ているため太っているように見えるが、実は細身である。
最終話ではマスコット「イモクリカキッCHU」の存在が判明した。
メイ子
声 - 斎賀みつき
Meltic StArのファンクラブ「メルティック同盟」のリーダー。女子だが長身で一人称は「俺」など男勝りな人物。赤城グループ年間パスポート所持者。
一 るい（にのまえ るい）
声 - 荻野葉月
春太が所属する野球のチームメイトの少女。小学生。春太とは家族ぐるみで仲が良い。
怪我で入院中の祖父（声 - 藤井隼）がいる。
永辻まとん（ながつじ まとん）
声 - 本多真梨子
超人気少女マンガ『SENSIBLE LOVE』『マジ♡ラブ』の作者。第57話でもおしゃれブックカフェのゲストとして参加している。
彼女の漫画は『キラッとプリ☆チャン』の漫画（ちゃお版）を執筆している辻永ひつじが作画を担当している。
第九原 ゆかり（だいくはら ゆかり）
声 - 相良茉優
デザイナーズ10のサファイアの孫娘。全日本こどもピアノコンクールの発表会の出場を控えていたが、自身が持てず会場から抜け出していたところを、偶然出会ったまりあとえもとの交流を通じて自信を付け、ピアノの発表会で優勝を果たした。後にサファイアと共にまりあの自宅を訪れている。

### 他作品の登場人物

#### ガールズ×戦士シリーズからの登場
桜衣 ココミ（さくらい ココミ）、明日海 サキ（あすみ サキ）、紫月 ヨツバ（しづき ヨツバ）、紅羽 セイラ（くれは セイラ）
声 - 菱田未渚美（ココミ）、山口綺羅（サキ）、原田都愛（ヨツバ）、石井蘭（セイラ）
『ひみつ×戦士 ファントミラージュ!』のキャラクターとコラボレーションで、第68話に「ファントミコスチューム」として登場。

#### プリティーシリーズからの登場
春音 あいら（はるね あいら）
声 - 阿澄佳奈
『プリティーリズム・オーロラドリーム』の主人公で、前述の七星あいらとは別人。第118話でみらいと出会い、キラッCHUを探すためにみらいと行動を共にした。
彩瀬 なる（あやせ なる）
声 - 加藤英美里
『プリティーリズム・レインボーライブ』の主人公で、前述の幸瀬なるとは別人。第118話で偶然落としたプリズムストーンを「みらいの心のキラキラ」としてみらいに託した。
上葉 みあ（あげは みあ）
声 - 大久保瑠美
『プリティーリズム・ディアマイフューチャー』の主人公。
真中 らぁら（まなか らぁら）
声 - 茜屋日海夏
『プリパラ』の主人公で、前述のらぁらとは別人。
夢川 ゆい（ゆめかわ ゆい）
声 - 伊達朱里紗
『アイドルタイムプリパラ』の主人公で、前述の激川ゆいとは別人。
上記5人は、第118話劇中でみらいと共に『プリマ☆ドンナ?メモリアル!』のライブを披露している。また、同話劇中では、過去のプリティーシリーズに登場したキャラクターも多く登場している。詳細のプロフィールは、プリティーリズムのプレイヤーキャラクター、プリティーリズムの登場人物、プリパラ (アニメ)#登場人物、アイドルタイムプリパラ#登場キャラクターを参照。

## ブランド
ガールズエール、ロマンスビート、ドーリーワルツ、キューティーハピネス、ダンス&ストリートのデザイナーは第90話で公表。
| ブランド                                       | 概要 | 主に使用するキャラクター                  | 初登場弾    | 3rdシーズンでの使用チーム |
| ---------------------------------------------- | --- | ----------------------------------------- | ----------- | ------------------------- |
| Sweet Honey (スイートハニー)                   | ラブリー系のブランド。ガーリー系で花やチェック柄が多い。デザイナーは七星あいら。 | 桃山みらい                                | 1弾         | Miracle☆Kiratts           |
| Girl's Yell （ガールズエール）                 | ポップ系のブランド。チアリーダーや職業などがモチーフで、前作『プリパラ』のフォーチュンパーティに似ている。 デザイナーは四谷ミカ。 | 萌黄えも                                  | 1弾         | Miracle☆Kiratts           |
| Dolly Waltz （ドーリーワルツ）                 | ラブリー系のブランド。セレブでエレガントな雰囲気が特徴。 デザイナーは六本木エリカ。 | 赤城あんな                                | 2弾         |                           |
| Romance Beat （ロマンスビート）                | クール系のブランドで、前作のベイビーモンスターに近い。 ロックやパンク・ファッションを意識したものが多く、パンツスタイルのコーデも多くみられる。 デザイナーは五月女レオン。 | 緑川さら                                  | 2弾         | Meltic StAr               |
| Secret♥️Alice （シークレットアリス）           | クール系のブランド。ゴスロリ系でその名の通り不思議の国のアリスがモチーフになっている。 デザイナーは一色カレン。 豪華客船で主催イベントを開くこともある。 | 青葉りんか                                | 3弾         |                           |
| Universe Queen （ユニバースクイーン）          | クール系のブランド。ラメや羽などをあしらったゴージャスなデザインが特徴。 デザイナーはミッキー二階堂。 | 紫藤める                                  | 4弾         |                           |
| Precious Muse （プレシャスミューズ）           | プレミアム系のブランド。宝石をちりばめたファーやフェザー主体のエレガントかつ神々しいデザインが特徴。バレエをテーマとしているものも多い。 デザイナーはジェシカ・トロワ。 | 白鳥アンジュ                              | 5弾         |                           |
| Cutie Happiness （キューティーハピネス）       | ラブリー系のブランド。大人っぽさと可愛さを兼ね備えたデザインが特徴。 デザイナーは第九原サファイア。 | 金森まりあ                                | ジュエル1弾 | Ring Marry                |
| DANCE&STREET （ダンス＆ストリート）            | クール系のブランド。その名の通り、現代的なダンスの衣装を思わせるストリート系のデザインが特徴。 デザイナーはギリアン・アハト・パーズ。 | 黒川すず                                  | ジュエル3弾 |                           |
| Milky Rainbow （ミルキーレインボー）           | ポップ系ブランドで、虹ノ咲だいあが自ら製作したコーデ。 虹のようなカラフルな色遣いとメルヘンチックなデザインが特徴。英字表記には「MiRai」（みらい）が隠されている。ダイヤモンドコーデはこれに属する。 存在が明かされた第64話の時点ではまだ正式なブランドではなかった。最終話ではミラノプリ☆チャンランドに店を構えた。 | だいあ 虹ノ咲だいあ                       | ジュエル5弾 | W Daia                    |
| Little Princess Egg （リトルプリンセスエッグ） | 『プリパラ』のロゼットジュエルと同様の全属性によって構成されるブランド。 公式サイトでも「たまごのようにいろんな可能性を秘めたブランド」と紹介されている。プリ☆チャンランドキャストコーデ、キャッスルイルミナージュコーデはこれに属する。                                                                             | キラッCHU メルパン ラビリィ ソルル ルルナ | プリたま1弾 |                           |
| Fun Fun Trunk （ファンファントランク）         | ナチュラル系のブランド。 世界を旅するアリスをテーマに、異国情緒あふれるカラフルなコーデが揃う。 | アリス・ペペロンチーノ（輝アリス）        | プリたま4弾 | ALIVE                     |
| Moonlight Magic （ムーンライトマジック）       | セレブ系のブランド。 宝石とレースデザインが特徴で神秘的な印象のエレガント系コーデ。プレシャスミューズと似ているが、こちらは夜空を意識した暗い色合いが多い。 | 輝イブ                                    | プリたま5弾 |                           |

## 用語

### 全般
Pri☆Chan（プリ☆チャン）
本作の舞台となる、誰でもチャンネルを開設して自分流のパフォーマンスを配信できる架空の動画サイト。カタカナで表記されることが多い。うたい文句は「誰でも簡単に始められて、アイドルになれる夢のチャンネル」。
多くの女の子たちがこのプリ☆チャンでアイドルになる夢を抱いており、国民的エンターテイメントとなっている。
プリ☆チャンユニフォーム
通常の配信において着用する初心者用のコーデ。どのプリ☆チャンアイドルも最初はこれを使用する。みらいたちが使用するものは、そのキャラクターのイメージカラーと同じ色になっている。
第60話からはみらいがデザインパレットで作り上げたセーラー服風のものに代替わりした。こちらはゲーム版ジュエルシリーズでプリチケを使わずにプレイした時に着用する。ゲーム版のコーデチェンジはこれを着た姿から変身する。ディアクラウン所属のアイドルはプリズムストーンのロゴがディアクラウンのティアラのマークに置き換えられる。
プリたまシリーズではプリ☆チャンランドキャストコーデがユニフォームコーデの役割を担うため登場しない。
Prism Stone（プリズムストーン）
1stシーズンから登場する、キラ宿にあるプリティーシリーズ共通の店。赤井めが姉ぇが店長を務める。第75話でめが姉ぇが僻んで引きこもってしまい閉店の危機に瀕したが、なるが自身を目標にして店長になったことを知り和解、閉店は免れた。最終話でリニューアルオープンしたが、外見はほとんど変わっていなかった。また、月に『アームストロング支店』の存在が判明した（Miracle☆Kirattsもラストでそこに出向している）。
実在する同名の店についてはこちらを参照。
Dear Crown（ディアクラウン）
プリズムストーンの競合店舗。第51話（1stシーズン最終話）のラストで突如プリズムストーンの隣に出店し、続く第52話（2ndシーズン1話）から本格的にストーリーに関わってくる。2ndシーズンでは幸瀬なるが店長を務めた。本作ではロゴが『プリティーリズム』のものに戻された。
第102話（2ndシーズン最終話）でなるがニューヨーク支店に異動したため、Prism Stoneの青葉ユヅルが店長を引き継いだ。
キラ宿（キラじゅく）
アニメ版の主な舞台となる町。その地下には世界中のプリ☆チャンのデータを蓄積したサーバーが埋蔵されている。そのため、101話ではプリ☆チャン衛星が衝突することで世界中のプリチャンのデータが崩壊する危機に陥った。
バーチャルの世界（バーチャルのせかい）
アニメ版にて登場。だいあの他、デザインパレットのナビゲーションキャラも生息している。また、プリ☆チャンにバグを発生させるバグバグキング（声 - 田所陽向）率いるバグバグッChuも存在しているが、それらはバグバグスプレーをかければキラッとストーンに変わる。しかし、だいあの人格が完成されていくことに伴い彼らも強化されていき、101話では強固なセキュリティを持つプリ☆チャン衛星に侵入できるまで強化された。
プリ☆チャンランド
アニメ3rdシーズンでの主な舞台。キラ宿の周囲に新たに建設された6つのアトラクション施設群の遊園地。カガヤキコーポレーションにより運営されている。
リアルとバーチャルが交差する場所をモットーに、プリたまGOを介したイベントも実施されている。
本来は輝イブが幼いころに思い描いた遊園地であったが、ルルナはプリ☆チャンランドのシステムを悪用し、プリ☆チャンランドを全世界に拡大することで全人類をマスコットが支配し管理してくれる世の中を作ろうと企んでいた。しかし、事のすべてを知り芸名を捨てた輝アリスとソルルのもとで再出発を誓った輝イブの姉妹の絆でルルナは倒され、全世界プリ☆チャンランド化は阻止された。
最終話では世界中にプリ☆チャンランドが存在するようになっている。
カガヤキコーポレーション
プリ☆チャンランドを運営し、プリンセスカップを主催する巨大企業。プリ☆チャンランド内にもツインタワー型のビルが存在し、内部はプリ☆チャンランドと同じシステムとなっているため、マスコットもプリティーマスコットに変身できる。
ルルナが第141話で倒されてからは輝アリスも経営に携わるようになり、姉妹での企業再建を図っている。
バーチャルプリ☆チャンランド
アニメ第113話でプリ☆チャンランドが大雪により休止になった際に、プリ☆チャンランドの代わりとしてみらいたちが利用した施設。本来はマスコットしか入れない。施設の内容はプリ☆チャンランドとほぼ同一である。
プリたまGOを持っているアイドルであればそのままの姿で入場できるが、持っていない人でもプリ☆チャンランドの公式サイトからアクセスすることで、マスコットと同じサイズで利用することが可能である。
バグホール
第152話で存在が判明した、宇宙のバグの集合体。巨大化して地球を吞み込もうとしたが、プリ☆チャンアイドルたちの活躍で消滅した。

### ライブ関連
コーデチェンジ
いわゆる「変身」。後述のプリチケを用いて、ライブで用いる衣装（「コーデ」と呼ぶ）を纏うこと。2ndシーズンで「コーデチェンジ」という正式名がついた。虹ノ咲はコーデチェンジ開始時に見た目も変化する。
ゲーム版ではジュエルシリーズからライブ前にコーデチェンジシーンが登場。アニメでも、2ndシーズンからコーデチェンジ時の体にシャツとスカートのシルエットがかぶさるようになった。
やってみた
チャンネルをよりアピールさせるアクションで、ライブの途中で発動。ゲーム版では3回、アニメ版では1回行われる。また、光るコーデは発動後に発光する。
『プリティーリズム』での「プリズムジャンプ」や『プリパラ』での「メイキングドラマ」などに相当する。
ゲーム版では、1回目はトップスのブランドで決まり、2回目はステージで固定 、3回目はトップスとボトムス のブランドが一致する、特定の曲 でプレイする、特定のキャラクターと仲良くなる、JRを全身揃えるなどの条件によって変化する。
ゲーム版のジュエルシリーズ以降はコーデチェンジシーンが再生されるようになった関係で1stシーズンにおける1回目のやってみたが統合された。
グループアピール
ゲーム版ジュエルシリーズにおける2回目のやってみた。ライブしている人数によって演出が変わる。ジュエル3弾以降、キラッとコーデやジュエルコーデはこれが終わってから輝き出すように変わった。
プリたまキャッチ
プリたまシリーズのやってみたで登場。連打をしたりタイミングよくボタンを押してプリたまをキャッチする。これにより3回目のやってみたはコーデを問わず連打ではなくなり、1回目と2回目は入れ替わった（1回目がグループアピール、2回目がステージ技）。隠し技として3回目ではキャッチミスになる寸前のある瞬間にボタンを押すと、ジャストタイミングよりも多くの点数を得ることができる。
アニメでは固定でR→SR→PRの順にプリたまが登場。後述のイルミナージュライブがある場合とマスコット認定試験では、3つ目のプリたまがIRになる。
○○チャンス
ライブ終了後、キラッとコーデなどの光り輝く特別なコーデを使用してライブを再開することができるイベント。ここでは「キラッとボタン」でライブを行い、使用されるステージも特別なものとなる。
『プリパラ』での「神チャレンジライブ」、『アイドルタイムプリパラ』での「スーパーアイドルタイム」に相当し、これらを踏襲した要素も多数存在する。ライブ中の音楽は、その年度のアニメの初代オープニングテーマ のサビ部分となっている。
アニメでは良質な番組を配信しプリ☆チャンライブが完全に認められると発動するイベントで、発動時には周囲が突然真っ暗になる演出が入る。なお、演出はゲーム版よりも簡略化されている。
キラッとチャンス
通常のライブ終了後に空から舞い降りてくる「運命のキラッとボタン」を押すと発動。キラッとボタンの紋章が虹色の魔法陣となって足元に映し出された後、真っ暗な世界にデザイナーズ7の肖像画やミラーボールが設置されたお城の中のような明るいステージが現れ（魔法陣もそのままステージの床の模様になる）、「キラッとチャンス、スイッチオン！」と叫ぶと「キラッとコーデ」に変身しライブが再開する。終盤で「キラッとルーレット」が発動し、「キラチケ」を入手することができる。
アニメではキラッとチャンスがある時だけキラッとボタンが降りてくるが、ゲーム版では必ずキラッとボタンが現れるため発動するかどうかは押してみるまでわからない。
ジュエルチャンス
キラッとジュエルが発光した特殊なライブ終了後などに発動する。周囲が「ジュエルチャンスステージ」に変化した後、手元に戻ってくるジュエルパクトのスイッチを押すと真っ白なジュエルコーデにコーデチェンジしジュエルの翼も現れる。その後ジュエルコーデをキラッとジュエル固有の自分色に変化させながら 空高くの新しいステージまで飛び、だいあと2人でライブを再開する。
最後は登場したジュエルコーデが紹介され、だいあと手を取り合い「おめでとう！」と叫んで終了。
通常一度にジュエルチャンスに行けるのは1人だけ であるが、実際はだいあが分身することで何人でも対応可能。また、ジュエルコーデを着た虹ノ咲もエスコートをすることができる。
完全なジュエルアイドルになれば、それ以降もジュエルチャンスは訪れる。ジュエルチャンスのステージは、だいあならびに虹ノ咲のライブでも使用されている。
イルミナージュライブ
2ndシーズンまでの○○チャンスに相当。プリンセスカップ各大会の優勝者に対して発動するイルミナージュコーデの授与式。アニメではこれまでとは異なり発動時の暗転はなく、各エリアのプリンセスが一つのステージに集結してライブする。
プリたまGOから現れたマスコットが発動の宣言とともにアイドルマスコットに成長し、プリンセスに選ばれたアイドルはマスコットが特別なプリたまから呼び出した「イルミナージュコーデ」にコーデチェンジする。その後、エリアに応じたアトラクションを舞台にした特別なやってみたが行われ、続いてプリ☆チャンキャッスルの特設ステージに移動。マスコットの魔法でイルミナージュコーデが発光し、ライブが始まる。使用曲は「イルミナージュ・ランド」。
最後は手に入れたイルミナージュコーデのプリチケがマスコットから授与され、終了となる。ジュエルチャンス同様、一度プリンセスに選ばれたアイドルに対しても何度でも発動する。
ゲーム版では、マスコットの成長度合いを表す星を9つ集めたその次のライブに必ず、それ以降はランダムで出てくる「イルミナージュレアプリたま」をキャッチするとライブの後に発動する。また、○○チャンスとは違いキラッとボタンも普通のボタンも使用可能。
イルミナージュパレード
第149話でイルミナージュクイーンとなったMiracle☆Kirattsに対して発生した特別なイルミナージュライブ。3つ（レインボースカイ→メロディーファンタジー→オーシャンマーメイド）のイルミナージュやってみたが連続で披露される。他は通常のイルミナージュライブと同様。また、キラッCHUはパレードイルミナージュコーデを着用している。

### アイテム・グッズ

#### コーデチェンジアイテム
プリ☆チャンキャスト
略称は『プリキャス』。いわゆるスマートフォンのような形状（手帳型の折りたたみカバー付き）および機能となっており、これで番組の配信を行う。テレビ電話も可能で、変身する際にも使用する。カバー内側にはプリ☆チャン会員証が収納されている。属性によって色が異なり、ラブリーはピンク、クールは紫、ポップは水色、プレミアム（作中では白鳥アンジュ専用）は白。防水式となっており、34話の雨でも35話のプールでも故障しにくい。最初に開発された際はかなり巨大であった。
グッズ版は、ゲーム筺体との連動機能を持つ。
やってみたアプリ
プリ☆チャンキャストの画面部分にセットする物理媒体のアプリ。3スロット分までセット可能になっている。上記の「やってみた」で行うアクションがこれで決定される。
グッズ版では、限定コーデを使用可能にするものが存在。
プリチケ
ライブの際に、プリ☆チャンキャストの側面、ジュエルパクトのスキャナーなどでQRコードを読み取らせることで、ライブで使用するコーデを呼び出すことができる。3枚まで可能。チケットの一部（フォロチケ）を交換するための折り目が付いている。昔は紙で出来ていた。
ラメが仕込まれており全体が光輝く一部の貴重なプリチケはキラチケと呼ばれている。
ジュエルパクト
第52話で登場した（2ndシーズン）、プリキャスと同等の機能を持つツール。「キラッとジュエル」を装着することができる。ディスプレイは空中への投射式となっている。ハート形の形状であるため、手に持つ際の支えになる固定パーツが折りたたまれている。プリキャス同様、様々な色が存在する。
また、「ライブ」の際にはジュエルパクトを使用することでその場でステージを投影することが可能になる（1期で使用された「ライブ用の扉」も併用可能）。
キラッとジュエル
2ndシーズンに登場。ジュエルオーディション参加者にジュエルパクトとともに支給されたアイテム。さまざまな形 の宝飾品のようなデザインで、羽型の装飾がある。ジュエルオーディションのライブの際にジュエルパクトにセットして使用する。普段はブレスレットとして左手首に装着されている。
チャンネル配信の際に一番輝いていたと判断されたとき光り輝き、ジュエルが見守る特殊なライブが可能になる。このライブの後に先述のジュエルチャンスが発動することがあり、ここでジュエルコーデが自分色になればジュエルアイドルとして認められたことになり自分専用のジュエルコーデがもらえる。
ゲーム版のコーデチェンジシーンでセットされるキラッとジュエルは現在入手できるジュエルコーデと対応するものとなっている。
プリたまGO（プリたまゴー）
第103話で登場した（3rdシーズン）、プリキャス、ジュエルパクトと同等の機能を持つ卵型のツール。所持すると同時にマスコット(下記参照)も現れ、各ユニットのマスコットがプリたまGOに入ることもできる。
Miracle☆Kirattsにおいては、デザインパレットでキラッCHUが作られていたため、デザインパレットから引っ越しする形をとる。
プリたま
コーデが入っている卵のようなアイテム。プリたまキャッチに登場する。
ゲーム版ではレアリティによって色分けされており、キラチケになるレアリティには羽の飾りがある。
白はN、銀はR、金はSR、プラチナはPR、虹色はIR、赤はER、紺色はFR、緑はHR、水色はRRまたはKR、黒はWRが出てくる。緑と水色は期間限定。

#### 特別なコーデ
キラッとコーデ
キラッとチャンスに成功すると入手できる、選ばれたアイドルしか手に入れられない美しい輝きを持つコーデ。アニメ版ではプリチャンアイドルなら誰もが憧れる夢のコーデといわれ、主に大会などの重要なライブで着用するが、あんなの礼装もキラッとコーデである。
ゲーム版では専用レアリティ「KR」を持ち、1stシーズンの1回目のやってみたおよびジュエルシリーズのコーデ紹介が専用のものになる。また、キラッとチャンスにおいては通常のライブよりも格段に強く輝く。
第118話でスイートハニーのキラッとコーデが再登場したが、発光はしていない。
『プリパラ』の各種サイリウムコーデに相当する。
ジュエルコーデ
ジュエルアイドル合格の証であるキラッとジュエルの輝きを秘めたコーデ。それぞれのジュエルの名前を持ち、胸にはブローチに変化したジュエル、背中には小さな羽が付いている。「アイドルの個性が光るコーデ」と呼ばれ、使い手の性格や個性などがデザインに反映される。ジュエルアイドルとして認められることで、ジュエル固有の「自分色」 に染まる。また、着ると空も飛べるようになる。
Miracle☆Kirattsのジュエルコーデは第95話でだいあに没収されかけたが、だいあとの直接対決の末に奪還に成功した。
その正体は「コーデを作って友達を作ろう」と考えた虹ノ咲だいあが後述のジュエルオーディションの実行に伴い製作した10着のコーデだった（ジュエルオーディションの項目なども参照）。なお、虹ノ咲はジュエルコーデを着ている間、常に変身した状態を保つことができる。
3rdシーズンでも引き続き登場し、第144話でW Daiaが色違いのダイヤモンドコーデを、第147話でアンジュが「希望」の個体を使用している。
ゲーム版では専用レアリティ「JR」を持ち、ジュエルコーデのパーツを使うと3回目のやってみたの配点が通常よりも増える。また、ジュエルドレスを着ている場合はシューズとブランドを合わせた上でジュエルコーデのパーツをいくつ使っているかによって3回目のやってみたが決まる。
ジュエルの翼
ジュエルドレスを着てライブをすると現れる大きな虹色の翼。形状はジュエルコーデの背中についている羽の飾りと同じで、豪華な装飾が施されている。ダイヤモンドコーデには4つ存在する。
第101話の通常ライブでは人数の都合で生えなかった。3rdシーズンでは第147話のアンジュのライブでのみ登場。
ピュアジュエルコーデ
自分色になる前の真っ白なジュエルコーデ。ゲーム版でのみ名称が明かされている。不完全なため、ゲーム版ではジュエルの輝きを放つことができない。
ゲーム版ジュエル5弾からジュエルパクト限定コーデとして登場。「つづけておかいもの」をすればフルコーデを揃えることができる。排出できる時はプリ☆チャン2018枠が減る。
ダイヤモンドコーデ
正式名称は「ダイヤモンドジュエルコーデ」。10人のジュエルアイドルによる大会「ジュエルコレクション」の優勝賞品である最高の輝きとどんな願いでも叶える力を持つ 究極のジュエルコーデ。第90話でその全貌が明かされた。
全てのジュエルコーデの特徴をひとつに凝縮させたようなデザインとなっており、その名の通り純白のコーデを彩る宝石は全てがダイヤモンド。ジュエルの翼も4つある。自ら着る人を選ぶ性質がある。虹ノ咲はこのコーデを「ジュエルアイドルたちへの感謝の証」だと語っている。
実は未完成であり、完成させるにはジュエルコレクションでのジュエルアイドルたちのライブの力が必要。そして第99話で完成し、みらいを自分を纏う者に選ぶ。
第100話でだいあを救うというみらいの決意に応えて周囲をジュエルチャンスの世界に変化させ、みらいのエスコートで虹ノ咲を暴走しただいあのもとに導き、だいあコーデの力も借りてついにだいあを元に戻すことに成功したが、これで力を使い果たし消滅した。その後、第101話で10人のジュエルアイドルのライブの力で奇跡的に復活し、だいあにダイヤモンドコーデを与え、彼女を巨大化させた。
その後、第102話にも登場したが、これは見た目を再現したものであり、本物ではない。第144話以降はW Daiaがイルミナージュコーデの代わりとして使用。新たに金とピンク、銀と青の2着が登場し、ライブ終盤でも光らなくなった。
イルミナージュコーデ
プリンセスカップの各大会の優勝賞品として与えられる、りんか曰く「星の光を集めたようなコーデ」。エリアごとに決まったデザインで、胸部にそのエリアのマークが描かれている。それぞれのアイドルに対応するブランドと色 があり、使用者の名前が付けられる。また、発光するとイルミネーションのように色が変化したり、ワンピースのスカート部分が回りだすなど、ジュエルコーデまでとは異なる演出を見せる。ただし、アニメの通常ライブでは終盤に入っても何も起こらない。
Miracle☆Kirattsのレインボースカイイルミナージュコーデは、第133話で大きな羽の飾りがついたスーパーレインボースカイイルミナージュコーデとしてパワーアップを遂げた。
ゲーム版では専用レアリティ「IR」を持つ。それぞれが特定のマスコットと紐づけられており、対応するイルミナージュコーデのドレスを初めて手に入れるとマスコットがアイドルマスコットになったことになる。また、発光するとステージが少し暗くなる。アニメに登場しない色のイルミナージュコーデには属性や色が名前として付けられている。
| プリンセスの人数 | 仕様 |
| ---------------- | --- |
| 3人              | 各プリンセスの2ndシーズンまでの使用ブランドになる。使用者の名前が入る。                                                                                                  |
| 2人              | 2着はそれぞれのプリンセスの2ndシーズンまでの使用ブランドで使用者の名前が入る。残りはそれらと被らない属性のリトルプリンセスエッグで、属性名が使用者の名前の代わりにつく。 |
| 1人              | ブランドはプリンセスの使用ブランドで統一。使用者の名前は入らない。色違いはそのコーデの色が使用者の名前の代わりにつく。                                                   |

パレードイルミナージュコーデ
主人がイルミナージュクイーンになったときにそのパレードで着用する、マスコット用のイルミナージュコーデ。マスコット認定試験のアイドル級をすべて合格した者だけに与えられる。
本来は主人がイルミナージュクイーンになった時しか着ることを許されていないはずだったが、第139話で初めて使用された。
イルミナインコーデ
ゲーム版キャンペーンで登場する特別な色違いのイルミナージュコーデ。イルミナージュライブの有無にかかわらず、9回目のコーデ排出で9つの中からランダムで一つ入手可能。さらに、すでに持っているコーデはルーレットから除外される。なお、ブランドはそのエリアのプリンセスのうち、主にラブリーコーデの使用者のもの。
キャッスルイルミナージュコーデ
2019年度のダイヤモンドコーデに相当。クイーンズグランプリ優勝者に与えられるイルミナージュクイーンの証。アニメでは他のイルミナージュコーデとは異なり、通常ライブでも発光し、さらにほかの人の光るコーデも発光させる。また、スーパーイルミナージュコーデの羽も組み合わせられている。

#### その他
運命のキラッとボタン
1stシーズンに登場。プリ☆チャンライブが完全に認められると、ライブ終了時に空から舞い降りてくる巨大な押しボタン。これを押すとキラッとチャンスの世界へと導かれる。
ゲーム版ではライブの最後に必ず現れ、左側の筐体にあるキラッとボタンを模した大きなボタンを押し（キラッとボタンが白く点滅する）、仕込まれたライトが虹色に光ればキラッとチャンス発動。対戦形式のチャンネルでは勝敗の判定に用いられ、勝利すればキラッとチャンスとなる。アニメ第13話などの賞品のかかった大会においても同様に用いられることがある。第38話では6人で押す超巨大キラッとボタンも登場した。
2ndシーズン以降は登場しないが、ゲーム版ではスペシャルステージで引き続き筐体のキラッとボタンを使用する。
デザインパレット
第60話であいらがみらいにプレゼントした、コーデをデザインするためのアイテム。他に虹ノ咲とアンジュも所有している。
コーデの基礎となる型紙を選び、着色、模様やアクセサリーなどを選択し完成する。ヘア・シューズコーデもデザイン可能で、ナビゲーションキャラも作ることができ、デザインパレットのナビゲーションキャラは、みらいがキラッCHU、アンジュがハクッCHOで、第66話では立体ホログラムによる映写も可能であることが判明した。また第76話でだいあが元々は虹ノ咲のデザインパレットのナビゲーションキャラであったことが明かされた。
フランスのパリにて取材中継を受けていたあいらも所持しており、みらいへデザインパレットが届いた直後ジュエルパクトの通信経由で説明を行った。
めが姉ぇ曰く、本来はプリチャンデザイナーの中でも「スーパーウルトラミラクルファンタスティックアメイジングパーフェクトギガンティックサイコーサイコーマジですごいデザイナー」と呼ばれる数人しか持っていないと言われているレアアイテムである。
玩具では、2019年7月11日に発売。
ジュエルの国のお姫様（ジュエルのくにのおひめさま）
2ndシーズンにおいて物語の鍵を握る、幼い頃の虹ノ咲が大好きだった絵本。主人公であるダイヤモンドの国のお姫様 が仲間たちのためにドレスを作り友達を増やしていく物語。作者は幸瀬なる で、手作り。
しかし、虹ノ咲がこの本を読み切る前に所蔵されていた図書館が閉館し、第83話で訪れたキラ保町の本屋でも見つからず一時所在不明になってしまったが、第89話でなるからのクリスマスプレゼントとして無事虹ノ咲のもとに戻った。
同話で明らかになった物語の続きは、あまりに勤勉すぎて糸が底をつき、大事なパーティーのためのドレスが作れなくなって一時は友達がみんな離れていってしまうのではと思われたが、友達はドレスがなくてもパーティーに集まってくれたというもの。
第91話で続編にあたる『ジュエルのゆめのおひめさま』が発表された。
マスコット認定試験
第112話で開催されたプリ☆チャンマスコットの認定試験。試験の種類はマスコットの成長に合わせて「プチ級」「プリティー級」「アイドル級」に分かれている。合格すれば認定証が与えられ、最難関のアイドル級に合格するとパレード用のコーデが貰える。プチ級の試験は自分の名前を正しく言うだけで合格となる。また、不合格が続けば、卵の状態に戻されるというペナルティが存在する。なお、卵から救出することも可能ではあるが成功した者は1人もいないという。
認定証には有効期限があり、認定証の更新には認定試験に合格する必要がある。不合格などで認定証が失効すると、そのマスコットはアイドルマスコットになれなくなると同時に、主人にあたるアイドルユニットもイルミナージュライブが不可能になってしまう。
ゲーム版では、ストーリー形式のチャンネルとして登場。プレイヤーキャラクターはマスコットのみ選択可能で、さらに使用できるマスコットも指定されている。全4章で、最後までクリアするとプレゼントボックスにパレードイルミナージュコーデのパーツが送られる。
プリ☆チャンファンタジー
第137話で登場した、カガヤキコーポレーションが開発したバーチャルRPG。

### 大会関連

#### 1stシーズン
デザイナーズ7主催で行われている。
キラ宿選抜スペシャル
サマーメイドスペシャル大会
Secret♥️Alice主催大会。
ユニバースクイーンスペシャル大会
Universe Queen主催大会。
ウィンタースペシャル大会
Presius muse主催大会。
ネクストプリンセススペシャル大会
次期トッププリチャンを決める大会。

#### 2ndシーズン
ジュエルアイドルオーディション（ジュエルオーディション）
デザイナーズ10の主催で開かれるジュエルコレクションに出場できる10人を選ぶための大会。各アイドルが良質の番組を配信してジュエルコーデを手に入れるのが合格条件となる。
その実態は友達を作る方法を探っていた虹ノ咲だいあが「ジュエルの国のお姫様」のストーリーから「コーデを作って友達を作ろう」と考えて企画したもの（虹ノ咲だいあ、ジュエルコーデの項目も参照）。だいあは真の主催者である虹ノ咲の代理人に過ぎず、ジュエルチャンスもジュエルコーデを気に入ってくれそうでかつ一定の実力を持つと認められた者を導くものだった。
その後虹ノ咲は私利私欲のためにオーディションを企画したことを後悔し、クリスマスイベントで全てを明かして会場から逃げ出してしまうが、自宅に先回りしていたみらいたちに説得されて勇気を取り戻し、最後は虹ノ咲自身がジュエルチャンスに導かれることとなった。
ゲーム版ジュエルシリーズでは、プレイヤーはジュエルオーディションに参加しているという設定である。
ジュエルアイドル
ジュエルコーデの使い手であり、ジュエルオーディションの合格者。アニメではみらい、りんか 、める、すず、まりあ、さら、アンジュ、あんな、えも、虹ノ咲が該当する。
ジュエルアイドルの中でも最高の実力を持っているとしてダイヤモンドコーデに選ばれた者は特にダイヤモンドアイドルと呼ばれる。
だいあフェス
虹ノ咲だいあが主催している全3回の大会。司会はバーチャルプリ☆チャンアイドルのだいあ。第64話で第1回、第70話で第2回、第82話で第3回 が開催されている。ジュエルアイドルだけが参加でき、個人戦で使用できるコーデは自分のジュエルコーデのみ。各大会の優勝者にはだいあによってご褒美のジュエルチャンスが発動し、賞品であるだいあとお揃いのコーデのパーツが贈られる。第82話で、新ブランド・Milky Rainbowの宣伝を兼ねていたことが明かされた。
参加するには事前のエントリーが必要で、第1回のりんかは先述のアクシデントにより出場できず、第3回のアンジュはオープニングセレモニーに登場したが、歌合戦は辞退した。なお、このような形でエントリーせずに歌う場合もジュエルコーデが必要となる模様。
第1回の勝者はみらい。第2回はまりあとすずの同率首位で一時騒然となったが、虹ノ咲の判断で2人とも優勝と決まった。第3回はみらい・りんか・める・まりあを寄せ付けないほどのさらとすずの大激戦になった末さらが優勝。敗れたすずは舞台袖で涙を流していた。
同名の店頭大会ではエントリー者の中から抽選で選ばれた20人で行い、課題曲とジュエルチャンスの合計点を競う。こちらはコーデに制限はない。だいあのコーデは参加者20人全員にキラチケで配布され、エントリー者先着50人には限定写真が背景のジュエルドレスがプレゼントされる。この大会では排出したプリチケの背景が専用のだいあとのツーショット写真になる。
フェニックス杯
第78話でフェニックス仮面（アンジュ）が開催を宣言した大会。秋やフェニックスにまつわる様々な課題をこなし、最終予選を突破した1チームがフェニックス仮面との直接対決を行う。
最終的に決勝にはMiracle☆Kirattsが勝ち上がったが正体を現したアンジュに敗れ、アンジュはジュエルアイドルとなった。
ジュエルコレクション
ジュエルオーディションによって選ばれた10人のジュエルアイドルで行われる大会。基本ルールはだいあフェスと同じで、1人のライブごとに未完成のダイヤモンドジュエルコーデにジュエルの力が送り込まれ、優勝者にはジュエルチャンスが発動。虹ノ咲から完成したダイヤモンドジュエルコーデとダイヤモンドアイドルの称号が与えられる。
第89話で虹ノ咲が私利私欲のためにジュエルオーディションを企画・進行していたことが発覚し一時開催が危ぶまれたが、続く第90話で無事1か月後に開催されることが発表された。第99話で優勝はみらいに決まったが、ダイヤモンドコーデの力を使おうとした途端だいあが「みんな大嫌い」と激昂し暴走してしまう。
ゲーム版では、2月23日から4月1日まで登場するストーリー形式のチャンネルで挑戦可能。全18話（1週間ごとに6話ずつ追加）。会員証必須、キャラクターはマイキャラのみ、パシャリング☆ステーション、ハッピーレアストーリーはなし。また、特定の話数でジュエルコーデのフォロチケがもらえる他、6話ごとにジュエルチャンスが強制的に発動して「ダイヤモンドジュエルコーデ」のパーツがシューズ→ヘアアクセ→ワンピースの順にもらえる（ジュエルパワーは消費しない）。ただしキラチケにできない。

#### 3rdシーズン
プリンセスカップ
カガヤキコーポレーションの主催・赤城財閥との共催で開かれる真のトッププリ☆チャンアイドルを決める大会。
アイドルユニットと後述のマスコットがチームを組み、プリ☆チャンランド内の5つのエリアで開かれる大会でプリンセスとなってイルミナージュコーデを手に入れ、さらに多くのエリアでプリンセスとなったアイドルには、イルミナージュクイーンの称号が与えられる。
第1回（レインボースカイエリア、第106話）はMiracle☆Kirattsが、第2回（メロディーファンタジーエリア、第110話）はMeltic StArが、第3回（オーシャンマーメイドエリア、第119話）はRing Marryが、第4回（サンシャインサーカスエリア、第127話）はアリス・ペペロンチーノ、第5回（ムーンライトマジックエリア、第135話）は輝イブがそれぞれ勝利した。その後第141話で、アリスとイブがユニット『ALIVE』を結成したのを機に、ALIVEがサンシャインサーカスエリアのプリンセスになった。これにより空席となったムーンライトマジックエリアのプリンセスは、アンジュの指名で虹ノ咲だいあとマスコットのだいあが選ばれることになった。
なお、3rdシーズンではチームごとに使用するブランドが統一されている。各チームが使用するブランドはブランドの節を参照。
マスコット
3rdシーズンでみらいたちと共に活動する仲間。「プチマスコット」「プリティーマスコット」「アイドルマスコット」の3つの成長段階がある。多くは固有の語尾を持つほか、誕生日の概念がある。
バーチャルマスコットであるため、普通は直接体で触れ合うことはできないが、プリ☆チャンランド内では触れ合うことができる。また、長期間パートナーが存在しないマスコットはプリたまGOがリセットされ、存在が抹消される。ストーリー後半からは、既存のアイドルを基にしたマスコットも登場するようになった。（）内はゲーム版でのマスコットの成長度合いを表す星の数。
プチマスコット（星2個〜5個）
仲間になったばかりの姿。2ndシーズンまでのキラッCHUもこの姿である。プリ☆チャンランドの外ではルルナを除き、成長度にかかわらずこの姿になる。また、ランド内であっても一時的にこの姿になることは可能。だいあにはこの姿は存在しない。
プリティーマスコット（星6個〜9個）
成長した姿。妖精のような小さな人型になる。ソルルやルルナなど、この形態が存在しないマスコットもいる。
既存のアイドルを基にしたマスコットの場合は、基になったキャラクターの普段の姿をデフォルメした見た目になる。
アイドルマスコット(星10個）
完全に成長して一時的に人間化した姿。仲間のアイドルを「イルミナージュライブ」に導いたり、自分でライブをすることができる。数える単位も「匹」から「人」に変わる。なお、マスコットの普段着には共通して背中に小さな羽の飾りが付いている 。ライブ中のやってみたは全員共通（キャラクターによって演出の一部が変わり、ルルナのみ夜になっている）。
基本的にイルミナージュライブや配信によるいいねの蓄積、ルルナの魔法などによって変身するが、人間の背丈が必要な仕事を頼まれた時など自分の意思だけでアイドルマスコットになることもある。
前述の通り一時的な姿なので、普段はプリティーマスコットとして行動する。ライブが終わったり、この姿でいる必要がなくなると自動的に普段の姿に戻る。マスコット認定試験においては、一度でもアイドルマスコットになったことがある者はアイドルマスコットとして扱われる。
既存のアイドルを基にしたマスコットの場合は、基になったアイドルの姿になる。
クイーンズグランプリ
プリンセスカップによって決定した5組のプリンセスによって行われる大会。ジュエルコレクション同様にくじで決まった順番にライブを行い、最終的にいいねがたまった卵によるジャッジでイルミナージュクイーンが決定される。
ゲーム版では、イルミナージュコーデの登場順に戦うストーリー形式のチャンネルとして登場。2週間ごとに4話ずつ解放されていく。また、8話すべてをクリアしてさらに3回プレイすると、4回目に真の最終ステージが登場する。なお、W Daiaは登場せず、ALIVEはアリスとイブ単独でも登場する。4話・8話・最終ステージは必ずイルミナージュライブが発動し、さらにイルミナージュパレードとなり、3つのイルミナージュやってみたを連続で行う。最終ステージクリア後は、IRフルコーデ時に3回目のやってみたが専用の演出になる。

## アミューズメントゲーム
2018年4月19日に稼働開始。筐体は2014年から使用されていた『プリパラ』のものからリニューアルされる。「キラッとプリントシステム」を導入しており、前作の筐体に比べ横幅が2倍となっている。筐体は、今まで同様の縦長スクリーンがある側とスクリーンがなく「フォロチケこうかんボード」がある側からなる（以下前者を「右側」、後者を「左側」とする）。ボタンは赤青緑の通常ボタンが右側、特別な演出で用いる「キラッとボタン」が左側の筐体に設置されている。
2019年4月よりシーズン2『ジュエル』シリーズに移行し、一部の内容がリニューアルされた。
2020年4月からはシーズン3『プリたま』シリーズとして展開される。なお、開始直後より進行していた新型コロナウイルス感染拡大の影響のため、プリたま1弾の期間が7月29日まで実施されるなどの措置がとられた。
テレビアニメ終了後の2021年6月からは『プリティーオールフレンズ』シリーズとして展開される。プリティーオールフレンズ3弾（通算21期）が事実上の最終弾となり、2021年10月1日に後継タイトル『ワッチャプリマジ!』の展開が開始されて以降も平行して稼働されたが、2022年2月28日をもって順次稼働終了となる。

### ゲームシステム
基本的な遊び方は前作『プリパラ』とほぼ共通しているが、SNSをモチーフにした演出が多用されている。「チャンネル」には曲とメンバーを選んで自由にプレイできるものと、徐々に厳しくなっていくクリア条件 を満たして物語を進めていき、特別なコーデを手に入れるストーリー形式および対戦形式のものがある。
プレイヤーのランクは前作の「アイドルランク」に代わる10のクラスからなる「チャンネルランク」で表される。チャンネルランクは、プレイごとに蓄積する「フォロワー」（経験値）の数で上昇する。ライブやコーデの組み合わせで獲得した得点「いいね」の数が多いほど多くのフォロワーがたまる他、1stシーズン4弾以降は「いいね」の数が筐体ごとのデイリーランキングトップ10に入賞すると順位に応じて追加のフォロワーがもらえる。
1stシーズン5弾からは「キラッCHUポイント」が導入された。演奏中にマーク（ピンクは1点、金は30点）がある音符を正確に叩くと蓄積し、一定以上たまるとフォロワーや期間限定アイテムの報酬がもらえる。上限は200。「つづけておかいもの」でも蓄積する。
プリたまシリーズでは、「キラッCHUポイント」「なかよしポイント」は廃止される。これに伴いなかよしポイントで覚えられるやってみたは全てデフォルト解禁となる。

#### マイキャラ
初回プレイ時のマイキャラのエディットはライブ終了後からライブ前に変更され、初めてのライブからマイキャラを使用できるようになった。次回以降はエディット時に発行された会員証をゲーム開始時にスキャンすると作ったマイキャラで遊ぶことができる。
本作のマイキャラの声は前作と同じ『プリティーリズム』シリーズの歴代主人公の声4種類と新たに追加された前作『プリパラ』の登場人物を基にした声2種類の計6種類から選べる。本作では語尾ボイスが廃止されたため、言葉遣いが声ごとに決まっている。声のタイプおよび声優は以下。
- 「げんき」: 阿澄佳奈
- 「おっとり」: 伊藤かな恵（時々敬語口調が出る）
- 「つよき」: 大久保瑠美
- 「ピュア」: 加藤英美里（「〜しちゃう」が口癖）
- 「こあくま」: 牧野由依（新規。「〜なのだ」「〜だぞ」などが口癖）
- 「かっこいい」: 斎賀みつき（新規。一人称が「ボク」となり、男性口調になる）

また、声のタイプは顔のタイプごとに固定ではなくなった。

#### プリチケ
ゲーム終了時には前作と同じくプリチケがプリントアウトされるが、本作ではゲームで使用したマイキャラとコーデ、QRコードがプリントされた「プリチケ」（前作における「マイチケ」）とプレイヤーのステータス、顔写真 がプリントされた「フォロチケ」（前作における「トモチケ」）に分離される。他のプレイヤーとフォロチケを交換すると、そのプレイヤーのマイキャラにフォローをしたり、チームメンバー（以下「仲間」）として使用することができる。また、先述の通り「キラッとチャンス」の発動に成功するとラメが多用された「キラチケ」を入手できるが、キラチケ排出口はプリチケのそれとは異なっている。
キラチケを入手できなかった場合、「パシャリング☆ステーション」が始まる。マイキャラを記念撮影し、プリスタグラムに投稿される。他のプレイヤーが投稿した写真を閲覧したりフォローすることも可能。撮影した写真はプリチケ1枚につき一つずつ選択し、そのままプリチケの背景になる。ただし、キラチケやジュエルコーデ などは専用の背景になるためパシャリング☆ステーションはない。また、3rdシーズンではキラチケは当選式ではなく後述の「パカッとプリたまルーレット」で特定のレアリティのコーデを獲得しそれを排出した時に入手できる仕様となった。
プリチケのレアリティは下からN→R→SR→PR で、この上に以下のレアリティがある。太字のレアリティはワンピースのコーデしか存在しない。
- 1stシーズン : KR（キラッとコーデ）
- 2ndシーズン : JR（ジュエルコーデ）、HR、RR（キラチケ限定コーデ）
- 3rdシーズン : IR（イルミナージュコーデ）、ER（キラチケ限定コーデ）、FR、WR（複数のブランドを持つシークレットアイテム）、JR（ジュエルコーデ）、HR、RR（期間限定）

キラチケは、1stシーズンはPR とKR、2ndシーズンはキラリウムチャンスなどで部位・色などを指定して排出したJRと全てのRR、3rdシーズンはERとWR、ピュアジュエルコーデでないJRが該当する。なお、KR・JR・IRの発光などの特別な演出は自分のキャラクターにしか発生しない。
使用したプリチケのブランドおよび属性の組み合わせに応じて、以下のボーナスが加算される。なお、ここではトップスにはワンピースを含む。
- おすすめコーデ : コーデ全体の属性を演奏曲の属性と合わせる。コーデ全体の属性はトップスの属性で決まる。
- おすすめフルコーデ : 演奏曲と同じ属性で3つ以上のアイテムを揃える。必ず一つはトップスでなければならない。
- ブランドマッチ : 同じブランドのアイテムを2つ（ダブル）か3つ以上（トリプル）使う。
  - ブランドマッチ×2 : WRの両方のブランドでブランドマッチを成立させる。ボーナス得点も倍になる。
- シャッフルブランド : ブランドが全て異なる3つ以上のアイテムを使う。ブランド固有の3回目のやってみたは発動できない。
- レインボーボーナス、エッグレアボーナス、ファンタジーレアボーナス、ワンダーレアボーナス : 全て同じ種類・同じレアリティのRR、ER、FR、WRでフルコーデする。性質上、「ブランドマッチトリプル」（WRはブランドマッチトリプル×2）と必ず複合。他のフルコーデ系ボーナスとは異なり、トップスとボトムスの区別がある場合も4つ全て揃えなければならない。
- さいしんコーデボーナス : 最新弾のコーデアイテム全てに一律のボーナス得点が与えられる。個々に加算される。

なお、おすすめコーデとおすすめフルコーデは複合しない。
また、仲間のコーデ内容に対しても以下のボーナスが加算される。人数は自分を含めて計算される。成立させた人数が多いほど得点が増え、仲間同士で成立させることも可能。
- おすすめグループコーデ : 演奏曲と同じ属性の仲間と組む。仲間の属性もトップスかワンピースで決まる。ただし、自分も含めて2人以上の属性が演奏曲と一致していなければ成立しない。
- グループカラー : 同じ色のトップスを着た仲間と組む。色が同じであれば種類は不問。
- グループデザイン : 同じ型紙のトップスを着た仲間と組む。色違いでブランド・属性が異なっていたりRRなどが含まれていても成立する。
- グループランク : チャンネルランクが同じ仲間と組む。

フォロチケが足りない場合はランダムで決まったアニメのキャラクターが不足分を補うが、補填された不足分にボーナスは適用されない。

#### パカッとプリたまルーレット
プリたまシリーズの排出。ゲーム中でキャッチしたプリたまをルーレットで3つ選び（取り損ねた分のプリたまはNPCが補填する）、選ばれたプリたまの色に対応するレアリティのアイテムが提示され、そのうち1つだけ排出できる。また、追加課金した場合はその度にプリたまが1つ追加されて再びランダムで1つプリたまを選ぶ。なお、前の排出で選ばなかったコーデは次の排出の選択肢にも出てくる。合わせて最大9枚（ニコチケの場合は最大5枚）まで排出できる。

#### 難易度
1stシーズン3弾から難易度が選択可能になった。この時に「むずかしい」を選ぶと音符が色分けされて同じ色のボタンを押さなければならないようになる。青と緑のボタンを同時に押す音符も登場する。また、音符の数も変わりリズムゲーム自体の配点も増加する。

#### プリ☆チャンわちゃわちゃ会
1stシーズンはゲーム開始直後、2ndシーズン以降はライブ終了後に入るイベント。誰かにフォローされた場合、他の人に自分のフォロチケを使われた場合、1stシーズンは前回、2ndシーズン以降は今回のライブの成績がランキング10位以内に入った時などに、ボーナスフォロワーの内容が紹介される。背景はトップスのブランドで決まっている。

#### ○○チャンス
キラッとチャンスにおけるコーデは、マイキャラは着用したトップスのブランドの、アニメキャラはそのキャラクターのお気に入りブランドのキラッとコーデになる。ただし、通常ライブでもキラッとコーデを使っていた場合はそのままの姿で、大会チャンネルではその大会の賞品のコーデでライブする。
1stシーズン3弾からキラッとチャンスの発動確率が大きく上がっているが、代わりに前作の神チャレンジライブおよびスーパーアイドルタイム同様「1枚目の排出にSR以上のプリチケが最低一枚登場する」仕様に変更され必ずしもキラチケにはならなくなった。キラッとチャンスでキラチケを入手できた場合は、1枚目の排出で選べるコーデが全てキラチケになる。なお、キラチケが出る場合はキラッとチャンスの最後に演出が一つ追加される。
『ジュエル』シリーズでは新システム「ジュエルパワー」が導入され、会員証を使用してプレイし、ライブやプリチケ購入でジュエルパワーが5つ以上たまると次のライブでジュエルパワーを5つ消費して「ジュエルチャンス」が発動し、終了後専用のショップ画面でジュエルコーデのパーツがドレス（ワンピース）→シューズ→ヘアアクセの順番で1枚ずつ排出される。
ジュエルコーデが揃った場合は、次回プレイ時排出するジュエルコーデの色を一つ選ぶ。色はピンク、イエロー、ブルー、レッド、グリーン、パープル、ホワイト、ブラック、ゴールド、レインボー から選ぶことができ、次回以降のジュエルチャンスではその色のジュエルコーデが登場する。色違いもブランドおよび属性はオリジナルと同一。
ジュエルコーデの排出期間が終了した後、ジュエルパワーが残っている場合は残ったパワーを新しいキラッとジュエルに移すかどうか質問され、「同じジュエルコーデに引き続き挑戦する」か「新しいジュエルコーデに移行する」か選択できる。ジュエルパワーを移行した後は戻すことはできず、前者を選んだ場合も次のジュエルチャンスをもって自動的に新しいジュエルコーデに移行する。
ジュエル5弾からは、これまでに登場したジュエルコーデに再挑戦できるようになった。条件は最初のジュエルコーデの一色制覇。また、キラチケが当たった場合は最初のジュエルコーデを制覇していなくてもどの種類のジュエルコーデを排出するか選択可能。
2020年2月6日以降のジュエルチャンスおよび後述のアンコールライブには、通常のだいあとイメチェンだいあのどちらかがランダムで登場する。

### ジュエルシリーズのライブ後イベント
キラリウムチャンス
ライブの後、キラチケが当たった場合はジュエルパワーに関係なくジュエルチャンスに突入し、終了後には挑戦中のジュエルコーデの中から欲しいパーツと色を指定して入手することができる。ジュエルパワーは減らず、ジュエルパワーが最大であれば次のライブでも通常のジュエルチャンスが発動する。
なお、最初と最後の演出が通常のジュエルチャンスと異なる。
ジュエルパワーによるジュエルチャンスと同時にキラチケが当たった場合はキラリウムチャンスが優先される。なお、キラッとチャンス同様追加課金などのライブ以外の手段でキラチケを当てた場合はジュエルチャンスは省略されジュエルコーデ選択排出のみとなる。
だいあのレインボーマジック
ジュエル3弾からキラリウムチャンスに代わって登場。キラチケが当たると「レインボーマジック限定コーデのパーツ（種類は選べない）」か「ジュエルコーデ」のどちらかを選んで入手できる。排出される限定コーデはHRコーデや1stシーズンのキラッとコーデ などが虹色になった色違いとなっており（獲得できるコーデポイントは基本的にHRに準拠）、フルコーデを着せるとレインボーボーナスが付与される他、RRのキラチケを横に並べると専用の背景が繋がり一つの大きなイラストになる。ジュエルコーデはキラリウムチャンスと同様パーツと色 を選ぶことができ、ジュエルパワーも消費しない。
ジュエルチャンスと同時にキラチケが当たった場合は最後の演出が変化し、その後ジュエルオーディション画面でキラチケが当たったこととジュエルパワーが減らないことが伝えられる。ジュエルチャンスがない場合はショップ画面で当選が知らされる（キラリウムチャンスとは異なりキラチケが当たってもジュエルパワーが最大でなければジュエルチャンスはない）。
アンコールライブ
ジュエル3弾から登場。プリチケを出した後に観客が時々アンコールを要求してくる。この時に追加で100円を投入するとだいあが登場し、やってみた同様の連打と三度押しが行われ、今までのR、SR、PR、HR（2019年度枠のみ）のコーデパーツが二者択一で手に入る。選択肢は必ず一つが2018年度、もう一つが2019年度に登場したアイテムとなっている。辞退することも可能。
なお、これによる排出ではパシャリング☆ステーションはなく、専用のだいあとのツーショット写真が背景になる。また、キラチケは絶対に出てこない。
KRやJRを着ていた場合、連打終了後にコーデが光る。ただしJRの翼は生えない。
プリたまシリーズでは発生しない。

### イルミナージュコーデ
イルミナージュコーデは、はじめに3人のキャラクターの中からパートナーを1人選択し、そのキャラクターに対応したブランドとカラーのイルミナージュコーデを収集する。コーデ完成後には次のパートナーを選択する。
イルミナージュライブ発動に必要な「イルミナージュレアプリたま」は、マスコットの成長度を表す星を9個集めたその次のライブに必ず、それ以降はランダムで出現し、キャッチできればライブ終了後イルミナージュライブに移る。
イルミナージュレアプリたまはパカッとプリたまルーレットでは確定枠としてあらかじめ取り除かれ、残り2つをルーレットで決定する。なお、イルミナージュコーデを選ばなかった場合、プレゼントボックスには入らず消滅する。
それぞれのマスコットで初めてイルミナージュライブを発生させると、そのマスコットがライブで使用可能となる。排出したイルミナージュコーデは、次回以降のマスコットすくすくダイアリー画面にも表示される。

### プレゼントボックス
ジュエルシリーズから追加。ブランドランクを上げることで獲得できるコーデやジュエルチャンスでジュエルコーデを出さなかった場合のジュエルコーデ、ストーリー形式のチャンネルで賞品のコーデを獲得した時にキラチケが出た場合の賞品などが最大70日間保管され、タイトル画面で赤ボタンを押し会員証をスキャンするといつでも100円を投入してプリチケを出すことができる。なお、パシャリング☆ステーションはなく、プリチケの背景は自動で決まる。また、キラチケが当たった場合は通常プレイでキラチケが当たった場合と同様のキラチケ排出に移る。
プリたまシリーズでは、ピュアジュエルコーデなどのジュエルパクトを使うコーデはプレゼントボックスに送られる。こちらの排出期限は14日間。

### ニコチケをゲット!
ジュエル4弾で追加された新モードで、プレイするには会員証が必要。前作のドリームシアターモードに相当。200円でフルコーデが1枚のプリチケに揃った「ニコチケ」を入手することができる。ニコチケは通常のプリチケ2枚分の大きさとなっており、これについてくる「ニコフォロチケ」を使うと通常の倍のボーナスを獲得できる。なお、
ライブの演出は通常モードと変わらない。
「ニコチケをゲット！」モードでは、通常モードと以下の変更点がある。
- コーデは二者択一[注 120]。レアリティはPRまで。
- チャンス系は発動しない。
- パシャリング☆ステーション、アンコールライブはない。
- ハッピーレアストーリーが見られない。
- 「あたり」チケットが出現しない。
- ライブ後の読み込み中は、架空の雑誌『月刊NicoTicket☆』のページが表示される。ここでは現在排出できるニコチケのコーデが紹介されている。
- ショップが「ディアクラウン」に変わる。
- 「つづけておかいもの」の特典[注 121] が4枚目までは通常の2倍、5枚目は3倍になる。ただし、5枚買って必ずSR以上が出てくる保証はない。
- ジュエルシリーズのみ、キラチケが当たった場合はさらに100円を入れるように要求される。入れるとキラチケを通常通り入手可能。辞退した場合は次のプレイでキラチケが必ず当たる。

### レッツ☆パシャリングワールド
プリたま2弾から「ニコチケをゲット！」をリニューアルする形として登場。パシャリング☆ステーションのみを行うことができるモード。キャラクター、コーデ、撮影する仲間を選んだ後、様々なシチュエーションでの写真撮影を行う。途中でプリたまが出現し、最後はその中から二つがプリたまルーレットでランダムで選ばれ、二者択一でニコチケのコーデを入手できる。最後はプリスタグラムでほかの人の写真を見ることができる。また、1枚目に選んだ写真は投稿される（選んだ写真に複数人が写っていた場合は1人を写した写真の中からランダムで選ばれて投稿される）。

### ブランドについて
本作でのブランドの属性は稼働開始時点でラブリー・ポップ・クール・プレミアムの4種だったが、プリたま4弾からはナチュラル、プリたま5弾ではセレブが復活し、最終的には計6種となった。前作のコーデを引き継いだ場合、ナチュラルはラブリー、セレブはクールに統合されることになり、プリたまシリーズでナチュラル・セレブが復活して以降も引き続き同様の措置となる。また、本作ではトップスの属性によって、ライブ前の自己紹介の背景が変わり、アニメにおける以下のキャラクターのものが用いられている。
- ラブリー：みらい
- ポップ：えも
- クール：りんか
- プレミアム：アンジュ
- ナチュラル：アリス
- セレブ：イブ

### おひっこシステム
前作『プリパラ』で使用したプリチケを本作へデータ引継ぎを行うためのシステム。『プリパラ』で製作したコーデ、マイキャラを本作で使用することができる。
コーデは通常のプリチケ（ドリチケ含む）、ニンテンドー3DS版で製作したコーデ、ミルフィーコレクションの引き継ぎが可能だが、『プリパラ』の関連玩具に連動したコーデは引き継ぎ不可。
マイキャラは語尾ボイスを除く全パーツの引き継ぎ可能で、本作の初回プレイ時に変更も可能。ただし、コラボ作品のパーツは引き継ぎ不可（コラボ作品のコーデは引き継ぎ可能）。

### 使用楽曲
ジュエルシリーズ以降に追加された曲名がアルファベットのみの曲は、一部を除いてゲーム中ではカタカナに直して表記される。
| 曲名                                              | 作詞                                                | 作曲 | 編曲                                | 歌 | 登場時期                                                                          | 備考                                                                                        |
| ------------------------------------------------- | --------------------------------------------------- | --- | ----------------------------------- | --- | --------------------------------------------------------------------------------- | ------------------------------------------------------------------------------------------- |
| キラキラプリ☆チャンワールド                       | 坂井竜二                                            | サイトウヨシヒロ | サイトウヨシヒロ                    | 桃山みらい（林鼓子） 萌黄えも（久保田未夢）                                                                                               | 第1弾（2018年4月19日）                                                            | [ 75 ] [ 76 ]                                                                               |
| Let'sプリ☆チャン                                  | 坂井竜二                                            | あらケン | あらケン                            | 桃山みらい（林鼓子） 萌黄えも（久保田未夢）                                                                                               | 第1弾（2018年4月19日）                                                            | [ 76 ]                                                                                      |
| レディー・アクション！                            | 児玉雨子                                            | michitomo | KOJI oba                            | 桃山みらい（林鼓子） 萌黄えも（久保田未夢）                                                                                               | 第1弾（2018年4月19日）                                                            | [ 76 ] [ 77 ]                                                                               |
| ワン・ツー・スウィーツ                            | 児玉雨子                                            | michitomo | KOJI oba                            | 桃山みらい（林鼓子） | 第1弾（2018年4月19日）                                                            | [ 76 ] [ 78 ]                                                                               |
| スキスキセンサー                                  | 児玉雨子                                            | michitomo | KOJI oba                            | 萌黄えも（久保田未夢） | 第1弾（2018年5月10日）                                                            | [ 76 ] [ 79 ]                                                                               |
| キラッとスタート                                  | 古屋真                                              | オオヤギヒロオ | 陶山隼                              | Run Girls, Run! | 第2弾（2018年6月7日）                                                             | [ 80 ]                                                                                      |
| Play Sound☆                                       | 宮嶋淳子                                            | 松坂康司 | 松坂康司                            | 赤城あんな（芹澤優） 緑川さら（若井友希）                                                                                                 | 第2弾（2018年6月7日）                                                             | [ 80 ]                                                                                      |
| パシャッとパシャ☆ステでゴー！ 〜Go★Go Pri☆chan!〜 | 池畑伸人                                            | 山下洋介 | 山下洋介                            | マイキャラガールズ | 第2弾（2018年7月5日）                                                             | [ 80 ] [ 81 ]                                                                               |
| インフルエンサー                                  | 秋元康                                              | すみだしんや | 不明                                | 赤城あんな（芹澤優） 緑川さら（若井友希）                                                                                                 | 第3弾（2018年8月2日）                                                             | "うたってみた"シリーズ                                                                      |
| キラリ覚醒☆リインカーネーション                   | 結城麗花                                            | 結城麗花 | 賀佐泰洋                            | 青葉りんか（厚木那奈美） | 第3弾（2018年8月2日）                                                             | [ 82 ]                                                                                      |
| SUPER CUTIE SUPER GIRL                            | 栗原暁                                              | 栗原暁、久保田真悟 | 栗原暁、久保田真悟                  | Miracle Kiratts | 第3弾（2018年8月2日）                                                             | [ 82 ]                                                                                      |
| Forever Friends〜1/74億分の奇跡〜                 | 池畑伸人                                            | 長岡成貢 | 長岡成貢                            | マイキャラガールズ | 第3弾（2018年9月6日）                                                             | ゲーム『アイドルタイムプリパラ』楽曲                                                        |
| Forever Friends〜1/74億分の奇跡〜                 | 池畑伸人                                            | 長岡成貢 | 長岡成貢                            | 桃山みらい（林鼓子) だいあ（佐々木李子）                                                                                                  | プリティーオールフレンズ3弾（2021年10月28日）                                     | ゲーム『アイドルタイムプリパラ』楽曲                                                        |
| COMETIC SILHOUETTE                                | 真崎エリカ                                          | 矢鴇つかさ | 矢鴇つかさ                          | Meltic StAr | 第4弾（2018年10月4日）                                                            | [ 84 ]                                                                                      |
| Go! Up! スターダム!                               | 藤林聖子                                            | 瀬尾祥太郎(MONACA) | 広川恵一(MONACA) 瀬尾祥太郎(MONACA) | Run Girls, Run! | 第4弾（2018年10月4日）                                                            | [ 84 ]                                                                                      |
| LOVEマシーン                                      | つんく♂                                             | つんく♂ | 大西つよし                          | 桃山みらい（林鼓子) 紫藤める（森嶋優花）                                                                                                  | 第4弾（2018年10月18日）                                                           | "うたってみた"シリーズ                                                                      |
| スススス天才スマイル                              | 三重野瞳                                            | 長岡成貢 | 長岡成貢                            | マイキャラガールズ | 第4弾（2018年11月1日）                                                            | ゲーム『アイドルタイムプリパラ』楽曲                                                        |
| フォーチュン・カラット                            | 真崎エリカ                                          | 桑原聖(Arte Refact) | 酒井拓也(Arte Refact)               | 白鳥アンジュ（三森すずこ） | 第5弾（2018年12月6日）                                                            | [ 85 ]                                                                                      |
| 乙女アテンションプリーズ                          | 栗原暁(Jazzin' park)                                | 栗原暁(Jazzin' park) 前田佑                                                                                                   | 前田佑                              | Miracle Kiratts | 第5弾（2018年12月6日）                                                            | [ 85 ]                                                                                      |
| ミラクル☆キラッツ クリスマスメドレー              | 宮嶋淳子                                            | イギリス民謡（We wish you a merry Christmas） フェリックス・バーナード（ウィンターワンダーランド） ピアポント（ジングルベル） | 曽木琢磨                            | Miracle Kiratts | 第5弾（2018年12月6日） ジュエル5弾（2019年11月28日） プリたま4弾（2020年12月3日） | クリスマスシーズン限定                                                                      |
| ブランニュー・ハピネス!                           | 真崎エリカ                                          | 本多友紀 | 本多友紀 酒井拓也                   | ゆい（伊達朱里紗） らぁら（茜屋日海夏）                                                                                                   | 第5弾（2018年12月6日 - 2019年2月6日） プリたま6弾（2021年4月4日）                 | [ 88 ] [ 注 124 ]                                                                           |
| 寝ても覚めてもDREAMIN' GIRL                       | マイクスギヤマ                                      | 石塚玲依 | 石塚玲依                            | Meltic StAr | 第5弾（2018年12月20日）                                                           | [ 85 ]                                                                                      |
| U.S.A                                             | Donatella Cirelli Severo Lombardoni shungo.（訳詞） | Claudio Accatino Donatella Cirelli Anna Maria Gioco                                                                           | 石井健太郎                          | Miracle Kiratts Meltic StAr | 第5弾（2018年12月27日）                                                           | "うたってみた"シリーズ 元々はジョー・イエローの曲となるため、当該曲はカバーのカバーとなる。 |
| チョコッティこちょハート                          | 三重野瞳                                            | 友希 | 片桐周太郎                          | Meltic StAr | 第6弾（2019年2月7日）                                                             | [ 89 ]                                                                                      |
| ハッピーピクニック                                | 児玉雨子                                            | michitomo | KOJI oba                            | Miracle Kiratts Meltic StAr | 第6弾（2019年2月7日）                                                             | [ 89 ]                                                                                      |
| ありがとう、ごめんね、また明日                    | 池畑伸人                                            | 山下洋介 | 山下洋介                            | マイキャラガールズ | 第6弾（2019年2月21日）                                                            | ゲーム『アイドルタイムプリパラ』楽曲                                                        |
| パーフェクト・フィナーレ                          | 宮嶋淳子                                            | 松坂康司 | 松坂康司                            | iL'ange | 第6弾（2019年2月28日）                                                            | [ 89 ]                                                                                      |
| キラッとスタート（6人Ver.）                       | 古屋真                                              | オオヤギヒロオ | 陶山隼                              | Miracle StAr | 第6弾（2019年3月3日）                                                             | [ 89 ]                                                                                      |
| TOKIMEKI ハート・ジュエル♪                        | 真崎エリカ                                          | 矢鴇つかさ | 酒井拓也                            | 桃山みらい（林鼓子） | ジュエル1弾（2019年4月4日）                                                       | [ 90 ]                                                                                      |
| チャンとプリ☆チャンやってみた！                   | 三重野瞳                                            | 松坂康司 | 松坂康司                            | Miracle Kiratts | ジュエル1弾（2019年4月4日）                                                       | [ 90 ]                                                                                      |
| チャンとプリ☆チャンやってみた！                   | 三重野瞳                                            | 松坂康司 | 松坂康司                            | Meltic StAr | ジュエル4弾アンジュコレクション（2019年10月24日）                                 | 音源はMiracle Kirattsのものと同じだが歌詞は一部異なる。                                     |
| ダイヤモンドスマイル                              | 古屋真                                              | 加藤裕介 | 加藤裕介                            | Run Girls, Run! | ジュエル1弾まりあコレクション（2019年4月25日）                                    | [ 90 ]                                                                                      |
| シアワ星かわいい賛歌                              | 児玉雨子                                            | michitomo | KOJI oba                            | 金森まりあ（茜屋日海夏） | ジュエル1弾まりあコレクション（2019年4月25日）                                    | [ 90 ] [ 93 ]                                                                               |
| 夢色エナジー                                      | 花衣                                                | 成本智美 | 高橋修平                            | 青葉りんか（厚木那奈美） | ジュエル2弾（2019年5月23日）                                                      | [ 94 ]                                                                                      |
| オンリーマイジュエルコーデ                        | 三重野瞳                                            | 小松一也 |                                     | マイキャラガールズ | ジュエル2弾（2019年5月23日）                                                      | [ 94 ]                                                                                      |
| スペース！スパイス！スペクタクル！                | 真崎エリカ                                          | 矢鴇つかさ | 矢鴇つかさ                          | 紫藤める（森嶋優花） | ジュエル2弾めるコレクション（2019年6月27日）                                      | [ 94 ]                                                                                      |
| キューティ・ブレイキン                            | 児玉雨子                                            | michitomo | KOJI oba、michitomo                 | 黒川すず（徳井青空） | ジュエル3弾（2019年7月11日）                                                      | [ 96 ]                                                                                      |
| じゃんけんキラッと！プリ☆チャン                   | 宮嶋淳子                                            | トミタカズキ | トミタカズキ                        | 桃山みらい（林鼓子） | ジュエル3弾（2019年7月11日）                                                      | [ 96 ]                                                                                      |
| Make it!                                          | 森月キャス                                          | 渡辺徹 | 渡辺徹                              | i☆Ris | ジュエル3弾（2019年8月1日）                                                       | プリパラ5周年記念として登場                                                                 |
| GoGo!プリパライフ                                 | 三重野瞳                                            | 菅原幸枝 | 菅原幸枝                            | SoLaMi♡SMILE | ジュエル3弾（2019年8月1日）                                                       | プリパラ5周年記念として登場                                                                 |
| インディビジュアル・ジュエル                      | 児玉雨子                                            | michitomo | KOJI oba                            | Ring Marry | ジュエル3弾リングマリィコレクション（2019年8月8日）                               |                                                                                             |
| 夏祭り                                            | 破矢ジンタ                                          | 破矢ジンタ |                                     | Ring Marry | ジュエル3弾リングマリィコレクション（2019年8月8日）                               |                                                                                             |
| えもめきピッカーン                                | 児玉雨子                                            | michitomo | 松井ジャーマンJr.                   | 萌黄えも（久保田未夢） | ジュエル4弾（2019年9月19日）                                                      | [ 98 ]                                                                                      |
| フレンドパスワード                                | 宮嶋淳子                                            | 曽木琢磨 | 曽木琢磨                            | だいあ（佐々木李子） | ジュエル5弾（2019年11月28日）                                                     | 2019年9月29日から2019年10月14日までの期間限定で先行登場。歌詞は1番。                        |
| My Secret heArtbeats                              | 友希                                                | 友希 | 酒井拓也、脇眞富                    | 緑川さら（若井友希） | ジュエル4弾アンジュコレクション（2019年10月24日）                                 | ゲーム中での表記は「マイシークレットハートビーツ」。                                        |
| La La Meltic StAr                                 | 真崎エリカ                                          | 酒井拓也 | 酒井拓也                            | Meltic StAr | ジュエル5弾（2019年12月5日）                                                      | ゲーム中での表記は「ラ ラ メルティックスター」。                                            |
| ロケットハート                                    | 栗原暁(Jazzin' park)、前田佑                        | 栗原暁(Jazzin' park)、前田佑                                                                                                  | 栗原暁(Jazzin' park)、前田佑        | Miracle Kiratts | ジュエル5弾（2019年12月12日）                                                     |                                                                                             |
| ヒロインズドラマ                                  | 真崎エリカ                                          | 本多友紀 | 本多友紀                            | 赤城あんな（芹澤優） | ジュエル5弾だいあコレクション（2019年12月26日）                                   |                                                                                             |
| ツヨキ！ツインテールズ                            | 宮嶋淳子                                            | 成本智美 近藤圭一 | 賀佐泰洋                            | 萌黄えも（久保田未夢） 赤城あんな（芹澤優）                                                                                               | ジュエル5弾だいあコレクション（2020年1月9日）                                     |                                                                                             |
| ハート♥イロ♥トリドリ〜ム                          | 三重野瞳                                            | 山原一浩 | 山原一浩                            | 幸瀬なる（加藤英美里） | ジュエル6弾（2020年1月23日）                                                      | [ 99 ] [ 注 125 ]                                                                           |
| フレンドパスワード 〜Another World〜              | 宮嶋淳子                                            | 曽木琢磨 | 高橋修平                            | だいあ（佐々木李子） | ジュエル6弾（2020年2月6日）                                                       | 『フレンドパスワード 〜アナザーワールド〜』と表記                                           |
| ダイヤモンドスマイル（10人Ver.）                  | 古屋真                                              | 加藤裕介 | 加藤裕介                            | オール☆ジュエルアイドルズ | ジュエル6弾ダイヤモンドコレクション（2020年2月27日）                              | [ 99 ]                                                                                      |
| イルミナージュ・ランド                            | 只野菜摘                                            | 瀬尾祥太郎 (MONACA) | 瀬尾祥太郎 (MONACA)                 | Run Girls, Run! | プリたま1弾（2020年4月2日）                                                       | [ 100 ]                                                                                     |
| プリ☆チャンランドきちゃいまッCHU！                |                                                     | |                                     | Miracle Kiratts キラッCHU（山下七海） | プリたま1弾（2020年4月2日）                                                       | [ 100 ]                                                                                     |
| ミラクルコースター                                | 栗原暁(Jazzin' park)                                | 栗原暁(Jazzin' park) 前田佑                                                                                                   | 前田佑                              | Miracle Kiratts | プリたま1弾（2020年4月2日）                                                       | [ 100 ]                                                                                     |
| キラッとプリ☆チャンランド                         | ノマアキコ                                          | 石塚玲依 | 石塚玲依                            | キラッCHU（山下七海） | プリたま1弾（2020年7月5日）                                                       | [ 100 ]                                                                                     |
| キラッとプリ☆チャンランド                         | ノマアキコ                                          | 石塚玲依 | 石塚玲依                            | メルパン（大森日雅） | プリたま2弾（2020年8月2日）                                                       | [ 100 ]                                                                                     |
| キラッとプリ☆チャンランド                         | ノマアキコ                                          | 石塚玲依 | 石塚玲依                            | ラビリィ（田中美海） | プリたま3弾（2020年10月4日）                                                      | [ 100 ]                                                                                     |
| Merry Merry Fantasia!                             | 真崎エリカ                                          | 山本恭平 | 酒井拓也 矢鴇つかさ                 | Meltic StAr | プリたま2弾（2020年7月30日）                                                      | [ 101 ]                                                                                     |
| イルミなアイドルI☆RU☆YO                           | 三重野瞳                                            | ArmySlick Giz'Mo (from Jam9)                                                                                                  | ArmySlick                           | マイキャラガールズ | プリたま2弾（2020年8月27日）                                                      | [ 101 ]                                                                                     |
| コトバ・ブーケ                                    | 児玉雨子                                            | michitomo | michitomo ENIXES                    | Ring Marry | プリたま3弾（2020年10月1日）                                                      | [ 102 ]                                                                                     |
| チクタク・Magicaる・アイドルタイム！              | 児玉雨子                                            | michitomo | KOJI Oba                            | 激川ゆい（伊達朱里紗） | プリたま3弾（2020年10月29日）                                                     | [ 102 ] [ 注 127 ]                                                                          |
| おやくそくセンセーション                          | 浅利進吾                                            | 浅利進吾 | 浅利進吾                            | GOGO!MASCOTS | プリたま4弾（2020年12月3日）                                                      | [ 103 ]                                                                                     |
| sunshine smiles                                   | MIZUE                                               | すみだしんや | 前嶋康明                            | アリス・ペペロンチーノ（ファイルーズあい）                                                                                                | プリたま4弾（2020年12月3日）                                                      | [ 103 ]                                                                                     |
| Despertar del SOL!                                | 松井洋平                                            | 矢鴇つかさ | 矢鴇つかさ                          | ソルル（斎賀みつき） | プリたま4弾（2020年12月17日）                                                     | [ 103 ]                                                                                     |
| プラネタリウムの殻                                | 児玉雨子                                            | michitomo | 松井ジャーマンJr.                   | 輝イブ（指出毬亜） | プリたま5弾（2021年2月4日）                                                       | [ 104 ]                                                                                     |
| Lustro della LUNA                                 | 松井洋平                                            | 矢鴇つかさ | 矢鴇つかさ                          | ルルナ（山村響） | プリたま5弾（2021年2月4日）                                                       | [ 104 ]                                                                                     |
| アドリブ・デスティニー                            | 児玉雨子                                            | michitomo | KOJI oba きなみうみ                 | ALIVE | プリたま5弾（2021年3月7日）                                                       | [ 104 ]                                                                                     |
| ルミナンスプリンセス                              | 真崎エリカ                                          | 酒井拓也 | 酒井拓也                            | Run Girls, Run! | プリたま6弾（2021年4月1日）                                                       | [ 87 ]                                                                                      |
| ファイナルイルミネーション                        | 栗原暁（Jazzin' park）                              | 栗原暁（Jazzin' park） 前田佑                                                                                                 | 前田佑                              | Miracle Kiratts | プリたま6弾（2021年5月2日）                                                       | [ 87 ]                                                                                      |
| Awakening Light                                   | 松井洋平                                            | 矢鴇つかさ | 酒井拓也                            | ソルル（斎賀みつき） ルルナ（山村響） | プリたま6弾（2021年5月9日）                                                       | 『アウェイクニングライト』と表記                                                            |
| プリマ☆ドンナ?メモリアル!                         | 松井洋平                                            | 酒井拓也 桑原聖 | 酒井拓也 桑原聖                     | 春音あいら（阿澄佳奈） 上葉みあ（大久保瑠美） 彩瀬なる（加藤英美里） 真中らぁら（茜屋日海夏） 夢川ゆい（伊達朱里紗） 桃山みらい（林鼓子） | プリティーオールフレンズ1弾（2021年6月3日）                                       | [ 105 ]                                                                                     |
| 輝く永遠ヒストリー                                | 素直元気                                            | 長岡成貢 桜川ひばり | 長岡成貢                            | マイキャラガールズ | プリティーオールフレンズ2弾（2021年7月1日）                                       | [ 106 ]                                                                                     |

### CD
筐体で使用されている曲を収録したCDがタカラトミーアーツからプリズムストーン限定（実店舗・ネットショップ）で発売されている。
| 発売日        | タイトル                             | 規格品番  | 収録曲 |
| ------------- | ------------------------------------ | --------- | --- |
| 2019年5月25日 | GAME Pri☆chan Music Collection vol.1 | TTPC-0001 | - キラキラプリ☆チャンワールド - Let'sプリ☆チャン - パシャッとパシャ☆ステでゴー！ 〜Go★Go Pri☆chan!〜 - ミラクル☆キラッツ クリスマスメドレー - チョコッティこちょハート （ソロver.やカラオケver.も収録） |
| 2019年9月14日 | GAME Pri☆chan Music Collection vol.2 | TTPC-0002 | - ハッピーピクニック - LOVEマシーン - U.S.A. - Forever Friends 〜1/74億分の奇跡〜（プリ☆チャン2018ver. 他） - スススス天才スマイル（プリ☆チャン2018ver. 他） - ありがとう、ごめんね、また明日（プリ☆チャン2018ver. 他） （ゲームBGMやカラオケver.も収録） |
| 2021年8月7日  | GAME Pri☆chan BEST                   | TTPC-0003 | - キラキラプリ☆チャンワールド - Let'sプリ☆チャン - パシャッとパシャ☆ステでゴー！〜Go★Go Pri☆chan!〜 - ミラクル☆キラッツクリスマスメドレー - チョコッティこちょハート - ハッピーピクニック - Forever Friends〜1/74億分の奇跡〜（プリ☆チャン2018ver.） - スススス天才スマイル（プリ☆チャン2018ver.） - ありがとう、ごめんね、また明日（プリ☆チャン2018ver.） - チャンとプリ☆チャンやってみた！ - オンリーマイジュエルコーデ - チャンとプリ☆チャンやってみた！メルティックスターver. - プリ☆チャンランドきちゃいまッCHU！ - イルミなアイドルI☆RU☆YO - 輝く永遠ヒストリー |

## 家庭用ゲーム
本作品自体の家庭用ゲームは発売されなかったものの、アニメ本編開始に先駆けて、2018年3月22日発売のNintendo Switch用ゲームソフト『プリパラ オールアイドルパーフェクトステージ！』にて、桃山みらいが登場する。ゲーム内では、みらいと共にプリパラのキャラクターたちとプリパラシリーズの物語を追体験したり、プリパラの楽曲のリズムゲームで遊ぶことができる。

## コラボレーション
2018年12月6日から2019年2月6日までの期間限定で、魔法×戦士 マジマジョピュアーズ!とのコラボレーションを実施。
2019年5月23日から7月10日までの期間限定で、名探偵コナンとのコラボレーションを「名探偵コナンチャンネル」にて実施。コラボコーデ（えどがわコナンコーデ、かいとうキッドコーデ）、マイキャラパーツ（はんにんついせきめがね）、新デザインの会員証が登場。
2019年7月11日から8月28日までの期間限定で、ひみつ×戦士 ファントミラージュ!とのコラボレーションを「ファントミラージュチャンネル」にて実施。アニメ第68話でも、ファントミラージュとのコラボが実施された。
2019年8月18日から9月18日までおよび2020年7月30日から9月30日までの期間限定で、すみっコぐらしとのコラボレーションを「すみっコぐらしチャンネル」にて実施。
2020年7月30日から9月30日および、12月3日から2021年2月3日までの期間限定で、ポリス×戦士 ラブパトリーナ!とのコラボレーションを「ラブパトリーナチャンネル」にて実施。
2021年3月26日から4月22日までの期間限定で、ガッチャ!モールにウエルシアグループのキャラクター「うえたん」のコーデが登場。

## アニメ
2018年4月8日から2021年5月30日まで、過去のシリーズ作品と同じくテレビ東京系列にて放送された。アニメーション制作も『プリパラ』『アイドルタイムプリパラ』に引き続いてタツノコプロとDONGWOO A&Eの共同制作だが、監督やシリーズ構成、音楽などの主要スタッフが『プリパラ』シリーズから一新される。
本作のメインキャストとOP主題歌にはRun Girls, Run!を起用。また、i☆Risをはじめ、過去のシリーズの出演者も多数出演している。
過去のシリーズ同様、通常シーンは2Dによる作画、ライブシーンは3DCGによるトゥーンレンダリング描写である。また、ストーリー上重要でないモブキャラ（ライブの観客など）の作画は簡略化されて描かれている。
2019年4月7日より、2ndシーズンを放送開始。放送開始に先立ち、同年3月24日 16:55 - 17:15にテレビ東京系列で『キラッとプリ☆チャン えもい新シーズン徹底紹介SP』を放送。
2020年4月5日からは3rdシーズンが放送開始。また、新型コロナウイルスの感染拡大の影響により、同年5月3日に放送予定であった第107話以降の新作の放送を延期することになり、同日から5月31日までは「キラッとプリ☆チャン キラッとセレクション」として過去に放送した話数の中から傑作選として放送し、6月7日から3rdシーズンを再スタートとする形で第103話（3rdシーズン第1話）から再放送を実施し、7月5日から第107話以降を放送を再開した。そのため、第107話以降作中の季節が現実より約2か月遅れている。また、第133話のバーチャルプリ☆チャンランドの回は当初制作予定は無かったが、一度目の緊急事態宣言の直前以降にプリ☆チャンらしくステイホームを応援するために急遽制作されたものである。
2020年12月6日には、2021年4月より「クイーンズグランプリ編」を放送開始することがアナウンスされた が、実際はコロナ禍の影響で3rdシーズンのクライマックス部分が4月以降にずれ込んだ分を便益上纏める形となっている。
なお、本作はプリティーシリーズのみならず、タツノコプロが制作したテレビアニメ作品の中でも、単一タイトルとしては放送期間最長かつ最多話数を記録している。

### スタッフ
- 原作 - タカラトミーアーツ、シンソフィア
- 監督 - 博史池畠
- チーフディレクター - Park Chi Man
- 助監督 - 川瀬まさお
- シリーズ構成 - 兵頭一歩
- キャラクター原案 - 梨本裕美、内藤晶子
- キャラクターデザイン - 満田一、Cha Sang Hoon
- プロップデザイン - 児玉和子、山崎健志、Kim Young Beom
- サブデザイン - 那花優統（103話 - ）
- 作画監督 - Song Seung Taik、Song Hyun Ju、Kang Boo Young（第1 - 12話）→Han Seung Jin（第13話 - ）、Jung Ji Moon
- 色彩設定 - 赤間三佐子
- 色彩設計 - Lee Yu Jin
- 美術設定 - 比留間崇、Lee Hoi Young、吉﨑正樹（第7話、第19・20話、第22話、第32・33話、第35話、第39話 - 第42話）、桃内ツトム（第8・9話、第15・16話、第29 - 31話、第34話、第37話 - ）、太田英明（第52話 - ）
- 美術ボード - 齋藤緋沙子、江口祥重、太田英明（第1話、第52話 - ）、桃内ツトム（第7 - 9話、第15・16話、第29 - 31話、第34話、第37話 - ）、板井理英子（第10話、第17話、第19話、第23・24話、第27・28話、第39話 - 第42話）、猿谷勝己（第54話 - ）
- CGディレクター - 乙部善弘
- 背景監督 - Lee Hoi Young
- 背景デザイン - Lee Won Gu
- 撮影監督 - Huh Tae Hee
- 編集 - 宮城重夫（第1 - 12話）→三嶋章紀（第13話 - ）
- 映像編集 - Noh Jae Eun
- 音楽 - 加藤達也[注 131]
- 音響監督 - 長崎行男[129]
- 音楽制作 - avex pictures
- 番組宣伝 - 波多野友梨（1話 - 13話）→金珠愛（14話 - 22話）→西野友貴（23話 - 49話）→結城慶（50話 - 105話）→大江繭子（106話 - ）
- アニメーションプロデューサー - 金子未来、Kang Seok Woo
- プロデューサー - 高林庸介、鈴木祐治（第1 - 9話）→中村剛之（第10話 - ）、矢島佳奈（1話 - 108話）→石黒達也（109話 - ）、Lee Se Eun
- アニメーション共同制作 - タツノコプロ、DONGWOO A&E
- 製作 - テレビ東京、プリ☆チャン製作委員会

### 主題歌・挿入歌

#### オープニングテーマ
| 曲名                     | 作詞                  | 作曲                  | 編曲                                    | 歌              | 使用話数          | 挿入歌                                                                             | 補足       |
| ------------------------ | --------------------- | --------------------- | --------------------------------------- | --------------- | ----------------- | ---------------------------------------------------------------------------------- | ---------- |
| キラッとスタート         | 古屋真                | オオヤギヒロオ        | 陶山隼                                  | Run Girls, Run! | 1 - 26            | 3 - 11、13 - 14、16 - 23、25、27、31 - 34、36、38、40 - 42、47                     | [ 注 134 ] |
| Go! Up! スターダム!      | 藤林聖子              | 瀬尾祥太郎(MONACA)    | 広川恵一（MONACA） 瀬尾祥太郎（MONACA） | Run Girls, Run! | 27 - 39           |                                                                                    | [ 注 135 ] |
| never-ending!!           | 宮崎まゆ（SUPA LOVE） | 宮崎まゆ（SUPA LOVE） | 賀佐泰洋（SUPA LOVE）                   | Run Girls, Run! | 40 - 49、51       |                                                                                    | [ 注 136 ] |
| ダイヤモンドスマイル     | 古屋真                | 加藤裕介              | 加藤裕介                                | Run Girls, Run! | 52 - 77           | 54、55、58、59、63、64、66 - 68、70、72 - 74、79、80、82、86 - 89、92、95、99、101 | [ 注 138 ] |
| キラリスト・ジュエリスト | 只野菜摘              | 広川恵一（MONACA）    | 広川恵一（MONACA）                      | Run Girls, Run! | 78 - 99、101、102 |                                                                                    | [ 注 139 ] |
| イルミナージュ・ランド   | 只野菜摘              | 瀬尾祥太郎（MONACA）  | 瀬尾祥太郎（MONACA）                    | Run Girls, Run! | 103 - 128         | 106、108、110、113、117、119、127、129、130、135、140、149                         | [ 注 141 ] |
| ルミナンスプリンセス     | 真崎エリカ            | 酒井拓也              | 酒井拓也                                | Run Girls, Run! | 129 - 141         |                                                                                    |            |
| ドリーミング☆チャンネル! | 松井洋平              | 本多友紀              | 河合泰志                                | Run Girls, Run! | 142 - 152         |                                                                                    | [ 注 142 ] |

第50話・第100話・第153話はオープニング無し。

#### 挿入歌
| 曲名                                 | 作詞                           | 作曲                           | 編曲                           | 歌 | 使用話数                                                      | 補足                                                                                    |
| ------------------------------------ | ------------------------------ | ------------------------------ | ------------------------------ | --- | ------------------------------------------------------------- | --------------------------------------------------------------------------------------- |
| レディー・アクション！               | 児玉雨子                       | michitomo                      | KOJI oba                       | 桃山みらい（林鼓子） 萌黄えも（久保田未夢）                                                                                               | 1、2、5、8、9、11 - 14、30                                    |                                                                                         |
| ワン・ツー・スウィーツ               | 児玉雨子                       | michitomo                      | KOJI oba                       | 桃山みらい（林鼓子） | 3 - 5、12、21、26                                             |                                                                                         |
| スキスキセンサー                     | 児玉雨子                       | michitomo                      | KOJI oba                       | 萌黄えも（久保田未夢） | 6 - 7、12、20、26、41                                         |                                                                                         |
| Play Sound☆                          | 宮嶋淳子                       | 松坂康司                       | 松坂康司                       | 赤城あんな（芹澤優） 緑川さら（若井友希）                                                                                                 | 9、10、12 - 14、18、22、30                                    | 第25話は歌はなく曲のみ登場。                                                            |
| キラリ覚醒☆リインカーネーション      | 結城麗花                       | 結城麗花                       | 賀佐泰洋                       | 青葉りんか（厚木那奈美） | 15 - 17、20、26                                               |                                                                                         |
| SUPER CUTIE SUPER GIRL               | 栗原暁                         | 栗原暁、久保田真悟             | 栗原暁、久保田真悟             | Miracle Kiratts | 17 - 19、23、27、28、30、31、44、48、49、55、60、76、133、147 |                                                                                         |
| 赤城ゴーゴーアニマルパーク           | 友希                           | 友希                           |                                | 緑川さら（若井友希） | 20                                                            | 演奏は芹澤優が担当。                                                                    |
| キラパーの歌                         | 友希                           | 友希                           | 不明                           | 22、29 |                                                               |                                                                                         |
| COMETIC SILHOUETTE                   | 真崎エリカ                     | 矢鴇つかさ                     | 矢鴇つかさ                     | Meltic StAr | 24、25、27、30、32、33、48                                    |                                                                                         |
| フォーチュン・カラット               | 真崎エリカ                     | 桑原聖（Arte Refact）          | 酒井拓也（Arte Refact）        | 白鳥アンジュ（三森すずこ） | 28、29、35、39、45、50、76、79、80、82、90、99、147           | 第79話からステージ演出が一部変更。                                                      |
| おしゃまトリックスの歌               | 澁谷梓希                       | 澁谷梓希                       |                                | おしゃまトリックス | 30、37、43、61、81                                            |                                                                                         |
| 乙女アテンションプリーズ             | 栗原暁（Jazzin' park）         | 栗原暁（Jazzin' park） 前田佑  | 前田佑                         | Miracle Kiratts | 32、34、38、39、42、43、47、48、50、51、66、69、76、77、79    |                                                                                         |
| HEY コットン                         | 福田裕子 友希                  | 友希                           |                                | 緑川さら（若井友希） | 33                                                            |                                                                                         |
| 寝ても覚めてもDREAMIN' GIRL          | マイクスギヤマ                 | 石塚玲依                       | 石塚玲依                       | Meltic StAr | 36 - 40、47、48、51、61、62、77、137                          |                                                                                         |
| Dream Goes On                        | 池畑伸人                       | 長岡成貴                       | 長岡成貴                       | 青葉ジュンコ（井上喜久子） | 42                                                            |                                                                                         |
| チョコッティこちょハート             | 三重野瞳                       | 友希                           | 片桐周太郎                     | Meltic StAr | 43                                                            | ステージ曲用だがアニメではステージ未放送。                                              |
| パーフェクト・フィナーレ             | 宮嶋淳子                       | 松坂康司                       | 松坂康司                       | iL'ange | 46、47、50                                                    | やってみたは2つ連続で披露。                                                             |
| キラッとスタート                     | 古屋真                         | オオヤギヒロオ                 | 陶山隼                         | Miracle StAr | 50、153                                                       | 第50話のやってみたは2回に分けて3つ披露。                                                |
| TOKIMEKIハート・ジュエル♪            | 真崎エリカ                     | 矢鴇つかさ                     | 酒井拓也                       | 桃山みらい（林鼓子） | 52、54、64、70、74、99                                        | ゲーム版とは使用されているステージが異なる。第99話のやってみたはアニメオリジナル。      |
| シアワ星かわいい賛歌                 | 児玉雨子                       | michitomo                      | KOJI oba                       | 金森まりあ（茜屋日海夏） | 53、54、56 - 58、67、70、98                                   |                                                                                         |
| かわいい向上委員会の歌               | 佐々木李子                     | 佐々木李子                     | -                              | かわいい向上委員会 | 54、73、97、116                                               |                                                                                         |
| スススス天才スマイル                 | 三重野瞳                       | 長岡成貢                       | 長岡成貢                       | マイキャラガールズ | 55、111                                                       | BGMとして使用されている。                                                               |
| 夢色エナジー                         | 花衣                           | 成本智美                       | 高橋修平                       | 青葉りんか（厚木那奈美） | 58、59、70、74、83、97                                        |                                                                                         |
| スペース！スパイス！スペクタクル！   | 真崎エリカ                     | 矢鴇つかさ                     | 矢鴇つかさ                     | 紫藤める（森嶋優花） | 63、64、70、74、98                                            |                                                                                         |
| キューティ・ブレイキン               | 児玉雨子                       | michitomo                      | KOJI oba、michitomo            | 黒川すず（徳井青空） | 65、67、70、82、85、98                                        |                                                                                         |
| キューティ・ブレイキン               | 児玉雨子                       | michitomo                      | KOJI oba、michitomo            | オフヴォーカル | 132                                                           | おしゃまトリックスのダンスレッスンの際に流したBGMとして使用されている。ノンクレジット。 |
| インディビジュアル・ジュエル         | 児玉雨子                       | michitomo                      | KOJI oba                       | Ring Marry | 68、69、72、74、77、90、94、102、115、153                     |                                                                                         |
| キラッチュ絵描き歌                   | 冨田頼子                       | 高橋修平                       | 高橋修平                       | 桃山みらい（林鼓子） | 71                                                            |                                                                                         |
| えもめきピッカーン                   | 児玉雨子                       | michitomo                      | 松井ジャーマン Jr.             | 萌黄えも（久保田未夢） | 71、72、75、85、87、97                                        |                                                                                         |
| My Secret heArtbeats                 | 友希                           | 友希                           | 酒井拓也、脇眞富               | 緑川さら（若井友希） | 73、74、82、85、98                                            |                                                                                         |
| フレンドパスワード                   | 宮嶋淳子                       | 曽木琢磨                       | 曽木琢磨                       | 虹ノ咲だいあ（佐々木李子） | 77、78、89、90、99                                            | 77話・78話は1番、89話以降は2番。                                                        |
| La La Meltic StAr                    | 真崎エリカ                     | 酒井拓也                       | 酒井拓也                       | Meltic StAr | 81、90、92、106、143                                          |                                                                                         |
| ロケットハート                       | 栗原暁（Jazzin' park）、前田佑 | 栗原暁（Jazzin' park）、前田佑 | 栗原暁（Jazzin' park）、前田佑 | Miracle Kiratts | 84、90、95                                                    |                                                                                         |
| ヒロインズドラマ                     | 真崎エリカ                     | 本多友紀                       | 本多友紀                       | 赤城あんな（芹澤優） | 86、97                                                        |                                                                                         |
| ツヨキ！ツインテールズ               | 宮嶋淳子                       | 成本智美 近藤圭一              | 賀佐泰洋                       | 萌黄えも（久保田未夢） 赤城あんな（芹澤優）                                                                                               | 88、91                                                        |                                                                                         |
| ハート♥イロ♥トリドリ〜ム             | 三重野瞳                       | 山原一浩                       | 山原一浩                       | 幸瀬なる（加藤英美里） | 91、92、96                                                    | [ 注 125 ]                                                                              |
| フレンドパスワード 〜Another World〜 | 宮嶋淳子                       | 曽木琢磨                       | 高橋修平                       | だいあ（佐々木李子） | 93 - 95                                                       |                                                                                         |
| MEMORIES FOR FUTURE                  | 真崎エリカ                     | 本多友紀                       | 本多友紀                       | 桃山みらい（林鼓子） 虹ノ咲だいあ（佐々木李子）                                                                                           | 100、102                                                      | アニメオリジナル楽曲だが、後継作品『ワッチャプリマジ！』にて2023年3月30日より登場。     |
| ダイヤモンドスマイル                 | 古屋真                         | 加藤裕介                       | 加藤裕介                       | オール☆ジュエルアイドルズ | 101                                                           |                                                                                         |
| ミラクルコースター                   | 栗原暁(Jazzin' park)           | 栗原暁(Jazzin' park) 前田佑    | 前田佑                         | Miracle Kiratts | 103 - 106、108、110、113、117、119、127、135、142             |                                                                                         |
| キラッとプリ☆チャンランド            | ノマアキコ                     | 石塚玲依                       | 石塚玲依                       | キラッCHU（山下七海） | 107、108、114                                                 |                                                                                         |
| キラッとプリ☆チャンランド            | ノマアキコ                     | 石塚玲依                       | 石塚玲依                       | メルパン（大森日雅） | 111、114                                                      |                                                                                         |
| キラッとプリ☆チャンランド            | ノマアキコ                     | 石塚玲依                       | 石塚玲依                       | キラッCHU（山下七海） メルパン（大森日雅）                                                                                                | 112                                                           |                                                                                         |
| キラッとプリ☆チャンランド            | ノマアキコ                     | 石塚玲依                       | 石塚玲依                       | ラビリィ（田中美海） | 120                                                           |                                                                                         |
| キラッとプリ☆チャンランド            | ノマアキコ                     | 石塚玲依                       | 石塚玲依                       | GOGO!MASCOTS | 121                                                           | ライブ映像はキラッCHU、メルパン、ラビリィのリレーverで、やってみたはラビリィverを適用   |
| Merry Merry Fantasia!                | 真崎エリカ                     | 山本恭平                       | 酒井拓也 矢鴇つかさ            | Meltic StAr | 109 - 111、113、119、122、127、135、146、148                  |                                                                                         |
| コトバ・ブーケ                       | 児玉雨子                       | michitomo                      | michitomo ENIXES               | Ring Marry | 116、119、120、127、130、135、139、148                        | やってみたはゲーム版の2回目と3回目を連続で披露。                                        |
| プリマ☆ドンナ?メモリアル!            | 松井洋平                       | 桑原聖 酒井拓也                | 桑原聖 酒井拓也                | 春音あいら（阿澄佳奈） 上葉みあ（大久保瑠美） 彩瀬なる（加藤英美里） 真中らぁら（茜屋日海夏） 夢川ゆい（伊達朱里紗） 桃山みらい（林鼓子） | 118                                                           | [ 注 152 ]                                                                              |
| チクタク・Magicaる・アイドルタイム！ | 児玉雨子                       | michitomo                      | KOJI Oba                       | 激川ゆい（伊達朱里紗） | 122、123、125                                                 | [ 注 153 ]                                                                              |
| おやくそくセンセーション             | 浅利進吾                       | 浅利進吾                       | 浅利進吾                       | GOGO!MASCOTS | 124、131、139、147、153                                       |                                                                                         |
| sunshine smiles                      | MIZUE                          | すみだしんや                   | 前嶋康明                       | アリス・ペペロンチーノ（ファイルーズあい）                                                                                                | 126 - 129、135、138                                           |                                                                                         |
| Despertar del SOL!                   | 松井洋平                       | 矢鴇つかさ                     | 矢鴇つかさ                     | ソルル（斎賀みつき） | 128、130                                                      |                                                                                         |
| いたずらカーニバル!!                 | DECO*27                        | DECO*27                        | Rockwell                       | おしゃまトリックス | 132、133、147                                                 |                                                                                         |
| イルミナージュ・ランド               | 只野菜摘                       | 瀬尾祥太郎（MONACA）           | 瀬尾祥太郎（MONACA）           | Miracle StAr Ring Marry アリス・ペペロンチーノ（ファイルーズあい）                                                                        | 134                                                           |                                                                                         |
| プラネタリウムの殻                   | 児玉雨子                       | michitomo                      | 松井ジャーマンJr.              | 輝イブ（指出毬亜） | 134、135、140                                                 |                                                                                         |
| Lustro della LUNA                    | 松井洋平                       | 矢鴇つかさ                     | 矢鴇つかさ                     | ルルナ（山村響） | 136、137                                                      |                                                                                         |
| アドリブ・デスティニー               | 児玉雨子                       | michitomo                      | KOJI oba きなみうみ            | ALIVE | 141、142、149、150                                            | ゲーム版とは使用されているステージが異なる。                                            |
| MEMORIES FOR FUTURE -Ray-            | 真崎エリカ                     | 本多友紀                       | 河合泰志                       | W Daia | 144、148                                                      | やってみたはアニメオリジナル。                                                          |
| ブランニュー・ハピネス!              | 真崎エリカ                     | 本多友紀                       | 本多友紀 酒井拓也              | 激川ゆい（伊達朱里紗） らぁら（茜屋日海夏）                                                                                               | 145、147                                                      | [ 注 124 ]                                                                              |
| ファイナルイルミネーション           | 栗原暁（Jazzin' park）         | 栗原暁（Jazzin' park） 前田佑  | 前田佑                         | Miracle Kiratts | 149                                                           |                                                                                         |
| ファイナルイルミネーション           | 栗原暁（Jazzin' park）         | 栗原暁（Jazzin' park） 前田佑  | 前田佑                         | Miracle Kiratts キラッCHU（山下七海） | 151、153                                                      |                                                                                         |
| Awakening Light                      | 松井洋平                       | 矢鴇つかさ                     | 酒井拓也                       | ソルル（斎賀みつき） ルルナ（山村響） | 150 - 152                                                     | [ 注 128 ]                                                                              |
| ドリーミング☆チャンネル!             | 松井洋平                       | 本多友紀                       | 河合泰志                       | Pri☆chan All Star | 152                                                           | [ 注 154 ]                                                                              |

上記以外にも作詞・作曲 - 友希 / 歌 - 緑川さら（若井友希）によるものや、第35話で萌黄夏門（大塚芳忠）が歌っているものといった、曲名のない挿入歌が存在する。

### 各話リスト
| 話数                          | サブタイトル                               | 脚本                          | 絵コンテ                      | ストーリーボード              | 演出                          | アニメーション 演出           | プリ☆チャン ライブ演出        | 作画監修                      | 放送日 (TXN)                  |
| 1stシーズン（第1話 - 第51話） | 1stシーズン（第1話 - 第51話）              | 1stシーズン（第1話 - 第51話） | 1stシーズン（第1話 - 第51話） | 1stシーズン（第1話 - 第51話） | 1stシーズン（第1話 - 第51話） | 1stシーズン（第1話 - 第51話） | 1stシーズン（第1話 - 第51話） | 1stシーズン（第1話 - 第51話） | 1stシーズン（第1話 - 第51話） |
| ----------------------------- | ------------------------------------------ | ----------------------------- | ----------------------------- | ----------------------------- | ----------------------------- | ----------------------------- | ----------------------------- | ----------------------------- | ----------------------------- |
| 第1話                         | キラッとプリ☆チャンやってみた！            | 兵頭一歩                      | 博史池畠                      | Park Chi Man Nam Sung Min     | 博史池畠                      | Park Chi Man                  | 安藤尚也 川瀬まさお           | 斉藤里枝 川島尚               | 2018年 4月8日                 |
| 第2話                         | フラワーショップで プリ☆チャンやってみた！ | 兵頭一歩                      | 博史池畠                      | Nam Sung Min An Jai Ho        | 川瀬まさお                    | Nam Sung Min                  | 安藤尚也                      | 斉藤里枝 川島尚               | 4月15日                       |
| 第3話                         | アイドルソングつくってみた！               | 兵頭一歩                      | 柊陽菜                        | Choi Hun Cheol Na Ki Chual    | 江島泰男                      | Na Ki Chual                   | 安藤尚也                      | 斉藤里枝 川島尚               | 4月22日                       |
| 第4話                         | スイーツをアピールしてみた！               | 福田裕子                      | 川瀬まさお                    | Jeon Byung Cheol Nam Sung Min | 川瀬まさお                    | Jeon Byung Cheol              | 安藤尚也                      | 斉藤里枝 川島尚               | 4月29日                       |
| 第5話                         | ガッツでアツくなってみた！                 | 雑破業                        | 博史池畠                      | Park Chi Man Nam Sung Min     | 黒瀬大輔                      | Park Chi Man                  | 安藤尚也 川瀬まさお           | 斉藤里枝 川島尚               | 5月6日                        |
| 第6話                         | エール、送ってみた！                       | 佐藤裕                        | 髙田昌豊                      | Nam Sung Min An Jai Ho        | 髙田昌豊                      | Nam Sung Min                  | 安藤尚也                      | 斉藤里枝 川島尚               | 5月13日                       |
| 第7話                         | ねこ動画を撮ってみた！                     | 冨田頼子                      | 山本三輪子 金崎貴臣           | Choi Hun Cheol Na Ki Chual    | 野木森達哉                    | Na Ki Chual                   | 安藤尚也                      | 斉藤里枝 川島尚               | 5月20日                       |
| 第8話                         | ヘア&メイクでおしゃれしてみた！            | 福田裕子                      | 柊陽菜                        | Jeon Byung Cheol Nam Sung Min | 米田光宏                      | Jeon Byung Cheol              | 安藤尚也                      | 斉藤里枝 川島尚               | 5月27日                       |
| 第9話                         | ワタクシ、チャレンジしてみましたわ！       | 雑破業                        | 黒瀬大輔                      | Park Chi Man Nam Sung Min     | 黒瀬大輔                      | Park Chi Man                  | 安藤尚也 川瀬まさお           | 斉藤里枝 川島尚               | 6月3日                        |
| 第10話                        | ライバルとデートしてみた！                 | 佐藤裕                        | 仁賀緑朗                      | Nam Sung Min An Jai Ho        | 徳野雄士                      | Nam Sung Min                  | 安藤尚也                      | 斉藤里枝 川島尚               | 6月10日                       |
| 第11話                        | はじめてスペシャルやってみた！             | 中村能子                      | 博史池畠                      | Choi Hun Cheol Na Ki Chual    | 白石空                        | Na Ki Chual                   | 安藤尚也                      | 斉藤里枝 川島尚 満田一        | 6月17日                       |
| 第12話                        | ハートを燃やしてみた！                     | 冨田頼子                      | 柊陽菜                        | Jeon Byung Cheol Nam Sung Min | 黒瀬大輔                      | Jeon Byung Cheol              | 安藤尚也                      | 斉藤里枝 川島尚 満田一        | 6月24日                       |
| 第13話                        | 桃山みらいが、とんでみた！                 | 兵頭一歩                      | 渡辺健一郎                    | Park Chi Man Nam Sung Min     | 渡辺健一郎                    | Park Chi Man                  | 安藤尚也                      | 斉藤里枝 川島尚 満田一        | 7月1日                        |
| 第14話                        | ファンだって盛りあがってみた！             | 福田裕子                      | 仁賀緑朗                      | Nam Sung Min An Jai Ho        | 米田光宏                      | Nam Sung Min                  | 安藤尚也 佐藤まさふみ         | 斉藤里枝 川島尚               | 7月8日                        |
| 第15話                        | りんか、やってみた！                       | 雑破業                        | 山本三輪子 金崎貴臣           | Choi Hun Cheol Na Ki Chual    | 白石空                        | Na Ki Chual                   | 安藤尚也 江副仁美             | 斉藤里枝 川島尚               | 7月15日                       |
| 第16話                        | 心の迷いを抜けてみた！                     | 雑破業                        | 黒瀬大輔                      | Jeon Byung Cheol Nam Sung Min | 黒瀬大輔                      | Jeon Byung Cheol              | 安藤尚也 江副仁美             | 斉藤里枝 川島尚               | 7月22日                       |
| 第17話                        | 笑顔でさよならしてみた！                   | 中村能子                      | 柊陽菜                        | Park Chi Man Nam Sung Min     | 秦義人                        | Park Chi Man                  | 安藤尚也                      | 斉藤里枝 川島尚               | 7月29日                       |
| 第18話                        | サマーなスペシャルやってみた！             | 佐藤裕                        | 高橋謙仁                      | Nam Sung Min An Jai Ho        | 北村将                        | Nam Sung Min                  | 安藤尚也 佐藤まさふみ         | 斉藤里枝 川島尚               | 8月5日                        |
| 第19話                        | 夏だ！ビーチだ！行ってみた！               | 冨田頼子                      | 山本三輪子 金崎貴臣           | Choi Hun Cheol Na Ki Chual    | 黒瀬大輔                      | Na Ki Chual                   | 安藤尚也 江副仁美             | 斉藤里枝 川島尚               | 8月12日                       |
| 第20話                        | ヤッホー！山のぼってみた！                 | 福田裕子                      | 柊陽菜                        | Jeon Byung Cheol Nam Sung Min | 江島泰男                      | Jeon Byung Cheol              | 安藤尚也 江副仁美             | 斉藤里枝 川島尚               | 8月19日                       |
| 第21話                        | 真夏のフェスでやってみた！                 | 雑破業                        | 黒瀬大輔                      | Park Chi Man Nam Sung Min     | 黒瀬大輔                      | Park Chi Man                  | 安藤尚也                      | 斉藤里枝 川島尚               | 8月26日                       |
| 第22話                        | わたくし、イルカと翔んでみましたわ！       | 中村能子                      | 麦野アイス                    | Nam Sung Min An Jai Ho        | 徳野雄士                      | Nam Sung Min                  | 安藤尚也                      | 斉藤里枝 川島尚               | 9月2日                        |
| 第23話                        | めるめると出会ってみた！                   | 兵頭一歩                      | 柊陽菜                        | Choi Hun Cheol Na Ki Chual    | 米田光宏                      | Na Ki Chual                   | 安藤尚也 江副仁美             | 斉藤里枝 川島尚 満田一        | 9月9日                        |
| 第24話                        | 星の願いかなえてみた！                     | 兵頭一歩                      | 博史池畠                      | Jeon Byung Cheol Nam Sung Min | 髙田昌豊                      | Jeon Byung Cheol              | 安藤尚也                      | 斉藤里枝 川島尚               | 9月16日                       |
| 第25話                        | めるが探偵やってみた！                     | 佐藤裕                        | 渡辺健一郎                    | Park Chi Man Nam Sung Min     | 渡辺健一郎                    | Park Chi Man                  | 安藤尚也                      | 斉藤里枝 川島尚               | 9月23日                       |
| 第26話                        | おかしなイタズラやってみた！               | 雑破業                        | 山本三輪子 金崎貴臣           | Nam Sung Min An Jai Ho        | 北村将                        | Nam Sung Min                  | 安藤尚也 江副仁美             | 斉藤里枝 川島尚               | 9月30日                       |
| 第27話                        | 笑顔で決めてみましたわ！                   | 冨田頼子                      | 国崎友也                      | Choi Hun Cheol Na Ki Chual    | 国崎友也                      | Na Ki Chual                   | 安藤尚也 江副仁美             | 斉藤里枝 川島尚               | 10月7日                       |
| 第28話                        | セレブなパーティ行ってみた！               | 福田裕子                      | 麦野アイス                    | Jeon Byung Cheol Nam Sung Min | 秦義人                        | Jeon Byung Cheol              | 安藤尚也 江副仁美             | 斉藤里枝 川島尚               | 10月14日                      |
| 第29話                        | キラキラ、さがしてみた！                   | 中村能子                      | 黒瀬大輔                      | Park Chi Man Nam Sung Min     | 黒瀬大輔                      | Park Chi Man                  | 安藤尚也                      | 斉藤里枝 川島尚               | 10月21日                      |
| 第30話                        | おジャマハロウィンやってみた！             | 雑破業                        | 佐藤まさふみ                  | Nam Sung Min An Jai Ho        | 佐藤まさふみ                  | Nam Sung Min                  | 安藤尚也 江副仁美             | 斉藤里枝 川島尚               | 10月28日                      |
| 第31話                        | マンガの現場いってみた！                   | 佐藤裕                        | 博史池畠                      | Choi Hun Cheol Na Ki Chual    | 米田光宏                      | Na Ki Chual                   | 安藤尚也 江副仁美             | 斉藤里枝 川島尚               | 11月4日                       |
| 第32話                        | 気になるウワサ追ってみた！                 | 兵頭一歩                      | 森脇真琴                      | Jeon Byung Cheol Nam Sung Min | 徳野雄士                      | Jeon Byung Cheol              | 安藤尚也                      | 斉藤里枝 川島尚 島田さとし    | 11月11日                      |
| 第33話                        | さらちゃんがモフモフしてみた！             | 福田裕子                      | 柊陽菜                        | Park Chi Man Nam Sung Min     | 北村将                        | Park Chi Man                  | 安藤尚也 佐藤まさふみ         | 斉藤里枝 川島尚               | 11月18日                      |
| 第34話                        | 俺たち解散してみた！                       | 冨田頼子                      | 麦野アイス                    | Nam Sung Min An Jai Ho        | 秦義人                        | Nam Sung Min                  | 安藤尚也                      | 斉藤里枝 川島尚 島田さとし    | 11月25日                      |
| 第35話                        | 友情、時をこえてみた！                     | 雑破業                        | 誌村宏明                      | Choi Hun Cheol Na Ki Chual    | 野木森達哉                    | Na Ki Chual                   | 安藤尚也                      | 斉藤里枝 川島尚               | 12月2日                       |
| 第36話                        | 100点めざしてみましたわ！                  | 中村能子                      | 黒瀬大輔                      | Jeon Byung Cheol Nam Sung Min | 黒瀬大輔                      | Jeon Byung Cheol              | 安藤尚也                      | 斉藤里枝 川島尚 島田さとし    | 12月9日                       |
| 第37話                        | ウィンターなスペシャルやってみた！         | 佐藤裕                        | 渡辺健一郎                    | Park Chi Man Nam Sung Min     | 渡辺健一郎                    | Park Chi Man                  | 安藤尚也                      | 斉藤里枝 川島尚               | 12月16日                      |
| 第38話                        | あいらさんとやってみた！                   | 雑破業                        | 佐藤まさふみ                  | Nam Sung Min An Jai Ho        | 佐藤まさふみ                  | Nam Sung Min                  | 安藤尚也                      | 斉藤里枝 川島尚 島田さとし    | 12月23日                      |
| 第39話                        | アンジュの島にいってみた！                 | 兵頭一歩                      | 麦野アイス                    | Choi Hun Cheol Na Ki Chual    | 黒瀬大輔                      | Na Ki Chual                   | 安藤尚也                      | 斉藤里枝 川島尚               | 2019年 1月6日                 |
| 第40話                        | さららの家に泊ってみた！                   | 福田裕子                      | 川瀬まさお                    | Jeon Byung Cheol Nam Sung Min | 北村将                        | Jeon Byung Cheol              | 安藤尚也 佐藤まさふみ         | 斉藤里枝 川島尚 島田さとし    | 1月13日                       |
| 第41話                        | 春太のデート応援してみた！                 | 中村能子                      | 山本三輪子 金崎貴臣           | Park Chi Man Nam Sung Min     | 秦義人                        | Park Chi Man                  | 安藤尚也                      | 斉藤里枝 川島尚               | 1月20日                       |
| 第42話                        | りんか？がりんかやってみた!?               | 冨田頼子                      | 米田光宏                      | Nam Sung Min An Jai Ho        | 米田光宏                      | Nam Sung Min                  | 安藤尚也 江副仁美             | 斉藤里枝 川島尚 島田さとし    | 1月27日                       |
| 第43話                        | チョコ作ってみた！                         | 佐藤裕                        | 黒瀬大輔                      | Choi Hun Cheol Na Ki Chual    | 黒瀬大輔                      | Na Ki Chual                   | 安藤尚也                      | 斉藤里枝 川島尚               | 2月3日                        |
| 第44話                        | ファッションショー手伝ってみた！           | 雑破業                        | 小松達彦                      | Jeon Byung Cheol Nam Sung Min | 伊藤浩                        | Jeon Byung Cheol              | 安藤尚也                      | 斉藤里枝 川島尚 島田さとし    | 2月10日                       |
| 第45話                        | アンジュさんのホンネ聞いてみた！           | 福田裕子                      | 麦野アイス                    | Park Chi Man Nam Sung Min     | 秦義人                        | Park Chi Man                  | 安藤尚也                      | 斉藤里枝 川島尚               | 2月17日                       |
| 第46話                        | みんなの想いを届けてみた！                 | 兵頭一歩                      | 大宙征基                      | Nam Sung Min An Jai Ho        | 黒瀬大輔                      | Nam Sung Min                  | 安藤尚也                      | 斉藤里枝 川島尚 島田さとし    | 2月24日                       |
| 第47話                        | 「わからない」からやってみた！             | 雑破業                        | 誌村宏明                      | Choi Hun Cheol Na Ki Chual    | 米田光宏                      | Na Ki Chual                   | 安藤尚也                      | 斉藤里枝 川島尚               | 3月3日                        |
| 第48話                        | 決着 つけてみましたわ！                    | 佐藤裕                        | 渡辺健一郎                    | Jeon Byung Cheol Nam Sung Min | 渡辺健一郎                    | Jeon Byung Cheol              | 安藤尚也 佐藤まさふみ         | 斉藤里枝 川島尚 島田さとし    | 3月10日                       |
| 第49話                        | さがして、さがして、さがしてみた！         | 冨田頼子                      | 山本三輪子 金崎貴臣           | Park Chi Man Nam Sung Min     | 秦義人                        | Park Chi Man                  | 安藤尚也                      | 斉藤里枝 川島尚               | 3月17日                       |
| 第50話                        | 夢のプリ☆チャン、やってみた！              | 兵頭一歩                      | 博史池畠                      | Nam Sung Min An Jai Ho        | 茉田哲明                      | Nam Sung Min                  | 安藤尚也                      | 斉藤里枝 川島尚 島田さとし    | 3月24日                       |
| 第51話                        | キラッとお別れ、やってみた！               | 中村能子                      | 小松達彦                      | Choi Hun Cheol Na Ki Chual    | 米田光宏                      | Na Ki Chual                   | 安藤尚也 佐藤まさふみ         | 斉藤里枝 川島尚               | 3月31日                       |

| 話数                            | サブタイトル                                                   | 脚本                            | 絵コンテ                        | ストーリーボード                | 演出                            | アニメーション 演出             | プリ☆チャン ライブ演出          | 作画監修                                   | 放送日 (TXN)                    |
| 2ndシーズン（第52話 - 第102話） | 2ndシーズン（第52話 - 第102話）                                | 2ndシーズン（第52話 - 第102話） | 2ndシーズン（第52話 - 第102話） | 2ndシーズン（第52話 - 第102話） | 2ndシーズン（第52話 - 第102話） | 2ndシーズン（第52話 - 第102話） | 2ndシーズン（第52話 - 第102話） | 2ndシーズン（第52話 - 第102話）            | 2ndシーズン（第52話 - 第102話） |
| ------------------------------- | -------------------------------------------------------------- | ------------------------------- | ------------------------------- | ------------------------------- | ------------------------------- | ------------------------------- | ------------------------------- | ------------------------------------------ | ------------------------------- |
| 第52話                          | ドキドキ！わくわく！ ジュエルオーディション開幕だもん！        | 涼村千夏                        | 博史池畠 麦野アイス             | Jeon Byung Cheol Nam Sung Min   | 大島克也                        | Jeon Byung Cheol                | 安藤尚也                        | 斉藤里枝 川島尚 青木康哲                   | 4月7日                          |
| 第53話                          | まりあちゃんがやって来た！ かわいい向上委員会だもん！          | 福田裕子                        | 黒瀬大輔                        | Park Chi Man Nam Sung Min       | 黒瀬大輔                        | Park Chi Man                    | 安藤尚也                        | 斉藤里枝 川島尚                            | 4月14日                         |
| 第54話                          | ジュエルチャンス？ みらいがチャレンジだもん！                  | 雑破業                          | 川瀬まさお                      | Nam Sung Min An Jai Ho          | 伊藤浩                          | Nam Sung Min                    | 安藤尚也 川瀬まさお             | 斉藤里枝 川島尚 青木康哲                   | 4月21日                         |
| 第55話                          | キラッとときめき！ これがジュエルコーデだもん！                | 兵頭一歩                        | 山本三輪子 金崎貴臣             | Choi Hun Cheol Na Ki Chual      | 秦義人                          | Choi Hun Cheol                  | 安藤尚也 川瀬まさお             | 斉藤里枝 川島尚 青木康哲                   | 4月28日                         |
| 第56話                          | まりあが宣言！ かわいいは世界を救うんだもん！                  | 佐藤裕                          | 大宙征基                        | Jeon Byung Cheol Nam Sung Min   | 黒瀬大輔                        | Jeon Byung Cheol                | 安藤尚也 川瀬まさお             | 斉藤里枝 川島尚 青木康哲                   | 5月5日                          |
| 第57話                          | まりあちゃん！すずちゃん！ 2人で初めての番組だもん！           | 冨田頼子                        | 米田光宏                        | Park Chi Man Nam Sung Min       | 米田光宏                        | Park Chi Man                    | 安藤尚也 川瀬まさお             | 斉藤里枝 川島尚 青木康哲 島田さとし 宮崎輝 | 5月12日                         |
| 第58話                          | めが姉ぇ大ピンチ！ りんかちゃんが1日店長なんだもん！           | 中村能子                        | 麦野アイス                      | Nam Sung Min An Jai Ho          | 秦義人                          | Nam Sung Min                    | 安藤尚也 川瀬まさお             | 斉藤里枝 川島尚 青木康哲 島田さとし        | 5月19日                         |
| 第59話                          | 絵本がいっぱい！ おしゃれブックカフェはじめました だもん！     | 福田裕子                        | 渡辺健一郎                      | Choi Hun Cheol Na Ki Chual      | 渡辺健一郎                      | Na Ki Chual                     | 安藤尚也 川瀬まさお             | 斉藤里枝 川島尚 青木康哲 島田さとし 宮崎輝 | 5月26日                         |
| 第60話                          | ステキに楽しく！ デザインパレットだもん！                      | 雑破業                          | 大島克也                        | Jeon Byung Cheol Nam Sung Min   | 大島克也                        | Jeon Byung Cheol                | 安藤尚也 川瀬まさお             | 斉藤里枝 川島尚 青木康哲 島田さとし        | 6月2日                          |
| 第61話                          | ビックリドッキリ！ メルティックスターが帰ってくる？ だもん！   | 佐藤裕                          | 小松達彦                        | Park Chi Man Nam Sung Min       | 黒瀬大輔                        | Park Chi Man                    | 安藤尚也 川瀬まさお             | 斉藤里枝 川島尚 青木康哲 島田さとし        | 6月9日                          |
| 第62話                          | まりあとすず！ メルティックスターとこんにちは だもん！         | 冨田頼子                        | 西森章                          | Nam Sung Min An Jai Ho          | 伊藤浩                          | Nam Sung Min                    | 安藤尚也 川瀬まさお             | 斉藤里枝 川島尚 青木康哲 島田さとし 宮崎輝 | 6月16日                         |
| 第63話                          | めるちゃんと！ 仲良し合宿してみたんだもん！                    | 中村能子                        | 誌村宏明                        | Choi Hun Cheol Na Ki Chual      | 米田光宏                        | Na Ki Chual                     | 安藤尚也 川瀬まさお             | 斉藤里枝 川島尚 青木康哲 島田さとし 宮崎輝 | 6月23日                         |
| 第64話                          | だいあフェス！ いよいよカラッとはじまるんだもん！              | 兵頭一歩                        | 麦野アイス                      | Jeon Byung Cheol Nam Sung Min   | 黒瀬大輔                        | Jeon Byung Cheol                | 安藤尚也 川瀬まさお             | 斉藤里枝 川島尚 青木康哲 島田さとし        | 6月30日                         |
| 第65話                          | すずがカッコよくきめてみた！ だもん！                          | 雑破業                          | 小松達彦                        | Park Chi Man Nam Sung Min       | 谷口工作                        | Park Chi Man                    | 安藤尚也 川瀬まさお             | 斉藤里枝 川島尚 青木康哲 島田さとし 宮崎輝 | 7月7日                          |
| 第66話                          | デザインパレット！ おしゃれはおまかせだもん！                  | 涼村千夏                        | 大宙征基                        | Nam Sung Min An Jai Ho          | 秦義人                          | Nam Sung Min                    | 安藤尚也 川瀬まさお             | 斉藤里枝 川島尚 青木康哲 島田さとし        | 7月14日                         |
| 第67話                          | まりあとすず！ ついにグループ結成!?だもん！                    | 佐藤裕                          | 坂田純一                        | Choi Hun Cheol Na Ki Chual      | 米田光宏                        | Na Ki Chual                     | 安藤尚也 川瀬まさお             | 斉藤里枝 川島尚 青木康哲 島田さとし 宮崎輝 | 7月21日                         |
| 第68話                          | さよなら、すず まりあ笑顔のお別れ！ だもん！                   | 福田裕子                        | 麦野アイス                      | Jeon Byung Cheol Nam Sung Min   | 谷口工作                        | Jeon Byung Cheol                | 安藤尚也 川瀬まさお             | 斉藤里枝 川島尚 青木康哲 島田さとし        | 7月28日                         |
| 第69話                          | 発車オーライ！ ミラクル☆キラッツ一日駅長だもん！               | 雑破業                          | 大島克也                        | Park Chi Man Nam Sung Min       | 大島克也                        | Park Chi Man                    | 安藤尚也 川瀬まさお             | 斉藤里枝 川島尚 青木康哲 島田さとし 宮崎輝 | 8月4日                          |
| 第70話                          | 夏のだいあフェス！ ヒットパレードで熱いんだもん！              | 中村能子                        | 小松達彦                        | Nam Sung Min An Jai Ho          | 黒瀬大輔                        | Nam Sung Min                    | 安藤尚也 川瀬まさお 江副仁美    | 斉藤里枝 川島尚 青木康哲                   | 8月11日                         |
| 第71話                          | 歌え えもちゃん！ なんとかなるなる！だもん！                   | 冨田頼子                        | 山本三輪子 金崎貴臣             | Choi Hun Cheol Na Ki Chual      | 秦義人                          | Na Ki Chual                     | 安藤尚也 川瀬まさお 江副仁美    | 斉藤里枝 川島尚 青木康哲 宮崎輝            | 8月18日                         |
| 第72話                          | 海で特訓！ がんばれすずちゃん！だもん！                        | 佐藤裕                          | 渡辺健一郎                      | Jeon Byung Cheol Nam Sung Min   | 渡辺健一郎                      | Jeon Byung Cheol                | 安藤尚也 川瀬まさお 江副仁美    | 斉藤里枝 川島尚 青木康哲                   | 8月25日                         |
| 第73話                          | さらちゃん悩む… スランプを乗り越えろ！だもん                   | 福田裕子                        | 大宙征基                        | Park Chi Man Nam Sung Min       | 伊藤浩                          | Park Chi Man                    | 安藤尚也 川瀬まさお             | 斉藤里枝 川島尚 青木康哲 宮崎輝            | 9月1日                          |
| 第74話                          | みーんなオシャレ！ デザインパレットだもん                      | 雑破業                          | 西森章                          | Nam Sung Min An Jai Ho          | 米田光宏                        | Nam Sung Min                    | 安藤尚也 川瀬まさお 江副仁美    | 斉藤里枝 川島尚 青木康哲 島田さとし        | 9月8日                          |
| 第75話                          | いっしょにハピなる！ めが姉ぇさんと私！だもん                  | 中村能子                        | 坂田純一                        | Choi Hun Cheol Na Ki Chual      | 谷口工作                        | Na Ki Chual                     | 安藤尚也 川瀬まさお 江副仁美    | 斉藤里枝 川島尚 青木康哲 宮崎輝 島田さとし | 9月15日                         |
| 第76話                          | キラにちは！ だいあとだいあが出会った日、だもん！              | 兵頭一歩                        | 小松達彦                        | Jeon Byung Cheol Nam Sung Min   | 伊藤浩                          | Jeon Byung Cheol                | 安藤尚也 川瀬まさお             | 斉藤里枝 川島尚 青木康哲 島田さとし        | 9月22日                         |
| 第77話                          | ナゾのアイドル ついにデビュー！だもん！                        | 兵頭一歩                        | 高橋謙仁                        | Park Chi Man Nam Sung Min       | 高橋謙仁                        | Park Chi Man                    | 安藤尚也 川瀬まさお 江副仁美    | 斉藤里枝 川島尚 島田さとし                 | 9月29日                         |
| 第78話                          | キラ宿大騒動!? フェニックス仮面あらわる？だもん！              | 兵頭一歩 涼村千夏               | 誌村宏明                        | Nam Sung Min An Jai Ho          | 黒瀬大輔                        | Nam Sung Min                    | 安藤尚也 川瀬まさお 江副仁美    | 斉藤里枝 川島尚 青木康哲 宮崎輝 島田さとし | 10月6日                         |
| 第79話                          | いきなり開催!? フェニックス杯だもん！                          | 佐藤裕                          | 麦野アイス                      | Choi Hun Cheol Na Ki Chual      | 谷口工作                        | Na Ki Chual                     | 安藤尚也 川瀬まさお             | 斉藤里枝 川島尚 青木康哲 島田さとし        | 10月13日                        |
| 第80話                          | わくわく！ アンジュさんの仮面舞踏会だもん！                    | 福田裕子                        | 山本三輪子 金崎貴臣             | Jeon Byung Cheol Nam Sung Min   | 山田卓                          | Jeon Byung Cheol                | 安藤尚也 川瀬まさお             | 斉藤里枝 川島尚 青木康哲 宮崎輝            | 10月20日                        |
| 第81話                          | とうとう解散？ おしゃまトリックスだもん！                      | 雑破業                          | オグロアキラ                    | Park Chi Man Nam Sung Min       | 米田光宏                        | Park Chi Man                    | 安藤尚也 川瀬まさお             | 斉藤里枝 川島尚 青木康哲                   | 10月27日                        |
| 第82話                          | 最後のだいあフェス！ カッコいい対決だもん！                    | 冨田頼子                        | 小松達彦                        | Nam Sung Min An Jai Ho          | 黒瀬大輔                        | Nam Sung Min                    | 安藤尚也 川瀬まさお             | 斉藤里枝 川島尚 青木康哲                   | 11月3日                         |
| 第83話                          | ふしぎな本屋さんで ふしぎ体験だもん！                          | 中村能子                        | 誌村宏明                        | Choi Hun Cheol Na Ki Chual      | 谷口工作                        | Na Ki Chual                     | 安藤尚也 川瀬まさお 江副仁美    | 斉藤里枝 島田さとし 青木康哲               | 11月10日                        |
| 第84話                          | ロケットハート！ 宇宙に届け！だもん！                          | 佐藤裕                          | 菅原静貴                        | Jeon Byung Cheol Nam Sung Min   | 小林浩輔                        | Jeon Byung Cheol                | 安藤尚也 川瀬まさお 江副仁美    | 斉藤里枝 川島尚 青木康哲 宮崎輝 島田さとし | 11月17日                        |
| 第85話                          | すずちゃんファイト！ かっこいいお兄ちゃんを取り戻せ！ だもん！ | 雑破業                          | 大島克也                        | Park Chi Man Nam Sung Min       | 大島克也                        | Park Chi Man                    | 安藤尚也 川瀬まさお             | 斉藤里枝 川島尚 青木康哲 島田さとし        | 11月24日                        |
| 第86話                          | カンペキ！ わたくしのジュエルコーデ 獲得計画ですわ！ だもん！  | 冨田頼子                        | 渡辺健一郎                      | Nam Sung Min An Jai Ho          | 渡辺健一郎                      | Nam Sung Min                    | 安藤尚也 川瀬まさお             | 斉藤里枝 川島尚 青木康哲 宮崎輝 島田さとし | 12月1日                         |
| 第87話                          | あんなちゃんえもちゃん、 一つ屋根の下？だもん！                | 中村能子                        | 小松達彦                        | Choi Hun Cheol Na Ki Chual      | 伊藤浩                          | Na Ki Chual                     | 安藤尚也 川瀬まさお 江副仁美    | 斉藤里枝 川島尚 青木康哲 島田さとし        | 12月8日                         |
| 第88話                          | あんなとえも！ 仲なおりサバイバル！ だもん！                   | 佐藤裕                          | 米田光宏                        | Jeon Byung Cheol Nam Sung Min   | 米田光宏                        | Jeon Byung Cheol                | 安藤尚也 川瀬まさお             | 斉藤里枝 川島尚 青木康哲 宮崎輝 島田さとし | 12月15日                        |
| 第89話                          | 聖夜はみんなで！ ジュエルかがやくクリスマス！ だもん！         | 兵頭一歩                        | 誌村宏明                        | Park Chi Man Nam Sung Min       | 小林浩輔                        | Park Chi Man                    | 安藤尚也 川瀬まさお 江副仁美    | 斉藤里枝 川島尚 青木康哲 島田さとし        | 12月22日                        |
| 第90話                          | 大発表！ これがダイヤモンドコーデ！ だもん！                   | 兵頭一歩                        | 熊野千尋                        | Nam Sung Min An Jai Ho          | 熊野千尋                        | Nam Sung Min                    | 安藤尚也 川瀬まさお 江副仁美    | 斉藤里枝 川島尚 青木康哲 宮崎輝 島田さとし | 12月29日                        |
| 第91話                          | なる店長！ みんなの夢が気になるなる！ だもん！                 | 雑破業                          | 麦野アイス                      | Choi Hun Cheol Na Ki Chual      | 谷口工作                        | Na Ki Chual                     | 安藤尚也 川瀬まさお 京極尚彦    | 斉藤里枝 川島尚 青木康哲 島田さとし        | 2020年 1月12日                  |
| 第92話                          | 大冒険！ だいあの世界にキラにちは！ だもん！                   | 福田裕子                        | オグロアキラ                    | Jeon Byung Cheol Nam Sung Min   | 米田光宏                        | Jeon Byung Cheol                | 安藤尚也 川瀬まさお 京極尚彦    | 斉藤里枝 川島尚 青木康哲 宮崎輝            | 1月19日                         |
| 第93話                          | イメージチェンジ!? だいあがなぞの大変身！だよん！              | 冨田頼子                        | 誌村宏明                        | Park Chi Man Nam Sung Min       | 黒瀬大輔                        | Park Chi Man                    | 安藤尚也 川瀬まさお 江副仁美    | 斉藤里枝 川島尚 青木康哲 伊藤浩            | 1月26日                         |
| 第94話                          | まりあ大ショック!? すずはライバルなんだよん！                  | 中村能子                        | 小林浩輔                        | Nam Sung Min An Jai Ho          | 小林浩輔                        | Nam Sung Min                    | 安藤尚也 川瀬まさお 江副仁美    | 島田さとし 伊藤浩                          | 2月2日                          |
| 第95話                          | だいあがおジャマ？ キラッツの秘密を探るんだよん！              | 佐藤裕                          | 小松達彦                        | Choi Hun Cheol Na Ki Chual      | 米田光宏                        | Na Ki Chual                     | 安藤尚也 川瀬まさお 江副仁美    | 斉藤里枝 川島尚 青木康哲 宮崎輝            | 2月9日                          |
| 第96話                          | ドキワク！ もうすぐジュエルコレクション！ だよん！             | 雑破業                          | 山本三輪子                      | Jeon Byung Cheol Nam Sung Min   | 伊藤浩                          | Jeon Byung Cheol                | 安藤尚也 川瀬まさお 京極尚彦    | 斉藤里枝 川島尚 青木康哲 島田さとし        | 2月16日                         |
| 第97話                          | ついに開幕！ ジュエルコレクション！だよん！                    | 福田裕子                        | 大島克也                        | Park Chi Man Nam Sung Min       | 大島克也                        | Park Chi Man                    | 安藤尚也 川瀬まさお 江副仁美    | 斉藤里枝 川島尚 青木康哲 島田さとし        | 2月23日                         |
| 第98話                          | まだまだ続くよ！ ジュエルコレクション!!だよん！                | 佐藤裕                          | 小松達彦                        | Nam Sung Min An Jai Ho          | 伊藤浩                          | Nam Sung Min                    | 安藤尚也 川瀬まさお             | 斉藤里枝 川島尚 青木康哲 宮崎輝 島田さとし | 3月1日                          |
| 第99話                          | いよいよ決着！ ジュエルコレクション!!!だよん！                 | 福田裕子                        | 麦野アイス                      | Choi Hun Cheol Na Ki Chual      | 小林浩輔                        | Na Ki Chual                     | 安藤尚也 川瀬まさお 江副仁美    | 斉藤里枝 川島尚 青木康哲                   | 3月8日                          |
| 第100話                         | お願い、ダイヤモンドコーデ！ 届け、私たちの思い！              | 兵頭一歩                        | 誌村宏明                        | Jeon Byung Cheol Nam Sung Min   | 谷口工作                        | Jeon Byung Cheol                | 安藤尚也 川瀬まさお             | 斉藤里枝 川島尚 青木康哲 島田さとし        | 3月15日                         |
| 第101話                         | だいあが守る！ みんなのプリ☆チャン！ だもん！                  | 雑破業                          | 博史池畠 小松達彦               | Park Chi Man Nam Sung Min       | 米田光宏                        | Park Chi Man                    | 安藤尚也 川瀬まさお             | 斉藤里枝 川島尚 青木康哲 宮崎輝            | 3月22日                         |
| 第102話                         | キラッとつながる！ それがプリ☆チャン！ だもん！                | 中村能子                        | 渡辺健一郎                      | Nam Sung Min An Jai Ho          | 渡辺健一郎                      | Nam Sung Min                    | 安藤尚也 川瀬まさお             | 斉藤里枝 川島尚 青木康哲                   | 3月29日                         |

| 話数                      | サブタイトル                                              | 脚本                      | 絵コンテ                  | ストーリーボード              | 演出                      | アニメーション 演出       | プリ☆チャン ライブ演出                         | 作画監修                                     | 放送日 (TXN)              |
| 3rdシーズン（第103話 - ） | 3rdシーズン（第103話 - ）                                 | 3rdシーズン（第103話 - ） | 3rdシーズン（第103話 - ） | 3rdシーズン（第103話 - ）     | 3rdシーズン（第103話 - ） | 3rdシーズン（第103話 - ） | 3rdシーズン（第103話 - ）                      | 3rdシーズン（第103話 - ）                    | 3rdシーズン（第103話 - ） |
| ------------------------- | --------------------------------------------------------- | ------------------------- | ------------------------- | ----------------------------- | ------------------------- | ------------------------- | ---------------------------------------------- | -------------------------------------------- | ------------------------- |
| 第103話                   | キラッとオープン！ プリ☆チャンランドが やってきたッチュ！ | 兵頭一歩                  | 博史池畠 小松達彦         | Choi Hun Cheol Na Ki Chual    | 小林浩輔                  | Na Ki Chual               | 安藤尚也 川瀬まさお 江副仁美                   | 斉藤里枝 川島尚 青木康哲 伊藤浩              | 4月5日                    |
| 第104話                   | パンパカパーン！ メルパン登場だパン！                     | 兵頭一歩                  | オグロアキラ              | Jeon Byung Cheol Nam Sung Min | 伊藤浩                    | Jeon Byung Cheol          | 安藤尚也 川瀬まさお 江副仁美                   | 斉藤里枝 川島尚 青木康哲                     | 4月12日                   |
| 第105話                   | どこどこ？ プリたまさがしにGOGOッチュ！                   | 福田裕子                  | 小松達彦                  | Park Chi Man Nam Sung Min     | 黒瀬大輔                  | Park Chi Man              | 安藤尚也 川瀬まさお 江副仁美                   | 斉藤里枝 川島尚 青木康哲                     | 4月19日                   |
| 第106話                   | かがやけ！ レインボープリンセスカップだッチュ！           | 冨田頼子                  | 小林浩輔                  | Nam Sung Min An Jai Ho        | 小林浩輔                  | Nam Sung Min              | 安藤尚也 川瀬まさお 江副仁美                   | 斉藤里枝 川島尚 青木康哲                     | 4月26日                   |
| 第107話                   | キラッCHU、 アイドルになりたいッチュ！                    | 大場小ゆり                | 誌村宏明                  | Choi Hun Cheol Na Ki Chual    | 米田光宏                  | Na Ki Chual               | 安藤尚也 川瀬まさお 江副仁美                   | 斉藤里枝 川島尚 青木康哲 宮崎輝              | 7月5日                    |
| 第108話                   | キラッCHU、 ライブがしたいッチュ！                        | 雑破業                    | 麦野アイス                | Jeon Byung Cheol Nam Sung Min | 谷口工作                  | Jeon Byung Cheol          | 安藤尚也 川瀬まさお 江副仁美                   | 斉藤里枝 川島尚 青木康哲                     | 7月12日                   |
| 第109話                   | まるっと解決？ 仲直り大作戦ッチュ！パン！                 | 佐藤裕                    | 山本三輪子                | Park Chi Man Nam Sung Min     | 小林浩輔                  | Park Chi Man              | 安藤尚也 川瀬まさお 江副仁美                   | 斉藤里枝 川島尚 青木康哲 宮崎輝 島田さとし   | 7月19日                   |
| 第110話                   | ひびけ！ メロディープリンセスカップだパン！               | 福田裕子                  | 博史池畠 小松達彦         | Nam Sung Min An Jai Ho        | 伊藤浩                    | Nam Sung Min              | 安藤尚也 川瀬まさお 江副仁美                   | 斉藤里枝 川島尚 青木康哲 島田さとし          | 7月26日                   |
| 第111話                   | メルパン、 アイドルできないパン！                         | 大場小ゆり                | 大島克也                  | Choi Hun Cheol Na Ki Chual    | 大島克也                  | Na Ki Chual               | 安藤尚也 川瀬まさお 江副仁美                   | 斉藤里枝 川島尚 青木康哲 島田さとし          | 8月2日                    |
| 第112話                   | めざせ合格！ マスコット認定試験だッチュ！                 | 兵頭一歩                  | 小林浩輔                  | Jeon Byung Cheol Nam Sung Min | 小林浩輔                  | Jeon Byung Cheol          | 安藤尚也 川瀬まさお 江副仁美                   | 斉藤里枝 川島尚 青木康哲 宮崎輝              | 8月9日                    |
| 第113話                   | パシャリ！ 笑顔のシャッターチャンスだッチュ！             | 福田裕子                  | 渡辺健一郎                | Park Chi Man Nam Sung Min     | 渡辺健一郎                | Park Chi Man              | 安藤尚也 川瀬まさお 江副仁美                   | 斉藤里枝 川島尚 青木康哲 島田さとし          | 8月16日                   |
| 第114話                   | お世話はおまかせ！ プリたまGOだッチュ！                   | 大場小ゆり                | 菅原静貴                  | Nam Sung Min An Jai Ho        | 川瀬まさお                | Nam Sung Min              | 安藤尚也 川瀬まさお 江副仁美                   | 斉藤里枝 川島尚 青木康哲 宮崎輝 島田さとし   | 8月23日                   |
| 第115話                   | リングマリィが 帰ってきたラビ！                           | 佐藤裕                    | 坂田純一                  | Choi Hun Cheol Na Ki Chual    | 伊藤浩                    | Na Ki Chual               | 安藤尚也 川瀬まさお                            | 斉藤里枝 川島尚 青木康哲 島田さとし          | 8月30日                   |
| 第116話                   | ハッピーラブリィ ウェディングラビ！                       | 福田裕子                  | 小松達彦                  | Jeon Byung Cheol Nam Sung Min | 米田光宏                  | Jeon Byung Cheol          | 安藤尚也 川瀬まさお 大島克也                   | 斉藤里枝 川島尚 青木康哲 宮崎輝 島田さとし   | 9月6日                    |
| 第117話                   | ハッピーバースデー！ えもちゃん友情のプレゼントだッチュ！ | 兵頭一歩                  | 江副仁美                  | Park Chi Man Nam Sung Min     | 黒瀬大輔                  | Park Chi Man              | 安藤尚也 川瀬まさお 江副仁美                   | 斉藤里枝 川島尚 青木康哲 島田さとし          | 9月13日                   |
| 第118話                   | キラッとあつまれ！ プリティーオールフレンズだッチュ！     | 金杉弘子                  | 小林浩輔                  | Nam Sung Min An Jai Ho        | 小林浩輔                  | Nam Sung Min              | 安藤尚也 小林浩輔 江副仁美 京極尚彦 菱田正和   | 斉藤里枝 川島尚 青木康哲 宮崎輝 島田さとし   | 9月20日                   |
| 第119話                   | 迷子のイブ!? マーメイドプリンセスカップラビ！             | 福田裕子                  | 麦野アイス                | Choi Hun Cheol Na Ki Chual    | 伊藤浩                    | Na Ki Chual               | 安藤尚也 江副仁美 大島克也                     | 斉藤里枝 川島尚 青木康哲 島田さとし          | 9月27日                   |
| 第120話                   | ショック！ ラビリィの本当のご主人様ラビ!?                 | 大場小ゆり                | 松園公                    | Jeon Byung Cheol Nam Sung Min | 米田光宏                  | Jeon Byung Cheol          | 安藤尚也 川瀬まさお 江副仁美                   | 斉藤里枝 川島尚 青木康哲 宮崎輝 島田さとし   | 10月4日                   |
| 第121話                   | キラッCHU落第ッチュ!? マスコット認定試験ッチュ！          | 金杉弘子                  | 菅原静貴                  | Park Chi Man Nam Sung Min     | 菅原静貴                  | Park Chi Man              | 安藤尚也 川瀬まさお 江副仁美                   | 斉藤里枝 川島尚 青木康哲 島田さとし 那花優統 | 10月11日                  |
| 第122話                   | 激かわアイドル!? ライスエリアでてんてこ米ッチュ！         | 福田裕子                  | 誌村宏明                  | Nam Sung Min An Jai Ho        | 小林浩輔                  | Nam Sung Min              | 安藤尚也 川瀬まさお 江副仁美                   | 斉藤里枝 川島尚 青木康哲 宮崎輝 島田さとし   | 10月18日                  |
| 第123話                   | おしゃま頑張る!? バグッチュを助けるッチュ！               | 佐藤裕                    | 小松達彦                  | Choi Hun Cheol Na Ki Chual    | 伊藤浩                    | Na Ki Chual               | 安藤尚也 川瀬まさお 江副仁美                   | 斉藤里枝 川島尚 青木康哲 島田さとし          | 10月25日                  |
| 第124話                   | ご主人様大ピンチ!? GO!GO!マスコッツだッチュ！             | 佐藤裕                    | 小林浩輔                  | Jeon Byung Cheol Nam Sung Min | 小林浩輔                  | Jeon Byung Cheol          | 安藤尚也 川瀬まさお 江副仁美                   | 斉藤里枝 川島尚 青木康哲 宮崎輝 島田さとし   | 11月1日                   |
| 第125話                   | ほっかほか！ みんなのファミリーデーだッチュ！             | 大場小ゆり                | 山本三輪子                | Park Chi Man Nam Sung Min     | 黒瀬大輔                  | Park Chi Man              | 安藤尚也 川瀬まさお 江副仁美                   | 斉藤里枝 川島尚 青木康哲                     | 11月8日                   |
| 第126話                   | アリス！笑顔のソロデビュー！                              | 金杉弘子                  | 大島克也                  | Nam Sung Min An Jai Ho        | 大島克也                  | Nam Sung Min              | 安藤尚也 川瀬まさお 大島克也                   | 斉藤里枝 川島尚 青木康哲 宮崎輝 島田さとし   | 11月15日                  |
| 第127話                   | とべ！アリス！ サンシャインプリンセスカップ！             | 冨田頼子                  | 麦野アイス                | Choi Hun Cheol Na Ki Chual    | 米田光宏                  | Na Ki Chual               | 安藤尚也 川瀬まさお 大島克也                   | 斉藤里枝 川島尚 青木康哲                     | 11月22日                  |
| 第128話                   | アリスを守れ！ サンシャインサーカスエリアの奇跡！         | 兵頭一歩                  | 渡辺健一郎                | Jeon Byung Cheol Nam Sung Min | 渡辺健一郎                | Jeon Byung Cheol          | 安藤尚也 川瀬まさお 大島克也 江副仁美          | 斉藤里枝 川島尚 青木康哲 宮崎輝 島田さとし   | 11月29日                  |
| 第129話                   | 会社見学！ これがカガヤキ・コーポレーション だッチュ！    | 佐藤裕                    | 小松達彦                  | Park Chi Man Nam Sung Min     | 黒瀬大輔                  | Park Chi Man              | 安藤尚也 川瀬まさお 大島克也                   | 斉藤里枝 川島尚 青木康哲                     | 12月6日                   |
| 第130話                   | コインショッピング！ マスコットお買い物対決ラビ！         | 大場小ゆり                | 江副仁美                  | Nam Sung Min An Jai Ho        | 伊藤浩                    | Nam Sung Min              | 安藤尚也 川瀬まさお 大島克也                   | 斉藤里枝 川島尚 青木康哲 宮崎輝 島田さとし   | 12月13日                  |
| 第131話                   | 認定試験不合格！ たまごに戻っちゃうッチュ！               | 福田裕子                  | 小林浩輔                  | Choi Hun Cheol Na Ki Chual    | 小林浩輔                  | Na Ki Chual               | 安藤尚也 川瀬まさお 江副仁美                   | 斉藤里枝 川島尚 青木康哲 島田さとし          | 12月20日                  |
| 第132話                   | おしゃまトリックス！ ついにライブデビュー!?ッチュ！       | 金杉弘子                  | 牛嶋新一郎                | Jeon Byung Cheol Nam Sung Min | 米田光宏                  | Jeon Byung Cheol          | 安藤尚也 川瀬まさお                            | 斉藤里枝 川島尚 青木康哲 宮崎輝 島田さとし   | 12月27日                  |
| 第133話                   | 特別オープン！ バーチャルプリ☆チャンランド！ だもん！     | 冨田頼子                  | 坂田純一                  | Park Chi Man Nam Sung Min     | 黒瀬大輔                  | Park Chi Man              | 安藤尚也 川瀬まさお                            | 斉藤里枝 川島尚 青木康哲 島田さとし          | 2021年 1月10日            |
| 第134話                   | イブちゃん輝く！ ムーンライトマジックエリア だッチュ！    | 兵頭一歩                  | 誌村宏明                  | Nam Sung Min An Jai Ho        | 伊藤浩                    | Nam Sung Min              | 安藤尚也 川瀬まさお                            | 斉藤里枝 川島尚 青木康哲 宮崎輝 島田さとし   | 1月17日                   |
| 第135話                   | 輝け！ ムーンライトプリンセスカップ だッチュ！            | 佐藤裕                    | 小松達彦                  | Choi Hun Cheol Na Ki Chual    | 黒瀬大輔                  | Na Ki Chual               | 安藤尚也 川瀬まさお 大島克也 江副仁美 柴田健児 | 斉藤里枝 川島尚 青木康哲 島田さとし          | 1月24日                   |
| 第136話                   | ルルナとイブ、 思い出のプリ☆チャンランドだッチュ！        | 冨田頼子                  | 山本三輪子                | Jeon Byung Cheol Nam Sung Min | 熊野千尋                  | Jeon Byung Cheol          | 安藤尚也 川瀬まさお 江副仁美                   | 斉藤里枝 川島尚 青木康哲 宮崎輝 島田さとし   | 1月31日                   |
| 第137話                   | イブを救え！ プリ☆チャンファンタジーだッチュ！            | 大場小ゆり                | 誌村宏明                  | Park Chi Man Nam Sung Min     | 米田光宏                  | Park Chi Man              | 安藤尚也 川瀬まさお 江副仁美                   | 斉藤里枝 川島尚 青木康哲 島田さとし          | 2月7日                    |
| 第138話                   | イブちゃん笑って！ ウィンターリゾートだッチュ！           | 金杉弘子                  | 渡辺健一郎                | Nam Sung Min An Jai Ho        | 渡辺健一郎                | Nam Sung Min              | 安藤尚也 川瀬まさお 大島克也                   | 斉藤里枝 川島尚 青木康哲 宮崎輝 島田さとし   | 2月14日                   |
| 第139話                   | 「君こそスターだ！」 なる店長がやって来たッチュ！         | 冨田頼子                  | 麦野アイス                | Choi Hun Cheol Na Ki Chual    | 伊藤浩                    | Na Ki Chual               | 安藤尚也 川瀬まさお 大島克也 江副仁美          | 斉藤里枝 川島尚 青木康哲                     | 2月21日                   |
| 第140話                   | 潜入！プリ☆チャンランドで 大冒険だッチュ！                | 佐藤裕                    | 小林浩輔                  | Jeon Byung Cheol Nam Sung Min | 小林浩輔                  | Jeon Byung Cheol          | 安藤尚也 川瀬まさお 柴田健児                   | 斉藤里枝 川島尚 青木康哲 宮崎輝 島田さとし   | 2月28日                   |
| 第141話                   | 運命のライブ アリスとイブ！                               | 兵頭一歩                  | 博史池畠                  | Park Chi Man Nam Sung Min     | 黒瀬大輔                  | Park Chi Man              | 安藤尚也 川瀬まさお 大島克也                   | 斉藤里枝 川島尚 青木康哲 島田さとし          | 3月7日                    |
| 第142話                   | とりかえっこ！ イブちゃん、お店はじめるッチュ！           | 福田裕子                  | 小松達彦                  | Nam Sung Min An Jai Ho        | 熊野千尋                  | Nam Sung Min              | 安藤尚也 川瀬まさお ひのまさふみ 大島克也      | 斉藤里枝 川島尚 青木康哲 宮崎輝 島田さとし   | 3月14日                   |
| 第143話                   | イメチェンさら様 ドキドキふわふわだパン！                 | 大場小ゆり                | 米田光宏                  | Choi Hun Cheol Na Ki Chual    | 米田光宏                  | Na Ki Chual               | 安藤尚也                                       | 斉藤里枝                                     | 3月21日                   |
| 第144話                   | 大予想！ プリンセスは誰だッチュ！                         | 冨田頼子                  | 坂田純一                  | Jeon Byung Cheol Nam Sung Min | 伊藤浩                    | Jeon Byung Cheol          | 安藤尚也 川瀬まさお                            | 斉藤里枝 川島尚 青木康哲 宮崎輝 島田さとし   | 3月28日                   |
| 第145話                   | かしくま！ ライスエリアが大ピンチ!?                       | 金杉弘子                  | 渡辺健一郎                | Park Chi Man Nam Sung Min     | 渡辺健一郎                | Park Chi Man              | 安藤尚也 川瀬まさお 江副仁美                   | 斉藤里枝 川島尚 青木康哲 島田さとし          | 4月4日                    |
| 第146話                   | グッバイ！ める様宇宙にいっちゃうパン?!                   | 佐藤裕                    | 麦野アイス                | Nam Sung Min An Jai Ho        | 熊野千尋                  | Nam Sung Min              | 安藤尚也 川瀬まさお                            | 斉藤里枝 川島尚 青木康哲 宮崎輝 島田さとし   | 4月11日                   |
| 第147話                   | プリ☆チャンシネマパラダイス だッチュ！                    | 福田裕子                  | 小松達彦                  | Choi Hun Cheol Na Ki Chual    | 黒瀬大輔                  | Na Ki Chual               | 安藤尚也 川瀬まさお 江副仁美                   | 斉藤里枝 川島尚 青木康哲 島田さとし          | 4月18日                   |
| 第148話                   | ついに開催！ クイーンズ・グランプリだッチュ！             | 大場小ゆり                | 川瀬まさお                | Jeon Byung Cheol Nam Sung Min | 川瀬まさお                | Jeon Byung Cheol          | 安藤尚也 川瀬まさお 大島克也                   | 斉藤里枝 川島尚 青木康哲 島田さとし 宮崎輝   | 4月25日                   |
| 第149話                   | いよいよ決着！ クイーンズ・グランプリだッチュ！           | 金杉弘子                  | 江副仁美                  | Park Chi Man Nam Sung Min     | 小林浩輔                  | Park Chi Man              | 安藤尚也 川瀬まさお 大島克也 江副仁美          | 斉藤里枝 川島尚 青木康哲                     | 5月2日                    |
| 第150話                   | ルルナ復活！ 新しいプリ☆チャンルールッチュ!?              | 冨田頼子                  | 大島克也                  | Nam Sung Min An Jai Ho        | 大島克也                  | Nam Sung Min              | 安藤尚也 川瀬まさお 大島克也                   | 斉藤里枝 川島尚 青木康哲 宮崎輝              | 5月9日                    |
| 第151話                   | イルミナージュクイーン！ マスコットの奇跡ッチュ！         | 佐藤裕                    | 大川貴大                  | Choi Hun Cheol Na Ki Chual    | 黒瀬大輔                  | Na Ki Chual               | 安藤尚也 川瀬まさお                            | 斉藤里枝 川島尚 青木康哲                     | 5月16日                   |
| 第152話                   | みんな集まれ！ 未来のプリ☆チャン守るッチュ！              | 兵頭一歩                  | 博史池畠                  | Jeon Byung Cheol Nam Sung Min | 伊藤浩                    | Jeon Byung Cheol          | 安藤尚也 川瀬まさお                            | 斉藤里枝 川島尚 青木康哲 島田さとし 宮崎輝   | 5月23日                   |
| 第153話                   | キラッとプリ☆チャンやってみよう！                         | 兵頭一歩                  | 博史池畠                  | Park Chi Man Nam Sung Min     | 川瀬まさお                | Park Chi Man              | 安藤尚也 川瀬まさお                            | 斉藤里枝 川島尚 青木康哲 島田さとし          | 5月30日                   |

### 放送局
| 放送期間 | 放送時間                                                                         | 放送局         | 対象地域       | 備考                                                     |
| --- | -------------------------------------------------------------------------------- | -------------- | -------------- | -------------------------------------------------------- |
| 2018年4月8日 - 2021年5月30日 | 日曜 10:00 - 10:30                                                               | テレビ東京     | 関東広域圏     | 製作局                                                   |
| |                                                                                  | テレビ北海道   | 北海道         |                                                          |
| |                                                                                  | テレビ愛知     | 愛知県         |                                                          |
| |                                                                                  | テレビ大阪     | 大阪府         |                                                          |
| |                                                                                  | テレビせとうち | 岡山県・香川県 |                                                          |
| |                                                                                  | TVQ九州放送    | 福岡県         |                                                          |
| 2018年4月10日 - 2019年10月1日 2019年10月7日 - 2020年3月30日                                                                     | 火曜 17:29 - 17:58 月曜 17:29 - 17:58                                            | BSテレ東       | 日本全域       | BS/BS4K放送 第102話で打ち切り 。                         |
| 2018年4月15日 - 9月30日 2018年10月7日 - 2020年12月27日 2021年1月9日 - 6月5日                                                    | 日曜 0:30 - 1:00（土曜深夜） 日曜 0:00 - 0:30（土曜深夜） 土曜 23:30 - 日曜 0:00 | AT-X           | 日本全域       | CS放送 / リピート放送あり キラッとセレクションは未放送。 |
| 2018年11月9日 - 2021年9月24日 2021年10月1日 - 2021年10月22日                                                                    | 金曜 7:30 - 8:00 金曜 7:00 - 7:30                                                | テレビ和歌山   | 和歌山県       | [ 134 ]                                                  |
| 2018年12月17日 - 2019年3月25日 2019年4月1日 - 2021年12月6日                                                                     | 月曜 17:15 - 17:45 月曜 17:25 - 17:55                                            | びわ湖放送     | 滋賀県         | [ 136 ]                                                  |
| 2019年1月16日 - 2022年4月27日                                                                                                   | 水曜 7:30 - 8:00                                                                 | 奈良テレビ     | 奈良県         |                                                          |
| 2019年4月14日 - 2021年6月6日 | 日曜 5:30 - 6:00                                                                 | テレビ新広島   | 広島県         | [ 注 163 ]                                               |
| | 日曜 6:30 - 7:00                                                                 | 仙台放送       | 宮城県         | [ 注 163 ]                                               |
| テレビ東京系列（BSテレ東も含む）では字幕放送、テレビ東京系列地上波6局のみ連動データ放送対応。BSテレ東4Kはアップコンバート放送。 |                                                                                  |                |                |                                                          |

| 配信期間                                                  | 配信時間                       | 配信サイト             | 備考 |
| --------------------------------------------------------- | ------------------------------ | ---------------------- | --- |
| 2018年4月8日 - 2021年5月30日                              | 日曜 10:30 更新                | あにてれ               | |
| 2018年4月11日 - 2020年4月1日 2020年4月6日 - 2021年5月31日 | 水曜 0:00 更新 月曜 17:00 更新 | ニコニコチャンネル     | |
| 2020年6月18日 -                                           | -                              | Amazonプライム・ビデオ | 51話まで。dアニメストア for Prime Videoでは最新回まで配信 |
| -                                                         | 月曜 17:00 更新                | Rakuten TV             | [ 139 ] |
|                                                           |                                | GYAO!、GYAO!ストア     | [ 140 ] [ 141 ] |
|                                                           |                                | バンダイチャンネル     | [ 142 ] |
|                                                           |                                | ひかりTV               | [ 143 ] |
|                                                           |                                | hulu                   | [ 144 ] |
|                                                           |                                | ビデオマーケット       | [ 145 ] |
|                                                           |                                | DMM動画                | [ 146 ] |
|                                                           | 月曜 18:00 更新                | dTV                    | [ 147 ] |
|                                                           | 火曜 0:00 (月曜深夜) 更新      | J:COM オンデマンド     | [ 148 ] |
|                                                           | 火曜 12:00 更新                | YouTube                | キラッとプリチャンネル - 第1話、第52話、第103話のみ テレビ東京公式 あにてれちゃんねる - 第103話と最新話を配信中（火曜 12:00更新）。 ちゃおチャンネル - 第103話と最新話を配信中（2020年4月7日以降、火曜 12:00 更新）。 |
|                                                           |                                | HAPPY!動画             | [ 156 ] |
|                                                           | 火曜 19:00 更新                | TSUTAYA TV             | [ 157 ] |
|                                                           | 水曜 0:00 更新                 | Paravi                 | シーズン2まで |
|                                                           | 水曜 12:00 更新                | dアニメストア          | [ 160 ] |
|                                                           |                                | U-NEXT                 | [ 161 ] |

| 国・地域                                                                               | 放送・配信期間                                                                 | 放送・配信時間         | 放送局・配信サイト                          | 備考                                                            |
| -------------------------------------------------------------------------------------- | ------------------------------------------------------------------------------ | ---------------------- | ------------------------------------------- | --------------------------------------------------------------- |
| 韓国                                                                                   | 2020年2月27日 -                                                                | 木曜 12:20-12:50       | MBC                                         | 『반짝이는 프리☆채널』というタイトルにて放送。iMBCでもVODで配信 |
| 台湾                                                                                   | 2020年8月7日 -                                                                 | 金曜                   | 中華電信MOD 隨選視訊 卡通199-兒童 HamiVideo | 『閃躍吧！星夢☆頻道』というタイトルにて配信                     |
|                                                                                        | 2020年8月30日 -                                                                | 日曜 11:30 - 12:00     | 中華電信MOD 頻道 MY KIDS-TV                 | 『閃躍吧！星夢☆頻道』というタイトルにて放送                     |
| 北米、中米、南米、カリブ諸島、オーストラリア、ニュージーランド、南アフリカ、ヨーロッパ | 2020年12月29日 -                                                               |                        | Crunchyroll                                 | 3週ごとに新エピソードを追加                                     |
| 香港                                                                                   | 2023年4月27日 - 2023年10月26日（1stシーズン） 2023年10月27日 - （2ndシーズン） | 木曜・金曜 17:20-17:50 | 無綫電視翡翠台                              | 『星夢頻道』というタイトルにて放送                              |

### CD
| 商品名                                                                     | 発売日         | 収録曲 | 規格品番        | 規格品番       |
| 商品名                                                                     | 発売日         | 収録曲 | DX版            | 通常版         |
| -------------------------------------------------------------------------- | -------------- | --- | --------------- | -------------- |
| キラッとプリ☆チャン♪ソングコレクション〜1stチャンネル〜                    | 2018年8月29日  | 1. 「レディー・アクション！」 歌:桃山みらい（林鼓子）、萌黄えも（久保田未夢） #ワン・ツー・スウィーツ 歌:桃山みらい（林鼓子） 2. 「スキスキセンサー」 歌:萌黄えも（久保田未夢） 3. 「Play Sound☆」 歌:赤城あんな（芹澤優）、緑川さら（若井友希） （inst.付き） | EYCA-11931/B    | EYCA-11932     |
| キラッとプリ☆チャン♪ソングコレクション〜2ndチャンネル〜                    | 2018年12月5日  | 1. 「キラリ覚醒☆リインカーネーション」 歌:青葉りんか（厚木那奈美） 2. 「SUPER CUTIE SUPER GIRL」 歌:Miracle Kiratts 3. 「COMETIC SILHOUETTE」 歌:Meltic StAr 4. 「フォーチュン・カラット」 歌:白鳥アンジュ（三森すずこ） （inst.付き） | EYCA-12139/B    | EYCA-12140     |
| キラッとプリ☆チャン♪ミュージックコレクション                               | 2019年9月11日  | 1. 「レディー・アクション！」 歌:桃山みらい、萌黄えも（林鼓子、久保田未夢） 2. 「ワン・ツー・スウィーツ」 歌:桃山みらい（林鼓子） 3. 「スキスキセンサー」 歌:萌黄えも（久保田未夢） 4. 「Play Sound☆」 歌:赤城あんな、緑川さら（芹澤優、若井友希） 5. 「キラリ覚醒☆リインカーネーション」 歌:青葉りんか（厚木那奈美） 6. 「SUPER CUTIE SUPER GIRL」 歌：Miracle Kiratts 7. 「COMETIC SILHOUETTE」 歌:Meltic StAr 8. 「フォーチュン・カラット」 歌:白鳥アンジュ（三森すずこ） 9. 「乙女アテンションプリーズ」 歌:Miracle Kiratts 10. 「寝ても覚めてもDREAMIN' GIRL」 歌:Meltic StAr 11. 「パーフェクト・フィナーレ」 歌:iL'ange 12. 「キラッとスタート」 歌:Miracle StAr （劇伴付き） | EYCA-12635〜6/B | EYCA-12637〜8  |
| キラッとプリ☆チャン♪ソングコレクション 〜リングマリィ・だいあ チャンネル〜 | 2019年11月13日 | 1. 「フレンドパスワード」 歌:だいあ（佐々木李子） 2. 「シアワ星かわいい賛歌」 歌:金森まりあ（茜屋日海夏） 3. 「キューティ・ブレイキン」 歌:黒川すず（徳井青空） 4. 「インディビジュアル・ジュエル」 歌:Ring Marry （inst.付き） | EYCA-12611/B    | EYCA-12612     |
| キラッとプリ☆チャン♪ソングコレクション 〜ミラクル☆キラッツ チャンネル〜    | 2019年11月27日 | 1. 「TOKIMEKIハート・ジュエル♪」 歌:桃山みらい（林鼓子） 2. 「えもめきピッカーン」 歌:萌黄えも（久保田未夢） 3. 「夢色エナジー」 歌:青葉りんか（厚木那奈美） 4. 「ロケットハート 」 歌:Miracle Kiratts （inst.付き） | EYCA-12669/B    | EYCA-12670     |
| キラッとプリ☆チャン♪ソングコレクション 〜メルティックスター チャンネル〜   | 2019年12月11日 | 1. 「ヒロインズドラマ 」 歌:赤城あんな（芹澤優） 2. 「My Secret heArtbeats」 歌:緑川さら（若井友希） 3. 「スペース！スパイス！スペクタクル！」 歌:紫藤める（森嶋優花） 4. 「La La Meltic stAr」 歌:Meltic StAr （inst.付き） | EYCA-12671/B    | EYCA-12672     |
| キラッとプリ☆チャン♪ミュージックコレクション Season.2                      | 2020年6月24日  | 1. 「TOKIMEKIハート・ジュエル♪」歌:桃山みらい（林鼓子） 2. 「シアワ星かわいい賛歌」歌:金森まりあ（茜屋日海夏） 3. 「夢色エナジー」歌:青葉りんか（厚木那奈美） 4. 「スペース！スパイス！スペクタクル！」 歌:紫藤める（森嶋優花） 5. 「キューティ・ブレイキン」歌:黒川すず（徳井青空） 6. 「インディビジュアル・ジュエル」歌:Ring Marry 7. 「えもめきピッカーン」歌:萌黄えも（久保田未夢） 8. 「My Secret heArtbeats」歌:緑川さら（若井友希） 9. 「フレンドパスワード」歌:だいあ（佐々木李子） 10. 「La La Meltic StAr」歌:Meltic StAr 11. 「ロケットハート」歌:Miracle Kiratts 12. 「ヒロインズドラマ」歌:赤城あんな（芹澤優） 13. 「ツヨキ！ツインテールズ」歌:えも＆あんな（久保田未夢＆芹澤優） 14. 「フレンドパスワード 〜Another World〜」歌:だいあ（佐々木李子） 15. 「MEMORIES FOR FUTURE」歌:みらい＆だいあ（林鼓子＆佐々木李子） 16. 「ダイヤモンドスマイル」歌:オール☆ジュエルアイドルズ 17. 「じゃんけんキラッと！プリ☆チャン」歌:桃山みらい（林鼓子） 18. 「Brand New Girls」歌:ブランニュー☆ガールズ TV Sizeの楽曲や劇伴を含んだCDも同梱。DX版にはノンテロップのOP、ED映像や、プリ☆チャンライブ映像を収録したDVDが附属。 | EYCA-12990〜1/B | EYCA-12992〜3  |
| キラッとプリ☆チャン♪ソングコレクション〜from RAINBOW SKY〜                 | 2020年12月2日  | 1. 「プリマ☆ドンナ?メモリアル!」歌:プリティーオールフレンズ（阿澄佳奈、大久保瑠美、加藤英美里、茜屋日海夏、伊達朱里紗、林鼓子） 2. 「キラッとプリ☆チャンランド」歌:キラッCHU（山下七海） 3. 「ミラクルコースター」歌:Miracle Kiratts 他にinst.版や、桃山みらい（林鼓子）、萌黄えも（久保田未夢）、青葉りんか（厚木那奈美）、キラッCHU（山下七海）が出演のオリジナルミニドラマ『こたつでキラッツ！みんなでカルタをやってみたッチュ！』を収録。初回特典はジャケット柄のステッカー。DX版には3曲のプリ☆チャンライブ映像を収録したDVDが附属。 | EYCA-13162/B    | EYCA-13163     |
| キラッとプリ☆チャン♪ソングコレクション〜from MELODY FANTASY〜              | 2020年12月2日  | 1. 「A・B・C・Dいいね★ダンス 」歌:GOGO!MASCOTS 2. 「キラッとプリ☆チャンランド」歌:メルパン（大森日雅） 3. 「Merry Merry Fantasia!」歌:Meltic StAr 他にinst.版や、赤城あんな（芹澤優）、緑川さら（若井友希）、紫藤める（森嶋優花）、メルパン（大森日雅）が出演のオリジナルミニドラマ『メルパン、タイムスリップしちゃったパン!?』を収録。初回特典はジャケット柄のステッカー。DX版には3曲のプリ☆チャンライブ映像を収録したDVDが附属。 | EYCA-13166/B    | EYCA-13167     |
| キラッとプリ☆チャン♪ソングコレクション〜 from OCEAN MERMAID〜              | 2020年12月2日  | 1. 「おやくそくセンセーション」歌:GOGO!MASCOTS 2. 「キラッとプリ☆チャンランド」歌:ラビリィ（田中美海） 3. 「コトバ・ブーケ」歌:Ring Marry 他にinst.版や、金森まりあ（茜屋日海夏）、黒川すず（徳井青空）、ラビリィ（田中美海）が出演のオリジナルミニドラマ『あべこべリングマリィ! すずがまりあで、まりあがすずで、ラビ!』を収録。初回特典はジャケット柄のステッカー。DX版には3曲のプリ☆チャンライブ映像を収録したDVDが附属。 | EYCA-13166/B    | EYCA-13167     |
| キラッとプリ☆チャン♪ソングコレクション 〜 from SUNSHINE CIRCUS 〜          | 2021年5月26日  | 1. 「Despertar del SOL!」歌:ソルル（斎賀みつき） 2. 「sunshine smiles」歌:輝アリス（ファイルーズあい） 3. 「アドリブ・デスティニー」歌:ALIVE 他にinst.版や、輝アリス（ファイルーズあい）、輝イブ（指出毬亜）、ソルル（斎賀みつき）、ルルナ（山村響）が出演のオリジナルミニドラマ『アリスとイブ、そしてソルルも!? ルルナ応援マル秘大作戦！』を収録。 | EYCA-13168/B    | EYCA-13169     |
| キラッとプリ☆チャン♪ソングコレクション 〜 from PRI☆CHAN LAND 〜            | 2021年6月23日  | 1. 「いたずらカーニバル!!」歌: おしゃまトリックス 2. 「MEMORIES FOR FUTURE -Ray-」歌:W Daia 3. 「One Heart」歌:Miracle StAr 他にinst.版や、歩堂デヴィ(山北早紀)、明日香ルゥ(澁谷梓希)、だいあ(佐々木李子)、ひかり(楠木ともり)が出演するオリジナルミニドラマ「だいあに弟子入り？おしゃまと一緒に、イタズラなんだよん！」を収録。 | EYCA-13170/B    | EYCA-13171     |
| キラッとプリ☆チャン♪ソングコレクション 〜 from MOONLIGHT MAGIC 〜          | 2021年7月21日  | 1. 「Lustro della LUNA」歌: ルルナ(山村響) 2. 「プラネタリウムの殻」歌: 輝イブ(指出毬亜) 3. 「Awakening Light」歌: ソルル(斎賀みつき)、ルルナ(山村響) 他にinst.版や、キラッCHU(山下七海)、メルパン(大森日雅)、ラビリィ(田中美海)、ソルル(斎賀みつき)、ルルナ(山村響) が出演するオリジナルミニドラマ「がんばれマスコッツ！みんなで楽しくエクササイズラビ！」を収録。 | EYCA-13172/B    | EYCA-13173     |
| キラッとプリ☆チャン♪ミュージックコレクション Season.3                      | 2022年2月23日  | 1. 「キラッとプリ☆チャンランド」歌:GOGO!MASCOTS 2. 「ミラクルコースター」歌:Miracle Kiratts 3. 「Merry Merry Fantasia!」歌:Meltic StAr 4. 「コトバ・ブーケ」歌:Ring Marry 5. 「プリマ☆ドンナ?メモリアル!」歌:プリティーオールフレンズ（阿澄佳奈、大久保瑠美、加藤英美里、茜屋日海夏、伊達朱里紗、林鼓子） 6. 「おやくそくセンセーション」歌:GOGO!MASCOTS 7. 「sunshine smiles」歌:輝アリス（ファイルーズあい） 8. 「Despertar del SOL!」歌:ソルル（斎賀みつき） 9. 「いたずらカーニバル!!」歌: おしゃまトリックス 10. 「プラネタリウムの殻」歌: 輝イブ(指出毬亜) 11. 「Lustro della LUNA」歌: ルルナ(山村響) 12. 「アドリブ・デスティニー」歌: ALIVE 13. 「MEMORIES FOR FUTURE -Ray-」歌:W Daia 14. 「ファイナルイルミネーション」歌:Miracle Kiratts with kiracCHU（山下七海） 15. 「Awakening Light」歌: ソルル(斎賀みつき)、ルルナ(山村響) 16. 「ドリーミング☆チャンネル!」Pri☆chan All Star 17. 「One Heart（Meltic StAr ver.）」歌:Meltic StAr 18. 「One Heart（Miracle☆Kiratts ver.）」歌:Miracle Kiratts 他にDisc.2のCDでは「イルミナージュ・ランド」「ルミナンスプリンセス」「ドリーミング☆チャンネル!」「A・B・C・D・いいね☆ダンス」「One Heart（Miracle StAr版）」のTV size版とBGMを、DX版付属のDVDではエンディング映像のノンテロップ版、作中のライブ映像、バージョン違いの映像などを収録 | EYCA-13637〜8/B | EYCA-13639〜40 |

### Blu-ray / DVD
| 巻 | 発売日         | 収録話          | 規格品番     | 規格品番         | 備考    |
| 巻 | 発売日         | 収録話          | BD           | DVD              | 備考    |
| -- | -------------- | --------------- | ------------ | ---------------- | ------- |
| 1  | 2018年10月26日 | 第1話 - 第12話  | EYXA-11946/7 | EYBA-11933/4/5   | [ 182 ] |
| 2  | 2019年1月25日  | 第13話 - 第24話 | EYXA-11948/9 | EYBA-11936/7/8   | [ 183 ] |
| 3  | 2019年4月26日  | 第25話 - 第36話 | EYXA-11950/1 | EYBA-11939/40/1  | [ 184 ] |
| 4  | 2019年7月26日  | 第37話 - 第51話 | EYXA-11952/3 | EYBA-11942/3/4/5 | [ 185 ] |

| 巻 | 発売日         | 収録話           | 規格品番      | 規格品番         | 備考    |
| 巻 | 発売日         | 収録話           | BD            | DVD              | 備考    |
| -- | -------------- | ---------------- | ------------- | ---------------- | ------- |
| 1  | 2019年10月25日 | 第52話 - 第63話  | EYXA-12657/8  | EYBA-12644/5/6   | [ 186 ] |
| 2  | 2020年1月31日  | 第64話 - 第75話  | EYXA-12659/60 | EYBA-12647/8/9   | [ 187 ] |
| 3  | 2020年4月24日  | 第76話 - 第87話  | EYXA-12661/2  | EYBA-12650/1/2   | [ 188 ] |
| 4  | 2020年7月31日  | 第88話 - 第102話 | EYXA-12663/4  | EYBA-12653/4/5/6 | [ 189 ] |

| 巻 | 発売日        | 収録話            | 規格品番      | 規格品番         | 備考            |
| 巻 | 発売日        | 収録話            | BD            | DVD              | 備考            |
| -- | ------------- | ----------------- | ------------- | ---------------- | --------------- |
| 1  | 2021年1月22日 | 第103話 - 第114話 | EYXA-13144/5  | EYBA-13141/2/3   | [ 190 ] [ 191 ] |
| 2  | 2021年4月23日 | 第115話 - 第126話 | EYXA-13149/50 | EYBA-13146/7/8   | [ 190 ] [ 192 ] |
| 3  | 2021年7月23日 | 第127話 - 第138話 | EYXA-13154/5  | EYBA-13151/2/3   | [ 190 ] [ 193 ] |
| 4  | 2021年9月24日 | 第139話 - 第153話 | EYXA-13160/1  | EYBA-13156/7/8/9 | [ 194 ]         |

| テレビ東京系列 日曜10:00 - 10:30                                                   | テレビ東京系列 日曜10:00 - 10:30                   | テレビ東京系列 日曜10:00 - 10:30     |
| 前番組                                                                             | 番組名                                             | 次番組                               |
| ---------------------------------------------------------------------------------- | -------------------------------------------------- | ------------------------------------ |
| カードファイト!! ヴァンガードG Z 【ここまでカードファイト!! ヴァンガードシリーズ】 | キラッとプリ☆チャン 【ここからプリティーシリーズ】 | プリティーオールフレンズセレクション |

## 劇場版

### プリパラ&キラッとプリ☆チャン きらきらメモリアルライブ
『劇場版プリパラ&キラッとプリ☆チャン きらきらメモリアルライブ』のタイトルで、2018年5月5日に公開。本作唯一の劇場版作品であると同時に、プリパラシリーズ、プリティーリズムシリーズとのクロスオーバー作品でもある。2019年1月にはリマスターバージョンが上映された。

### DVD・Blu-ray
『劇場版プリパラ&キラッとプリ☆チャン きらきらメモリアルライブ』のDVD、Blu-rayが2018年11月30日に発売されている。

## メディア展開

### 公式ファンブック
小学館より『ちゃお』増刊として2018年4月から発売。『キラッとプリ☆チャン』に関する情報やコミック、出演者へのインタビュー、関連イベントへのレポートなどが掲載されている。フォロチケも付属。
- キラッとプリ☆チャン 公式ファンブック SEASON 1（2018年4月19日発売）[195][196]
- キラッとプリ☆チャン 公式ファンブック SEASON 2（2018年06月14日発売）[197]
- キラッとプリ☆チャン 公式ファンブック SEASON 3（2018年8月8日発売）[198]
- キラッとプリ☆チャン 公式ファンブック SEASON 4（2018年10月4日発売）[199]
- キラッとプリ☆チャン 公式ファンブック SEASON 5（2018年12月6日発売）[200]
- キラッとプリ☆チャン 公式ファンブック SEASON 6（2019年2月7日発売）[201]
- キラッとプリ☆チャン 公式ファンブック JEWEL1（2019年4月4日発売）[202]
- キラッとプリ☆チャン 公式ファンブック JEWEL2（2019年5月23日発売）[203]
- キラッとプリ☆チャン 公式ファンブック JEWEL3（2019年7月11日発売）[204]
- キラッとプリ☆チャン 公式ファンブック JEWEL4（2019年9月19日発売）[205]
- キラッとプリ☆チャン 公式ファンブック JEWEL5（2019年11月28日発売）[206]
- キラッとプリ☆チャン 公式ファンブック JEWEL6（2020年1月23日発売）[207]
- キラッとプリ☆チャン 公式ファンブック Egg1（2020年4月2日発売）[208]
- キラッとプリ☆チャン 公式ファンブック Egg2・3（2020年10月1日発売）[209]
- キラッとプリ☆チャン 公式ファンブック Egg4（2020年12月3日発売）[210]
- キラッとプリ☆チャン 公式ファンブック Egg5（2021年2月4日発売）[211]
- キラッとプリ☆チャン 公式ファンブック Egg6（2021年4月1日発売）[212]

### インターネット番組

#### プリ☆チャンラジオ
響 - HiBiKi Radio Station -にて2019年8月20日から2019年11月12日まで配信。全7回。MCは桃山みらい役の林鼓子。第2回から第6回の最後には桃山ひかり役の楠木ともりの登場するコーナーもあった。
配信リスト
| 回          | 配信日         | ゲスト                                                                 |
| ----------- | -------------- | ---------------------------------------------------------------------- |
| 1           | 2019年8月20日  | 楠木ともり（桃山ひかり役）                                             |
| 2           | 2019年9月3日   | 久保田未夢（萌黄えも役）、厚木那奈美（青葉りんか役）                   |
| 3           | 2019年9月17日  | 芹澤優（赤城あんな役）、若井友希（緑川さら役）、森嶋優花（紫藤める役） |
| 4           | 2019年10月1日  | 阿澄佳奈（七星あいら役）                                               |
| 5           | 2019年10月15日 | 茜屋日海夏（金森まりあ役）、徳井青空（黒川すず役）                     |
| 6           | 2019年10月29日 | 佐々木李子（だいあ役）                                                 |
| 7（最終回） | 2019年11月12日 | 山北早紀（歩堂デヴィ役）、澁谷梓希（明日香ルゥ役）                     |

#### その他
キラッとプリ☆チャンネル
『キラッとプリ☆チャン』の公式YouTubeチャンネル。キラッとプリ☆チャンに関する情報などが毎週投稿されている。キラッとプリ☆チャンガールズオーディション にて選ばれた「キラッとガールズ」や声優などが出演。テレビアニメの第1話、および、第2シーズンの初回もこのチャンネルにおいて無料で公開されている。
久保田未夢と林鼓子のクリスマスケーキ作ってみた！
あにてれにて配信されているアニメJAM2018の宣伝番組。このイベントに出演の萌黄えも役の久保田未夢と桃山みらい役の林鼓子が出演し、イベント開催日にちなんでクリスマスケーキ作りに挑戦した。
プリパラ・キラッとプリ☆チャン特別番組
『プリパラ』および『キラッとプリ☆チャン』のキャスト陣が出演して正月、および、バレンタインの企画に挑戦。TSUTAYA TVにて配信。

### コミック
ちゃお・ファンブック連載版
『ちゃお』で2018年5月号から2021年6月号まで、公式ファンブック SEASON 1からEgg 6まで連載。作画は辻永ひつじ。
ぷっちぐみ連載版
『ぷっちぐみ』で2018年4月号から2021年6月号まで連載。作画は菊田みちよ。

## ミュージカル
ゲーム・アニメの展開終了後、アニメの後日談を描いたバーチャルミュージカル作品が複数制作されている。全編3DCGでの制作。
キラッとプリ☆チャン みんなのいいねで何かがうまれる!? キラッとバーチャルライブ!
アニメ版の後日談として、2023年3月26日にZ-aNで配信された。
バーチャルミュージカル!? ハイスクール! キラッとプリ☆チャン
『キラッとバーチャルライブ!』の後日談。本作品では高校生2年生になったみらいたちが、月の裏側にある「さだめ野高校（さだめのこうこう）」に入学して学園生活を送る内容で、前後編の2部構成となっている。新規キャラクターや新曲も登場する。
本作の製作に当たり、2023年12月9日から2024年3月23日までクラウドファンディング企画『ハイスクール！キラッとプリ☆チャン入学プロジェクト』を実施。当初の目標金額は1000万円であったが、開始から約30分で達成した。
前編『ドキドキ☆入学の運命』（ドキドキ はじまりのさだめ）
2023年2月10日から3月23日までZ-aNで独占配信。
後編『キラキラ☆未来の運命』（キラキラ みらいのさだめ）
2023年3月9日からZ-aNで独占配信。

## イベント
プリパラ＆キラッとプリ☆チャンAUTUMN LIVE TOUR み〜んなでアイドルやってみた！
前作「プリパラ」シリーズとのクロスオーバーライブイベント。2018年9月9日に大阪府大阪市浪速区のなんばHatchにて、同年9月29日に東京都中野区の中野サンプラザホールにて開催。
み〜んなでキラッとプリティーライブ2018
本作や前作「プリパラ」シリーズを中心にしたプリティーシリーズのクロスオーバーライブイベント。2018年12月9日に千葉県千葉市美浜区の幕張メッセ展示ホール4（物販）,5（ステージ）にて開催。
プリパラ＆キラッとプリ☆チャンAUTUMN LIVE TOUR 2019 〜キラッと！アイドルはじめる時間だよ！〜
前作「プリパラ」シリーズとのクロスオーバーライブイベント。2019年9月15日に千葉県浦安市の舞浜アンフィシアターにて、同年9月22日に大阪府大阪市西区のオリックスシアターにて開催。
プリパラ&キラッとプリ☆チャン Winter Live 2019
前作「プリパラ」シリーズとのクロスオーバーライブイベント。2019年12月15日に千葉県千葉市美浜区の幕張メッセイベントホールにて開催。
Hello! プリ☆チャンワールド
2020年7月18日に開催された初の単独ライブ。無観客で昼夜2回開催され、PIA LIVE STREAM（ULIZA）にて生配信された。
プリパラ&キラッとプリ☆チャン Ｗinter Live 2020
前作「プリパラ」シリーズとのクロスオーバーライブイベント。2020年12月6日に千葉県千葉市美浜区の幕張メッセイベントホールにて開催。昼夜2公演開催。PIA LIVE STERAM (ULIZA)にて生配信された。
Pretty series 10th Anniversary Pretty Festival（プリティーフェスティバル）
プリティーシリーズ10周年を記念したシリーズ合同イベント。2021年5月22日、23日の2日間、幕張メッセイベントホールにて3公演開催。ミクチャにて生配信された。
Welcome to プリ☆チャンランド!
2021年8月22日に中野サンプラザで昼夜2回開催されたキラッとプリ☆チャンとしては初の有観客単独ライブイベント。昼夜2公演開催。ミクチャにて生配信された。
プリパラ&キラッとプリ☆チャン＆ワッチャプリマジ! Winter Live 2021
2021年12月5日に幕張メッセイベントホールにて昼夜2公演開催のイベント。前作の「プリパラ」（「アイドルタイムプリパラ」）、後継作の「ワッチャプリマジ!」との3作品合同イベント。生配信も実施。
Pretty Live！ ～One for All !!!～
2022年7月3日に中野サンプラザにて昼夜2公演開催された 「プリパラ」（「アイドルタイムプリパラ」と「アイドルランドプリパラ」）、「キラッとプリ☆チャン」「ワッチャプリマジ！」の合同ライブイベント。生配信も行われた。
Pretty Live！ ～All for One !!!～
2022年9月24日に中野サンプラザにて昼夜2公演開催された 「プリパラ」（「アイドルタイムプリパラ」と「アイドルランドプリパラ」）、「キラッとプリ☆チャン」「ワッチャプリマジ！」の合同ライブイベント。生配信も行われた。
プリパラ&キラッとプリ☆チャン&ワッチャプリマジ！ Winter Live 2022
2022年12月4日に幕張メッセイベントホールにて昼夜2公演開催された「プリパラ」シリーズ、「キラッとプリ☆チャン」「ワッチャプリマジ！」の合同ライブイベント。生配信も行われた。
プリ☆チャン ファンファーレ！2023
2023年7月15日にJ:COMホール八王子にて昼夜2公演開催された「キラッとプリ☆チャン」の3回目の単独ライブイベント。生配信も実施された。
プリパラ&キラッとプリ☆チャン&ワッチャプリマジ！ Winter Live 2023
2023年12月3日に幕張メッセイベントホールにて昼夜2公演開催された「プリパラ」シリーズ、「キラッとプリ☆チャン」「ワッチャプリマジ！」の合同ライブイベント。生配信も行われた。
キラッとプリ☆チャン スペースシップアドベンチャー
2024年7月21日に大宮ソニックシティ 大ホールにて昼夜2公演開催された「キラッとプリ☆チャン」の4回目の単独ライブイベント。生配信も実施された。『バーチャルミュージカル!? ハイスクール! キラッとプリ☆チャン』を踏まえた内容となった。

### Blu-ray・DVD
| タイトル                                                                                    | 発売日        | 規格品番                                | 備考        | 出典    |
| ------------------------------------------------------------------------------------------- | ------------- | --------------------------------------- | ----------- | ------- |
| プリパラ＆キラッとプリ☆チャンAUTUMN LIVE TOUR み〜んなでアイドルやってみた！                | 2019年3月29日 | EYBA-12098（DVD） EYXF-12099（Blu-ray） |             | [ 244 ] |
| み〜んなでキラッとプリティーライブ2018                                                      | 2019年9月11日 | EYBA-12629（DVD） EYXA-12630（Blu-ray） |             | [ 245 ] |
| プリパラ＆キラッとプリ☆チャンAUTUMN LIVE TOUR 2019 〜キラッと！アイドルはじめる時間だよ！〜 | 2020年6月26日 | EYXA-12994〜5                           | Blu-rayのみ | [ 246 ] |
| プリパラ&キラッとプリ☆チャン Winter Live 2019                                               | 2020年12月4日 | EYXA-13140                              | Blu-rayのみ | [ 247 ] |
| Hello! プリ☆チャンワールド                                                                  | 2021年2月26日 | EYXA-13179                              | Blu-rayのみ | [ 248 ] |
| プリパラ&キラッとプリ☆チャン Winter Live 2020                                               | 2021年9月24日 | EYXA-13332                              | Blu-rayのみ | [ 249 ] |

### ユニットメンバー
1. 1 2 3 4 5 6 7 8 9 10 11 12 13 14 15 16 17 18 19 20 21 22 23 24 25  桃山みらい（林鼓子）、萌黄えも（久保田未夢）、青葉りんか（厚木那奈美）
2. 1 2 3 4 5 6 7 8 9 10 11 12 13 14 15 16 17 18 19 20 21 22  赤城あんな（芹澤優）、緑川さら（若井友希）、紫藤める（森嶋優花）
3. 1 2 3  白鳥アンジュ（三森すずこ）、七星あいら（阿澄佳奈）
4. 1 2 3 4 5 6 7  桃山みらい（林鼓子）、萌黄えも（久保田未夢）、青葉りんか（厚木那奈美）、赤城あんな（芹澤優）、緑川さら（若井友希）、紫藤める（森嶋優花）
5. ↑  真中らぁら（茜屋日海夏）、南みれぃ（芹澤優）、北条そふぃ（久保田未夢）
6. 1 2 3 4 5 6 7 8 9  金森まりあ（茜屋日海夏）、黒川すず（徳井青空）
7. 1 2 3  桃山みらい（林鼓子）、萌黄えも（久保田未夢）、青葉りんか（厚木那奈美）、赤城あんな（芹澤優）、緑川さら（若井友希）、紫藤める（森嶋優花）、金森まりあ（茜屋日海夏）、黒川すず（徳井青空）、だいあ（佐々木李子）、白鳥アンジュ（三森すずこ）
8. 1 2 3 4 5 6 7 8  キラッCHU（山下七海）、メルパン（大森日雅）、ラビリィ（田中美海）
9. 1 2 3 4  輝アリス（ファイルーズあい）、輝イブ（指出毬亜）
10. 1 2  桃山みらい（林鼓子）、青葉りんか（厚木那奈美）、紫藤める（森嶋優花）
11. 1 2 3 4  歩堂デヴィ（山北早紀）、明日香ルゥ（澁谷梓希）
12. 1 2 3  虹ノ咲だいあ（佐々木李子）、だいあ（佐々木李子）
13. 1 2  桃山みらい（林鼓子）、萌黄えも（久保田未夢）、青葉りんか（厚木那奈美）、赤城あんな（芹澤優）、緑川さら（若井友希）、紫藤める（森嶋優花）、金森まりあ（茜屋日海夏）、黒川すず（徳井青空）、虹ノ咲だいあ（佐々木李子）、だいあ（佐々木李子）、輝アリス（ファイルーズあい）、輝イブ（指出毬亜）、キラッCHU（山下七海）、メルパン（大森日雅）、ラビリィ（田中美海）、ソルル（斎賀みつき）、ルルナ（山村響）、歩堂デヴィ（山北早紀）、明日香ルゥ（澁谷梓希）、白鳥アンジュ（三森すずこ）、七星あいら（阿澄佳奈）、幸瀬なる（加藤英美里）、激川ゆい（伊達朱里紗）、らぁら（茜屋日海夏）